# Pays de Léon
Pour les articles homonymes, voir Léon.
Le Pays de Léon, aussi qualifié de Léon ou bro Leon en breton, est une ancienne principauté de Basse-Bretagne : d'abord comté puis évêché, rattaché ensuite au département du Finistère. C'est la patrie des Léonards qui se nomment, en breton léonard : Leoniz. La ville de Brest en est l'agglomération principale, mais pas la capitale traditionnelle, qui est Saint-Pol-de-Léon. Le territoire forme la pointe nord-ouest du Finistère. Il doit à sa géographie et sa localisation d'avoir conservé un particularisme linguistique et culturel.
Comté fondé selon la tradition mythologique bretonne par Even le Grand, libérateur en 937 des trafiquants d'esclaves (en) normands, sur un territoire allant de Lannion à Châteaulin et au-delà, le Léon est réduit à ses frontières actuelles et confisqué en 1179 par Henri Plantagenêt aspirant à l'Empire. Scindé en une vicomté de Léon, une seigneurie de Léon et une seigneurie de Penhoat, il échoue à obtenir son indépendance en 1235 et est confié en 1276 à un comte évêque, suzerain temporel des vassaux subsistants. Il se confond à partir de cette date avec l'évêché de Léon. Devenu une quasi-république épiscopale enrichie par l'armement et le commerce des crées du Léon, il restera le cœur de la résistance des princes de Léon au centralisme ducal puis royal jusqu'à son abolition à la suite de la Révolution, le 3 novembre 1790.

## Désignation

### Étymologie
Le nom de Léon, prononcé en léonard [leun] avec un « n » final très nasal et évanescent, c'est-à-dire « léoun' » si on utilise l'orthographe française, était expliqué autrefois par les prêtres du diocèse comme venant du latin leonis, la bête christianisée par saint Paul Aurélien lors de son arrivée dans la ville déserte de son cousin Gwithur, identifiée à un lion. D'autres ramenaient l'étymologie à un castellum legionensis, et, pour appuyer leur hypothèse, voyaient là la preuve qu'une légion romaine avait stationné à l'emplacement de l'actuelle commune de Saint-Pol-de-Léon. Dans les faits, aucun document ne corrobore ces étymologies .

Le roman Tristan et Iseut de Béroul, datant des environs de 1170 mentionne « Loenois » ou encore « Loenoi ». Cependant, dans l’index des noms propres, Ernest Muret auteur de l’édition de 1922 du roman indique :
« Loenoi 2868, Loenois [2310], patrie de Tristan, située d’après les plus anciens romans en Grande-Bretagne, mais confondue plus tard avec le pays de Léon, dans la Bretagne française. « Le Loonois a été identifié par F. Loth avec le Lothian, en Écosse. Il n’est pas impossible non plus, écrit M. J. Loth (p. 88), que ce pays ait désigné la région de Caerlleon-sur-Wysc dont la situation conviendrait mieux. » 
Ce terme d’ancien français Loenois n’a pas de rapport avec le lion ou la légion. Le problème est que le latin leo, ni même legio, n'était passé dans le vocabulaire de l'ancien breton, a fortiori pas sous sa forme du cas régime de l'ancien français se terminant par un « n ».
Un étymon plausible est l'ancien breton litau qui désignait le rivage continental aux bretons insulaires, qui a donné LLyddaw en gallois et aurait donné en breton moyen Lezoun puis par une substitution qui s'observe plus souvent à l'initiale (v.g. Sabrina - Havren) Lehoun.
L'absence de documents en breton moyen ne permettra jamais d'infirmer ou confirmer cette étymologie ou une autre, mais le strict respect des règles de l'étymologie bretonne appelle un ligau, non attesté, plutôt qu'un litau. Cependant on[Qui ?] dispose de la mention, en latin, du terme de Letewicion et surtout du terme Letavia pour désigner l'ensemble de la Bretagne.
Il est possible que le sens de ce terme ait été réduit à la partie la plus anciennement colonisée au IVe siècle, le Léon, comme semble en garder le souvenir la légende de Conan Mériadec localisée par les hagiographes au XIe siècle à Plougoulm, après que se fut produite une seconde colonisation à l'origine de la Domnonée et de la Cornouaille.
On sait en effet que le Léon ne faisait pas partie de la Domnonée lors de la création de celle-ci. On aurait là avec le terme de Léon, une évolution un peu semblable à celui de France, qui désignait d'abord tout le territoire de la Gaule puis seulement un pays de quelques kilomètres carrés au nord de Paris. Là encore, l'étaiement de toute hypothèse restera toujours faible.
Si l'on veut remonter à un hypothétique ligau ou antérieurement ligan, plus conforme mais non attesté, les étymons possibles sont la province irlandaise de Laghain ou celle de Laggan, à l'ouest de la Foyle, ou bien encore Lugdun, littéralement « forteresse de Lug », qui a effectivement donné, par extension du nom de la capitale Lyon (Lugdunum), son nom à la Gaule celtique conquise, la Lyonnaise, et plus particulièrement à l'Armorique, la Lyonnaise III. Dans ce cas, le nom aurait subi la même réduction de sens de la province à une de ses parties la plus anciennement colonisée.[réf. nécessaire]
La forme ancienne française « Loonois », qui a donné en français moderne « Léonais », tendrait à laisser supposer[réf. nécessaire] un « loones » issu de « Lodonesia », ancien nom du comté brittonique de Lodain. Il y aurait là une étymologie commune avec le royaume légendaire de Lyonesse localisé dans les îles Sorlingues mais il est possible que ce royaume englouti de Lyonesse soit un « Lyon enes », c'est-à-dire île de Léon, ce qui nous renvoie à notre point de départ.
Quelle que soit l'étymologie, le toponyme renvoie, comme beaucoup de toponymes bretons, à un lieu de Bretagne insulaire, en l'occurrence la presqu'île du Nord du Pays de Galles, Lleyn (cf. infra sub « Colonisations bretonnes »), dont l'étymologie est tout aussi problématique.

### Pays de Léon
Pays de Léon a anciennement son correspondant latin, pagus Leonensis, et breton, bro Leon. Un pagus est une subdivision carolingienne d'un comté. L'expression pays de Léon renvoie ainsi à l'histoire du comté de Léon et son démantèlement par les ducs de Bretagne.

### Comté et vicomtes de Léon
Un comte de Léon nommé Even, dont la légende est évoquée dans une vita difficilement datée du début du Bas Moyen Âge, est mentionné dans le Cartulaire de Landévennec à la date du 31 mars 955, ce qui ne préjuge en rien de l'historicité de ce contemporain d'Alain le Renard, pas plus que de l'authenticité des chartes.
Le titre de vicomte apparaît en 1021 avec la citation de Guyomarch Ier de Léon, « Guihomarcus Leonensis vicecomes », qui était de la génération des arrière-petits-fils d'Even mais était probablement issu de la maison de Rennes. Comme une mention postérieure de ce même Guyomarch, à la date incertaine de 1034, « Guihomari vicecomitis », ne précise pas ce qualificatif de Leonensis, rien ne dit que celui ci n'est pas un ajout effectué par le copiste dans le cadre d'une reconstitution généalogique éventuellement exacte, le manuscrit étant une compilation du XIIe siècle.
Le petit-fils de Guyomarch Ier, Guyomarch II, décédé en 1103, est le Guigemar que chantera Marie de France. Quatre vicomtes lui succèdent, jusqu'à ce que Guyomarch IV, se heurte au roi d’Angleterre.
En aucun cas ces vicomtes ne sont alors à la tête d'une vicomté de Léon. Le terme de vicomté n’apparaît qu'à la fin du XIIe siècle. Auparavant, vicomte désigne un fonctionnaire gérant les affaires civiles, formellement sous l'autorité de l’Église, dans le périmètre d'un « honor », les offices, mêmes s'ils tendent déjà à être héréditaires, restant amovibles. La prétention à une légitimité dynastique, supra légale en quelque sorte, à régner sur le Léon ne s'affirmera qu'après l'extinction de la lignée aînée des vicomtes de Léon, aux alentours de 1298, chez les juveigneurs de Léon donc, à travers une tradition recueillie sinon forgée dans les années suivantes, sous le règne éphémère et tourmenté du jeune Arthur de Bretagne, selon laquelle ils descendent de Conan Mériadec, tradition reprise par les Rohan quand ceux ci, en 1363, hériteront du titre.
Plus vaste que l'évêché, le territoire des vicomtes de Léon déborde jusqu'en 1180 à l’est de Morlaix et s’étend au sud sur le pays de Daoulas, la presqu'île de Crozon et même sur des territoires à l’ouest de Quimper. Jusqu'en 1208, époque où les diocèses en étaient encore à se disputer des territoires enclavés, le Léon s'est étendu jusqu'au Léguer, « au delà de Lannion », incluant l'antique Yaudet, qui dès lors périclite.

### Vicomté et seigneurie de Léon
En 1166, Henri Plantagenêt, au terme d'une campagne militaire de deux années, force le duc de Bretagne Conan IV à marier l'unique héritière, Constance de Bretagne, à son fils Geoffroy. Devenu régent pour celui-ci, qui est alors mineur, il vainc le jeune et riche vicomte de Léon Guyomarch IV, qui conduit la révolte, en 1169 et en 1177.
À la mort de ce dernier, en 1179, il confisque le fief du vicomte. En 1180, il le scinde en trois fiefs qu'il distribue aux héritiers :
- à l'ouest, la vicomté de Léon pour Guyomarch V,
- au sud, la seigneurie de Léon pour le juveigneur Hervé,
- à l'est, la seigneurie de Penhoat.

En 1276, après des décennies de conflits, le duc Jean le Roux accapare ce que possède encore le vicomte Hervé IV, arrière-petit-fils de Guyomarch V, et achète la suzeraineté sur la seigneurie de Léon à Hervé IV.
Le fief du Léon est alors remis par le duc à l'évêque de Léon. Celui-ci reçoit lors de son entrônement le titre de « comte évêque ». Vassal de jure du duc, il est choisi par la Curie.
Il est de facto inamovible, le diocèse ayant aussitôt adopté une organisation assurant son indépendance. Les archidiacres, véritables administrateurs de l'évêché, ne sont en effet révocables que par la Curie et les canonicats laïcs du chapitre cathédral, instances de décision que l'évêque a juré de respecter, sont exercés par les grands vassaux de Léon, dont le premier est le seigneur de Léon.

### Baronnie de Léon
Avant de constituer un bailliage et une province fiscale du duché, le Léon était une des sept baronnies des États de Bretagne, citée aux assises de Geoffroy en 1185. Les barons de Rohan, originaires du Vannetais mais descendants des vicomtes de Léon, héritent en 1349 de la seigneurie de Léon, en 1476 de celle de Penhoat, et cumulent ainsi les charges et leurs bénéfices à peu de frais, l'administration locale étant assumée principalement par l'évêque-comte.

### Principauté de Léon
Les Rohan, considérant que le mariage d'Anne de Bretagne en 1491 les avaient déliés, en tant que princes d'Empire, de la suzeraineté du duché de Bretagne, dont il se faisaient ainsi les souverains présomptifs, se sont honorés depuis 1564 du titre de prince du Léon, conférant au Léon celui de principauté jusqu'à la Révolution.
En 1646, huit ans après la mort du prince de Léon et chef du parti huguenot Henri II de Rohan, l'héritier encore mineur de celui, Tancrède de Rohan, est, avec le soutien de la régente Anne d'Autriche, convaincu de bâtardise et spolié par sa sœur aînée, Marguerite de Rohan, laquelle a épousé l'année précédente Henri de Chabot. Celui ci, moyennant un engagement à conserver la lignée et le fief dans la voie catholique, est autorisé a adopté le nom plus prestigieux de sa femme ainsi que le titre de prince de Léon en 1648, soit un an avant la mort prématurée de son jeune beau frère. Le Léon passe dans la maison de Rohan-Chabot.
En 1791, l'arrière petit fils de Marguerite de Rohan et Henri de Chabot, le prince de Léon Louis-Marie-Bretagne de Rohan-Chabot, meurt sans descendance, son fils unique ayant trépassé à l'âge de neuf ans. Le titre passe à son cousin germain Louis-Antoine de Rohan-Chabot, dont le descendant est l'administrateur civil aujourd'hui à la retraite Josselin de Rohan. De leur côté, les Rohan descendants par les mâles, dit Rohan Rochefort, portent le titre de princes de Guéméné.

### Blason
D'or au lion morné (i.e. dénué de griffes, de langue et de dents) de sable. Ce sont des armes parlantes basées sur un jeu de mots associant Léon à lion. Le lion, associé au roi David et à la Judée, est devenu une figure très en faveur au retour de la première croisade, dans laquelle Guyomarch II et son fils Hervé ont joué de 1096 à 1103 un rôle de premier plan.
Les armes du comté de Léon, si elles ont existé, ne sont pas connues mais on peut supposer que les vicomtes de Léon ont tardivement porté d'or au lion. Le mythe du lion morné en brisure a reçu diverses interprétations, notamment celle de la soumission à Henri Plantagenêt (Léon défait en 1177 par le roi anglais et partagé en 1179 entre une branche aînée, la vicomté de Léon, et ses juveigneurs, la seigneurie de Léon).
En réalité, le mornage et les attributs du lion n'ont pas vraiment un sens jusqu'au XIVe siècle et dépendent des sensibilités à l'image armoriale de l'artiste ou de l'auteur,.
Le lion morné a été décliné en différentes couleurs par différentes branches, tels les Kérouzéré, prétendant descendre ou se rattacher par mariage aux souverains légitimes. Le blason du Finistère reprend celui du Léon, accolé à celui de la Cournouaille.

Blason des Seigneurs de Léon.
Blason du département du Finistère.

## Géographie

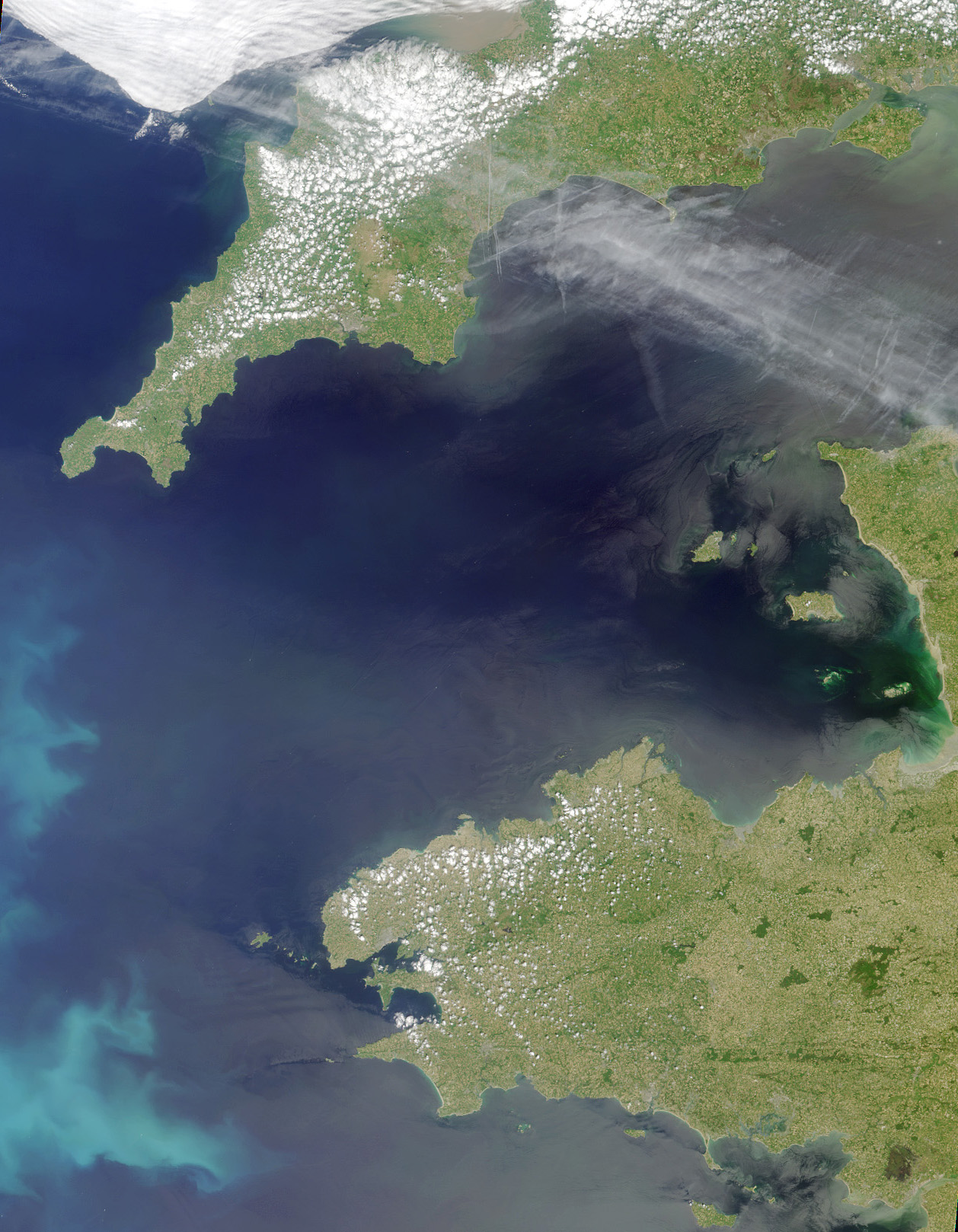
Le Léon, au nord ouest de la Bretagne.

### Territoires naturels
Le Léon est baigné par l'Iroise et la Manche, que sépare la pointe de Corsen. C'est un plateau granitique, un batholite géant, surélevé par rapport au niveau de la mer, ce qui donne à ses côtes envahies par la mer un relief marqué par des rias, appelées abers en breton, et deux baies d'un intérêt géographique de premier ordre, la rade de Brest et la baie de Morlaix.
Ces deux baies se prolongent dans l'intérieur des terres par des vallées encaissées, celle de l'Élorn et celle de l'Horn, qui constituent à elles deux la limite naturelle du plateau.
Au-delà, montent les contreforts gagnés sur la lande des monts d'Arrée et dominés par un affleurement rocheux. Le plateau en revanche est aujourd'hui un damier très serré de bocage. Son avancée dans la mer lui permet de bénéficier de la douceur du climat (« Ceinture dorée »), en des endroits abrités du vent jusqu'à l'illusion (cf. Jardin Exotique de Roscoff, ou Jardin Georges Delaselle sur l'île de Batz).
Trois communes léonardes des monts d'Arrée, Plounéour-Ménez, Commana et Sizun, adhèrent au parc naturel régional d'Armorique, ainsi que Molène. Cette dernière ainsi que Ouessant sont incluses dans le parc naturel marin d'Iroise.

### Frontières actuelles et anciennes
Le Léon est limité à l'est par le Dossen et le Queffleuth, frontière avec le Trégor, au sud par les sommets de Roc'h Ruz et Roc'h Trévézel puis les contreforts des monts d'Arrée et la basse vallée du fleuve de l'Élorn, frontière avec la Cornouaille, que franchit le remarquable pont de Rohan.
La ville de Morlaix est ainsi, pour sa rive gauche, en Léon et, pour sa rive droite, en Trégor. Landerneau pour sa rive droite en Léon, sa rive gauche en Cornouaille.
Ces limites datent du début du XIIIe siècle. Auparavant, les frontières étaient beaucoup plus étendues vers l'est et vers le sud où elles ont varié, et incluaient des parts importantes des actuelles Cornouaille et Trégor.
Quelles que soient les origines que les hagiographes leur ont données, Cornouaille et Trégor procèdent en effet de démembrements de l'antique cité des Osismes qui ont été effectués postérieurement au retour d'exil d'Alain Barbetorte.
Au tout début du Bas Moyen Âge, à la fin du Xe siècle, c'est-à-dire avant l'érection de l'évêché de Tréguier et avant les premières preuves de reconnaissance de celui de Cornouaille par la métropole tourangelle, les comtes de Léon, comme en témoignent les actes postérieurs de mariages, de successions et de donations, étendaient leurs possessions au sud jusque sur la presqu'île de Crozon, dont le Seigneur de Léon Hervé Ier refuse en 1199 l'abandon à l'abbaye de Landévennec, le Kémenet Even et le Porzay et même jusque sur le Cap Caval, dont les paroisses de Pluguffan, Plomelin, Plogastel, Plonéis, Penhars ont été cédées en 1208 par Hervé II à un de ses fils. À l'est, ils les étendaient sur Lanmeur en Pouastel et même jusqu'au Léguer.

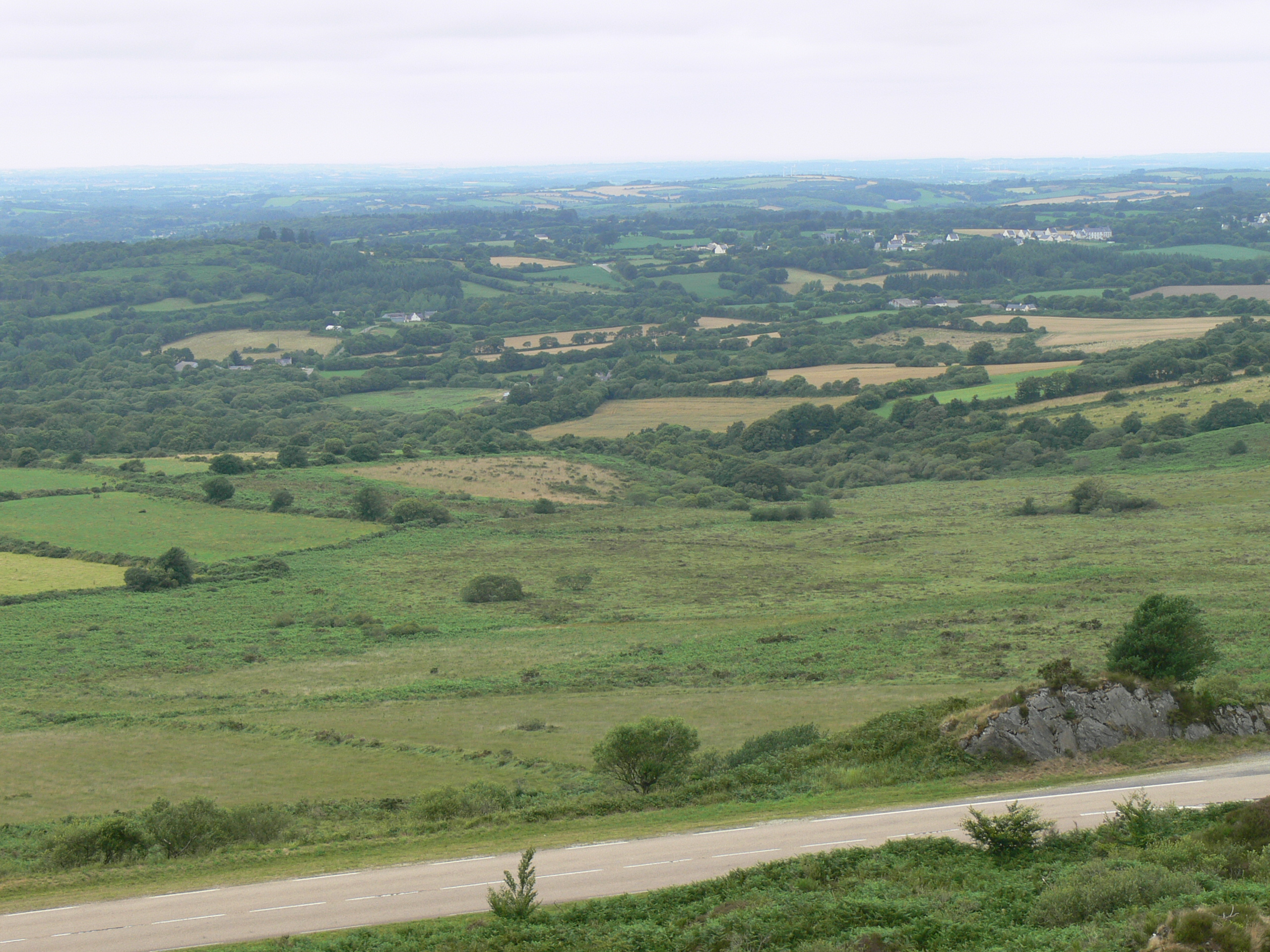
Le bocage du plateau du Léon s'étalant sur plus de trente kilomètres depuis Roc'h Trevezel en Plounéour-Ménez (384 m.), son sommet avec le Roc'h Ruz (385 m.). À l'horizon à droite, l'entrée de la baie de Morlaix sur la Manche.

Jusqu'au XIIe siècle, le Léon était ainsi encore composé de quatre pays, à savoir, en plus de l'Ac'h (pagus Agmensis) à son extrême ouest et du Léon proprement dit (pagus Leonensis) autour de Saint-Pol, l'Astel (pagus Castelli, Pouastel en breton) autour de Lanmeur et, au sud, le Faou (pagus Fagi), auquel s'ajoute, souvent confondu avec le Léon proprement dit, le Daouéralement le pays entre « deux eaux », à savoir entre les embouchures de l'Élorn et de l'Horn.
Cela explique que l'abbaye de Daoulas, cédée avec le territoire de Ploudiry et de ses trèves à l'évêché de Quimper à cette occasion, a été fondée en 1173 par un comte de Léon.
L'histoire de la paroisse de Beuzit-Saint-Conogan, originellement propriété de l'abbaye de Landevennec, garde une trace d'un tel partage tardif quand l'abbaye de Fineterre a été refondée.
À partir du XIIIe siècle et la fixation du ressort du diocèse de Léon, les abers de l'Élorn et de la rivière de Morlaix ont constitué des frontières naturelles nettes. En revanche, la frontière située entre, a connu un certain flou. Les frontières administratives des sénéchaussées, des juridictions, des domaines propres aux seigneurs locaux, n'ont en effet jamais coïncidé au sud avec la frontière de l'évêché. C'est ce qui explique que la frontière sud ne suit par la crête des monts d'Arrée.

### Divisions historiques

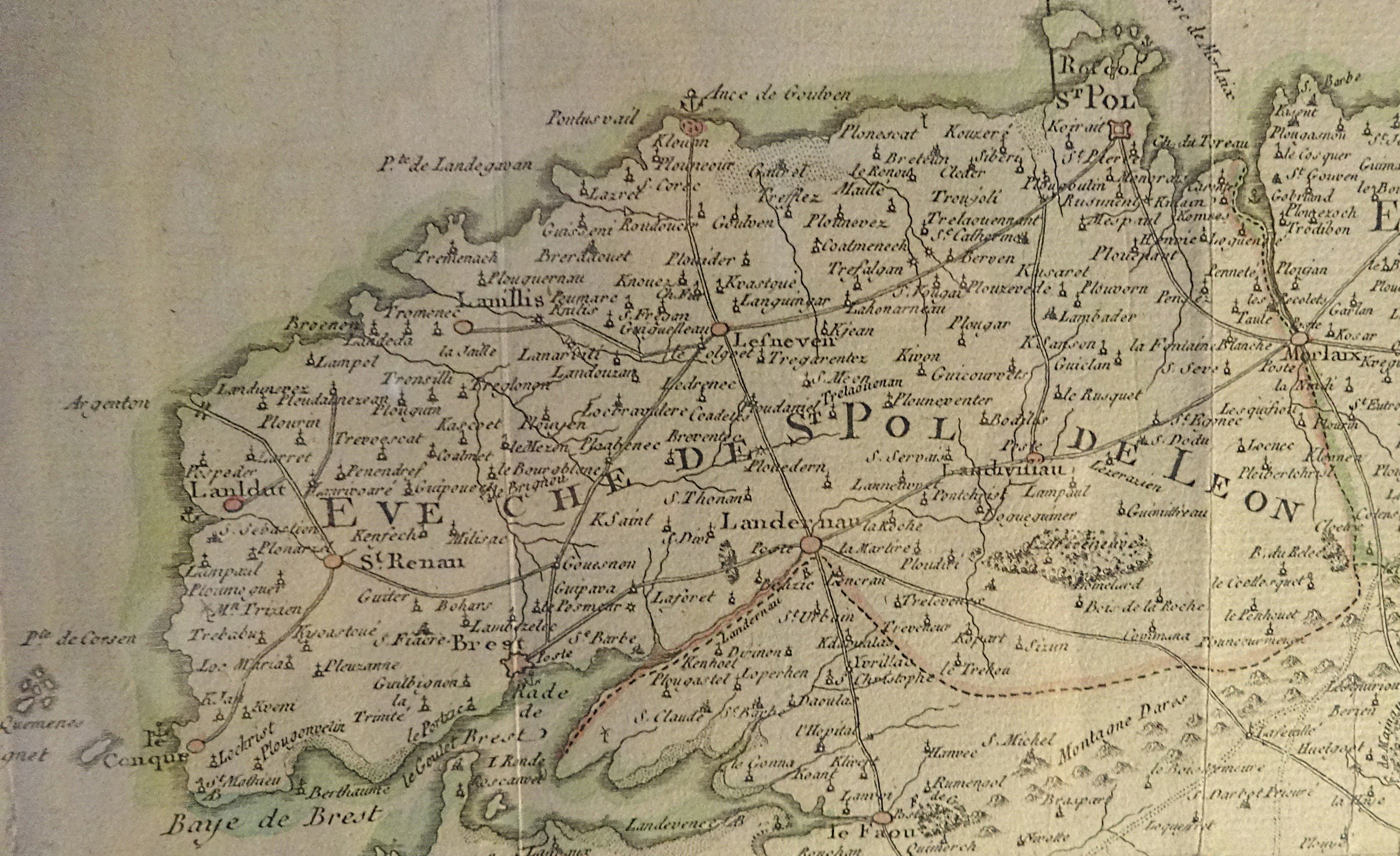
Carte de l'évêché de Léon en 1775.

Les frontières d'aujourd'hui sont celles de l'ancien évêché de Léon, lequel regroupait trois archidiaconés érigés au XIIIe siècle :
- le Léon proprement dit, appelé aussi Haut Léon (Gourre Leoun) ;
- à l'ouest de l'Aber-Wrac'h, le pays d'Ach, dont le nom s'écrit aujourd'hui Ac'h ;
- entre les deux le fief d'Illy (Kemenet Illi) centré sur Lesneven.

Par ailleurs, ce qui est devenu ultérieurement autour de La Roche Maurice la seigneurie du Léon était appelé pays d'entre eaux (Daoudour), soit la partie méridionale du Léon entre Landerneau, Morlaix, l'Élorn et les monts d'Arrée. Daoudour est mentionné comme étant cette partie de territoire conservée après 1179 par les seigneurs de Léon dans les vita de saint Tugdual, qui sont de cette époque. Au XIIIe siècle, Daoudour désigne l'archidiaconé de Léon en son entier.
Au IXe siècle, Wrmonoc (Gurmonoc), moine de Landévennec, témoigne dans sa Vie de saint Pol Aurélien, écrite en 884, qu'il n'existait, apparemment, que le pays d'Ac'h (Agniensis pagus) et le Léon (Leonensis pagus). Le Léon proprement dit constituait au Haut Moyen Âge la partie occidentale de la Domnonée. Le fief d'Illy, mentionné une première fois au début XIIe siècle, en a été détaché au plus tôt un siècle auparavant, un peu avant 1008, à une date imprécise mais postérieure à l'émergence de la féodalité, c'est-à-dire au XIe siècle, peut-être en même temps qu'a été constitué le minihy de Léon. Le Yli pour lequel il a été érigé est un personnage qui figure sans date au cartulaire de Landévennec et qui était vraisemblablement un juveigneur de la maison des comtes de Léon.

### Divisions traditionnelles
Des terroirs s'affirment jusqu'à devenir des particularismes locaux. Ils adoptent une désignation populaire, souvent tirée du vêtement, de la géographie et de l'histoire sociale, comme ailleurs en Bretagne :
- le Pays Pouched, entre la Penzé et la rivière de Morlaix, comprenant les communes de Carantec, Henvic, Taulé et Locquénolé,
- le « pays pagan » c'est-à-dire pays païen, des environs de Brignogan, Guissény, Plouguerneau et Lesneven, ainsi appelé parce qu'éloigné du siège épiscopal de Saint-Pol,
- le pays Chelgen ou pays juloded[26], partie de l'ancien Daoudour entre Landerneau à l'ouest et Saint-Thégonnec à l'est, débordant un peu vers le nord la vallée de l'Élorn dans son tronçon compris entre Landivisiau et Landerneau et atteignant vers le sud le pied du versant nord des Monts d'Arrée à hauteur de Plounéour-Ménez, Sizun et Commana.

Les centres traditionnels, Saint-Pol et Landivisiau, dans le Haut Léon, et Brest et Landerneau, dans le Bas Léon, ne participent pas de ces fiertés particularistes et deviennent au contraire des pôles d'acculturation[réf. nécessaire].
Ces pays traditionnels ne doivent pas être confondus avec les pays administratifs, liés à la refonte actuelle de la structure administrative de la France.

### Capitales

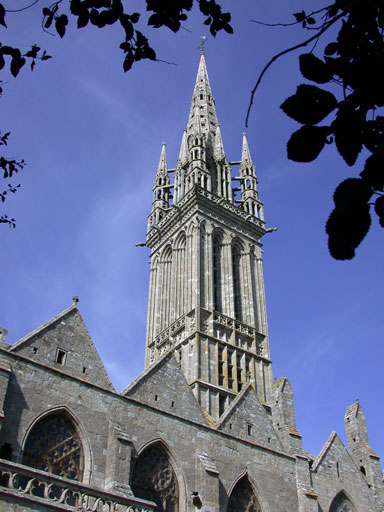
Le clocher du Kreisker à Saint-Pol, haut de soixante dix-huit mètres. Achevé en 1472 après un siècle de travaux, c'est alors la plus haute tour, bientôt dépassée par celles de Cantorbery et d'Ulm.

La capitale religieuse du Léon est Saint-Pol-de-Léon, célèbre pour sa cathédrale et le clocher de la chapelle du Kreisker, centre-ville en breton parce qu'elle servait de salle de réunion au conseil municipal.
Aujourd'hui, l'influence de cet ancien siège du comte évêque a diminué. La ville n'est plus qu'un chef-lieu de canton de sept mille habitants mais son importance historique et religieuse fait que les Léonards la considèrent comme la réelle capitale du Finistère-Nord, aux dépens de Brest.
Dans la haute Antiquité, la métropole, dans le cadre d'échanges maritimes internationaux de l'étain extrait des alluvions du fleuve de l'aber-Ildut, semble avoir été Ouessant, dont les Osismes, à travers une orthographe et une prononciation grecques et peut-être carthaginoises différentes, partagent le même nom.
Entre ca. -100 et -37, sous occupation celtique, la capitale était Vorganon.
En 274, durant le Bas Empire, l'administration devient un régime militaire, qui se réfugie dans le château d'Occismor. L'hagiographie [Qui ?] place ce chef-lieu à Saint-Pol mais la description faite dans la même hagiographie, celle de remparts et du siège d'un comte, ne correspond, d'un point de vue archéologique, qu'à Brest, qui était une forteresse et non une ville ni même un village.
La principale métropole a été jusqu'en 1558, année de son sac, l'abbaye de Saint-Mathieu de Fineterre, fondée au VIe siècle selon la légende. Aujourd'hui devenue une ruine quasi désertique, elle était, depuis les débuts de la navigation, une escale rendue obligatoire par les marées du raz de Molène et, du temps des Abbassides, un port réputé jusqu'en Orient.
La tradition place à Lesneven, soit l'antique Vorganium, la cour (les en breton) du premier comte de Léon, Even le Grand, soit en 938. Le siège principal du comté de Léon a été jusqu'en 1179 le mont Relaxe, au pied duquel s'est développé à partir de 1128 Morlaix (Mont-roulez). Le siège de la Seigneurie de Léon était le château de La Roche-Maurice.
La résidence du prince de Léon à l'époque ducale, le vicomte de Rohan, était, quand il séjournait dans le Léon, Landerneau, même s'il entretenait un hôtel à Saint-Pol. La capitale administrative et judiciaire du Léon à l'époque ducale comme sous l’Ancien Régime était Lesneven, chef-lieu de baillie et châtellenie ducale.
En dehors de Brest, Le Conquet, Landerneau et Morlaix étaient les ports du Léon les plus actifs. Le Conquet eut son heure de gloire au XVIe siècle avec une école de cartographie, illustrée en particulier par Guillaume Brouscon et Françoise Troadec. La position de port de fond d'estuaire de Landerneau et Morlaix leur assura une longue prospérité fondée sur l'exportation des crées du Léon.

### Géographie urbaine
Le Léon s'étendait sur le territoire de cent douze communes actuelles. Il comptait six « bonnes villes », Brest, Landerneau, Lesneven, Morlaix, Saint-Pol-de-Léon et Saint-Renan, qui élisaient des députés pour siéger aux États.

Les principales villes du Léon
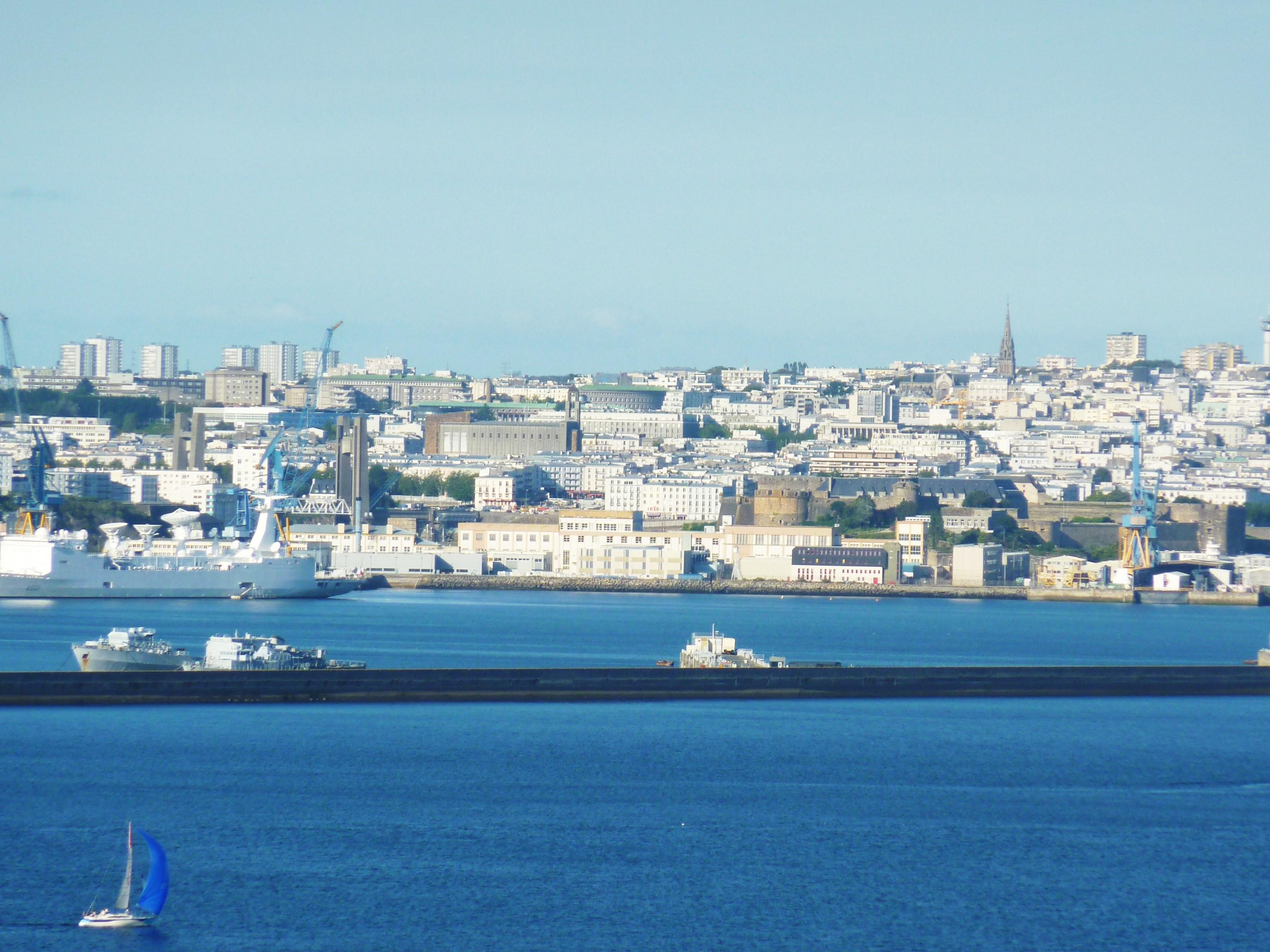
Brest.
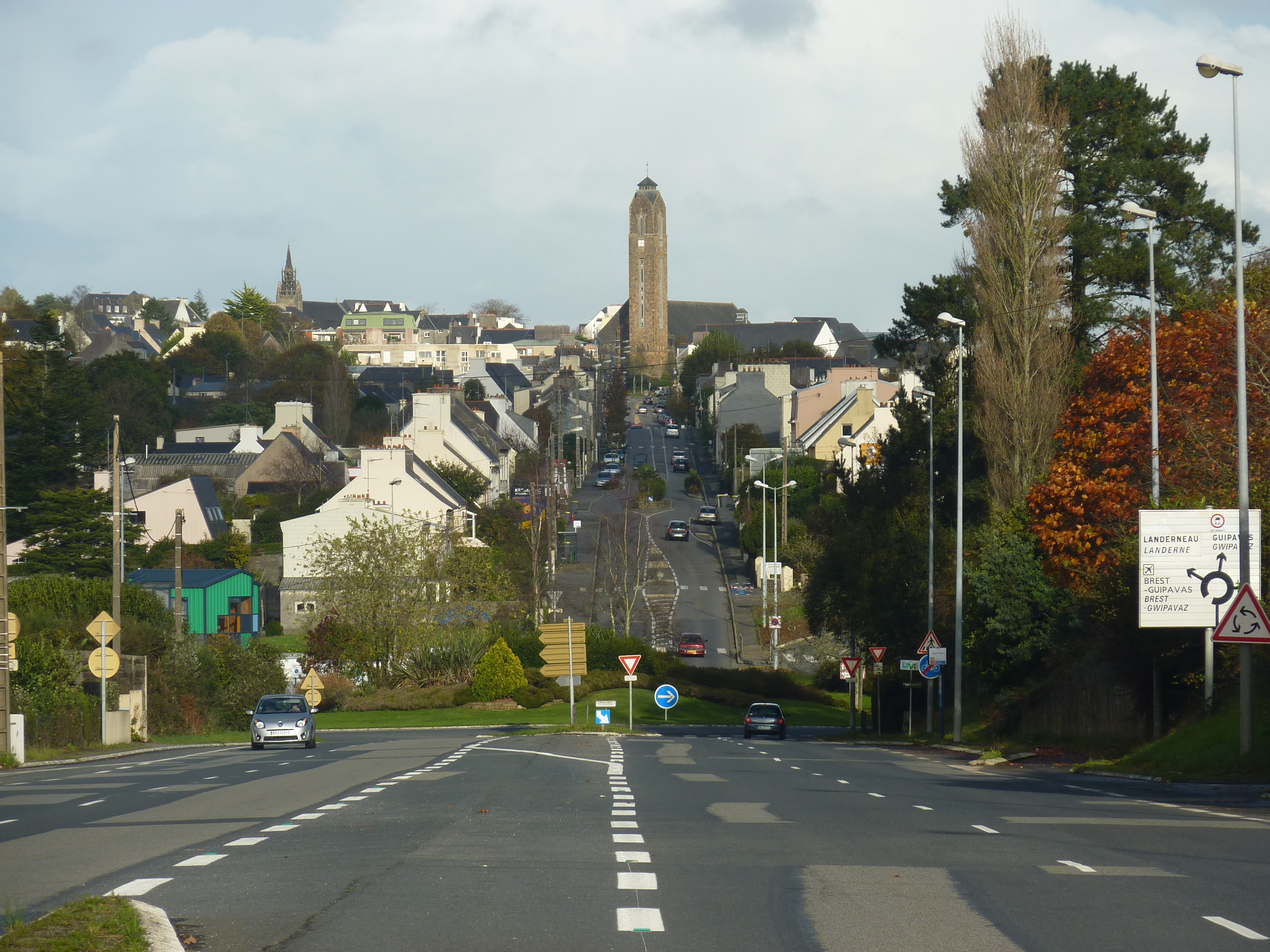
Guipavas.
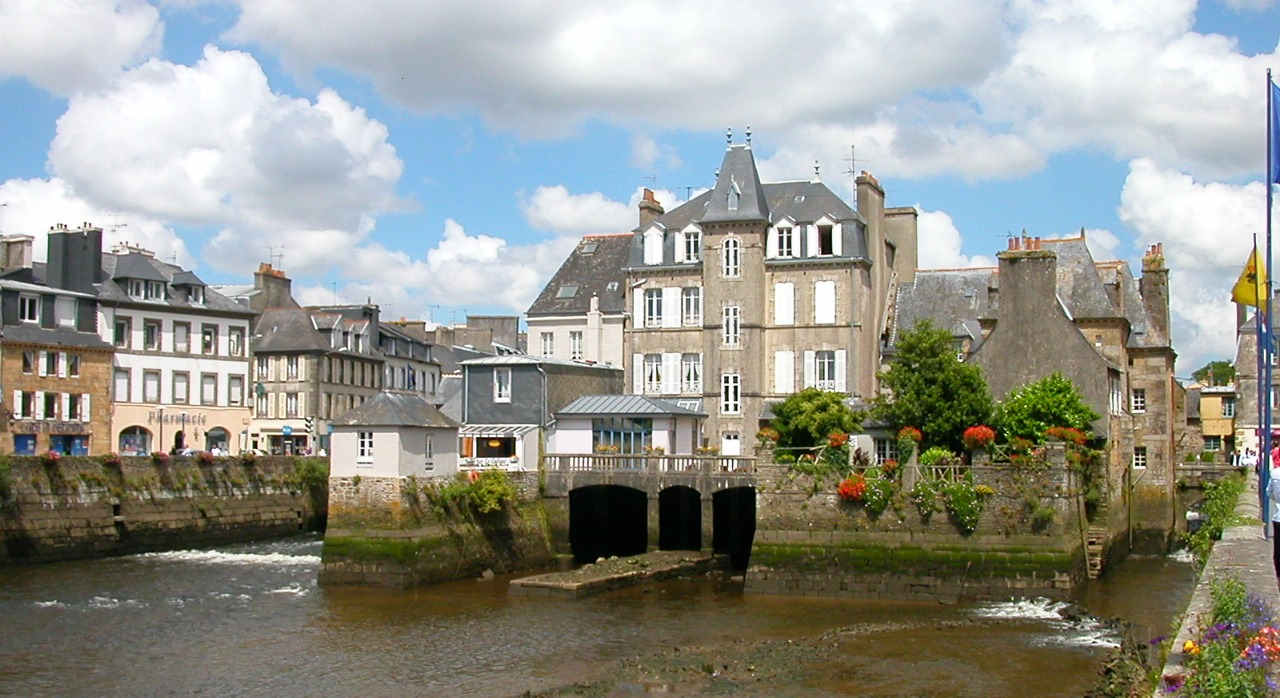
Landerneau.
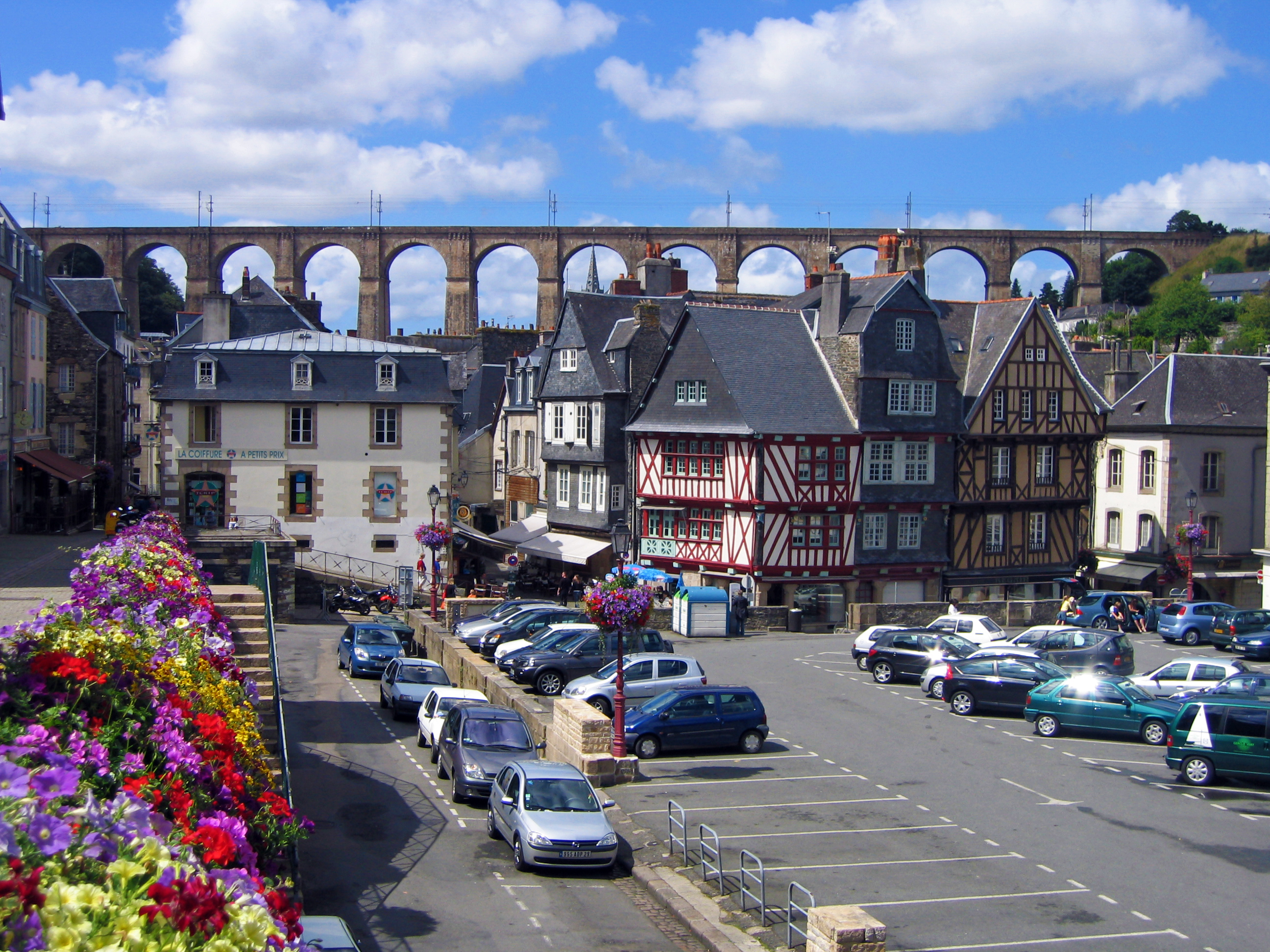
Morlaix.
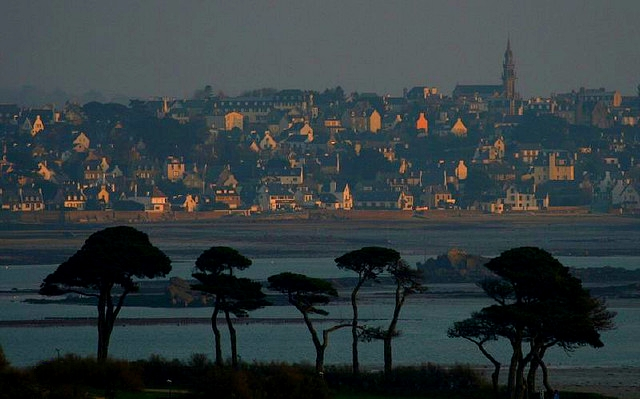
Saint-Pol-de-Léon.
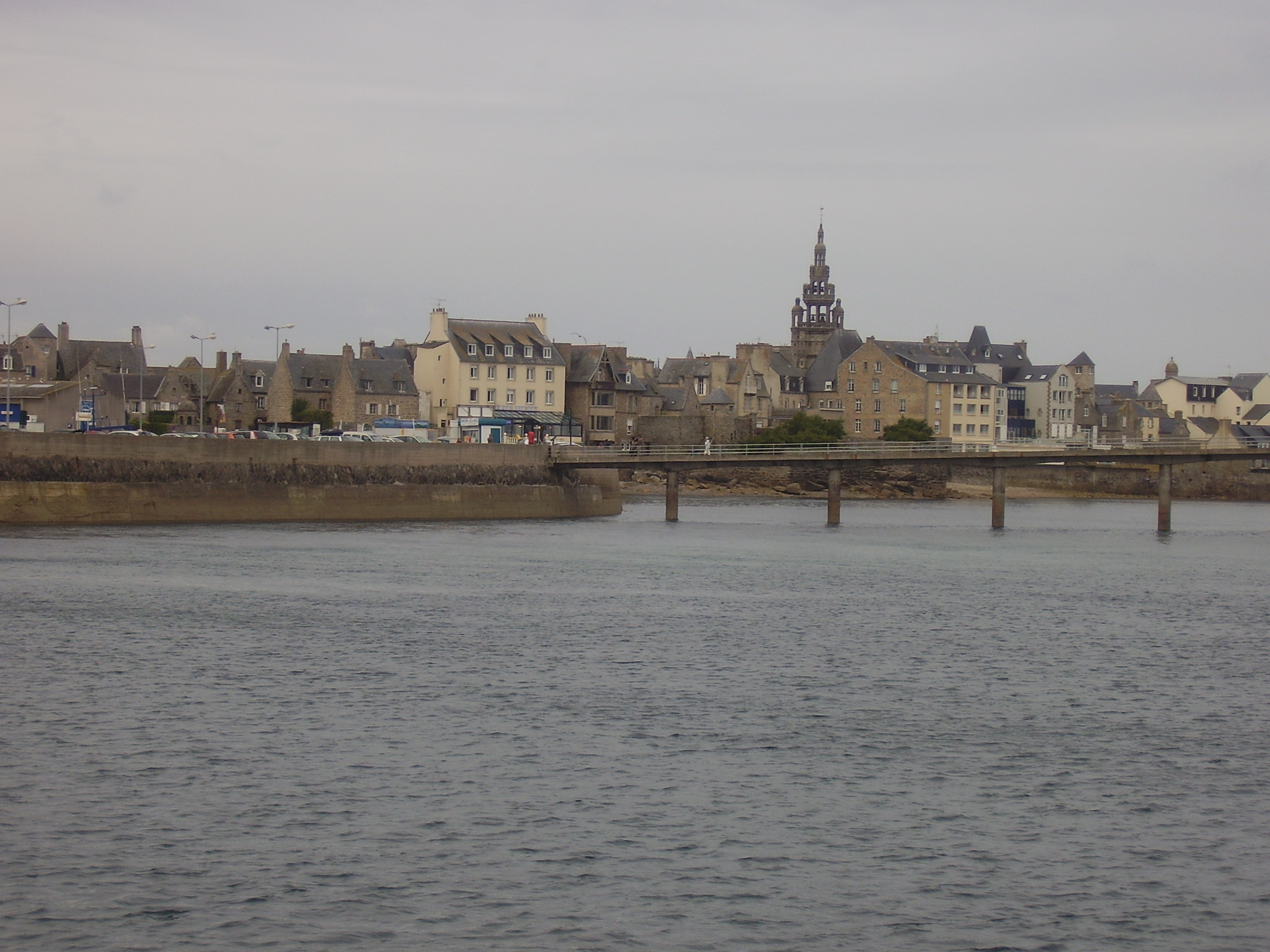
Roscoff.
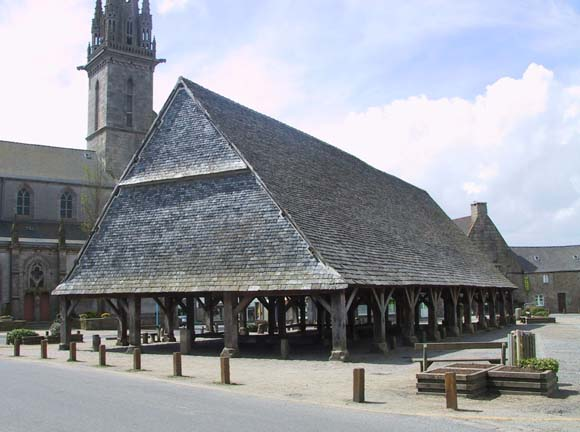
Plouescat.
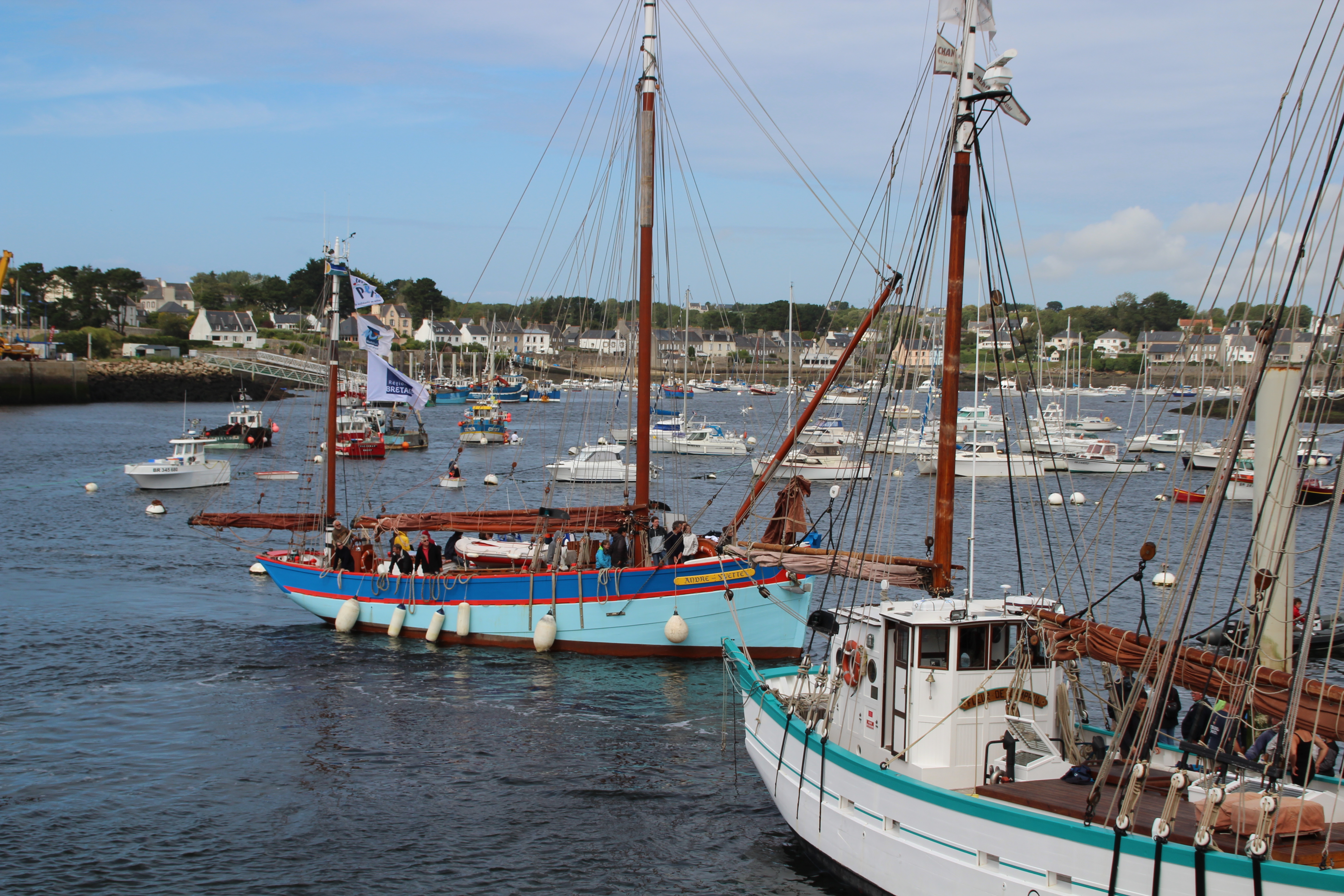
Lampaul-Plouarzel.
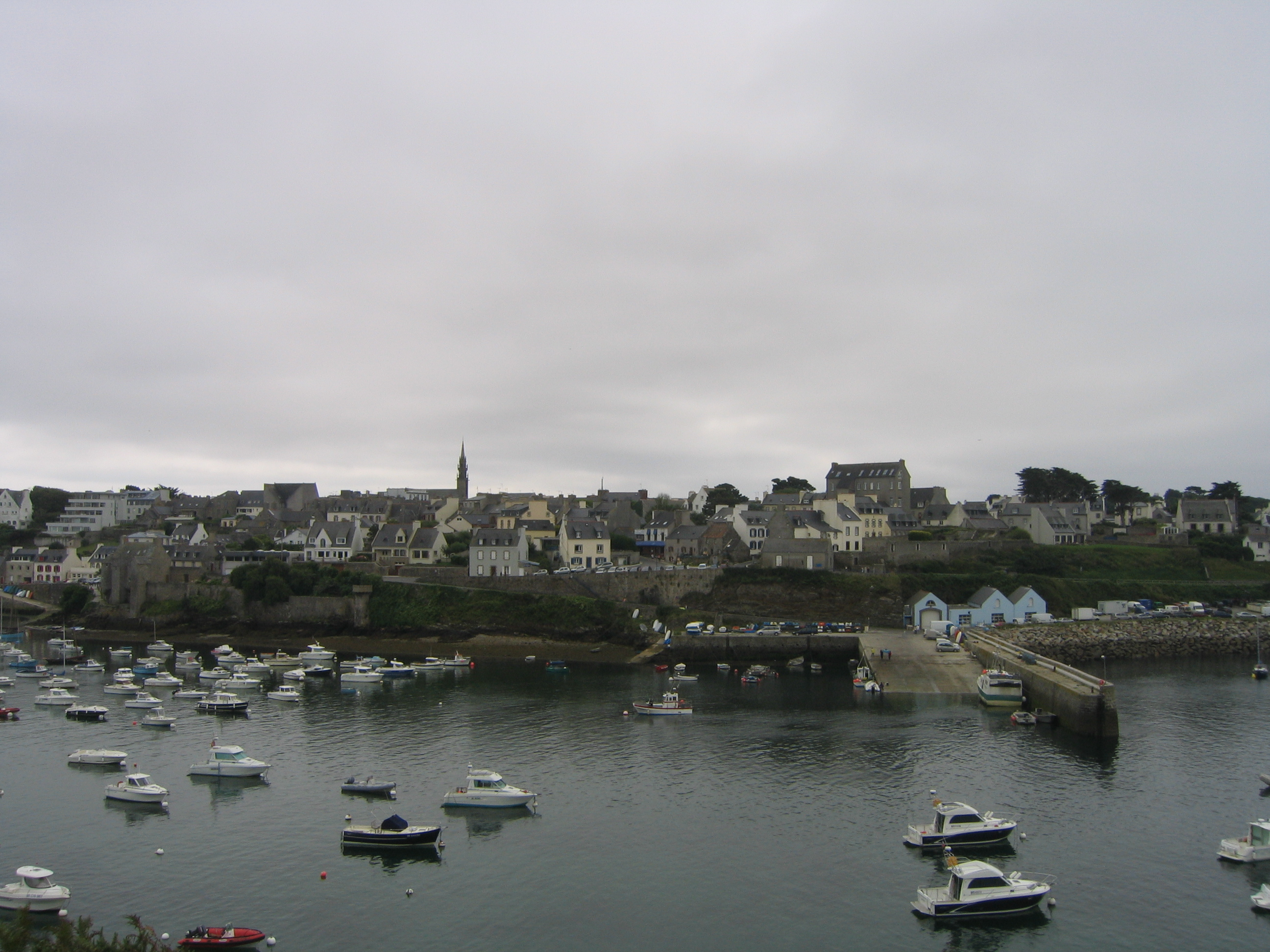
Le Conquet.
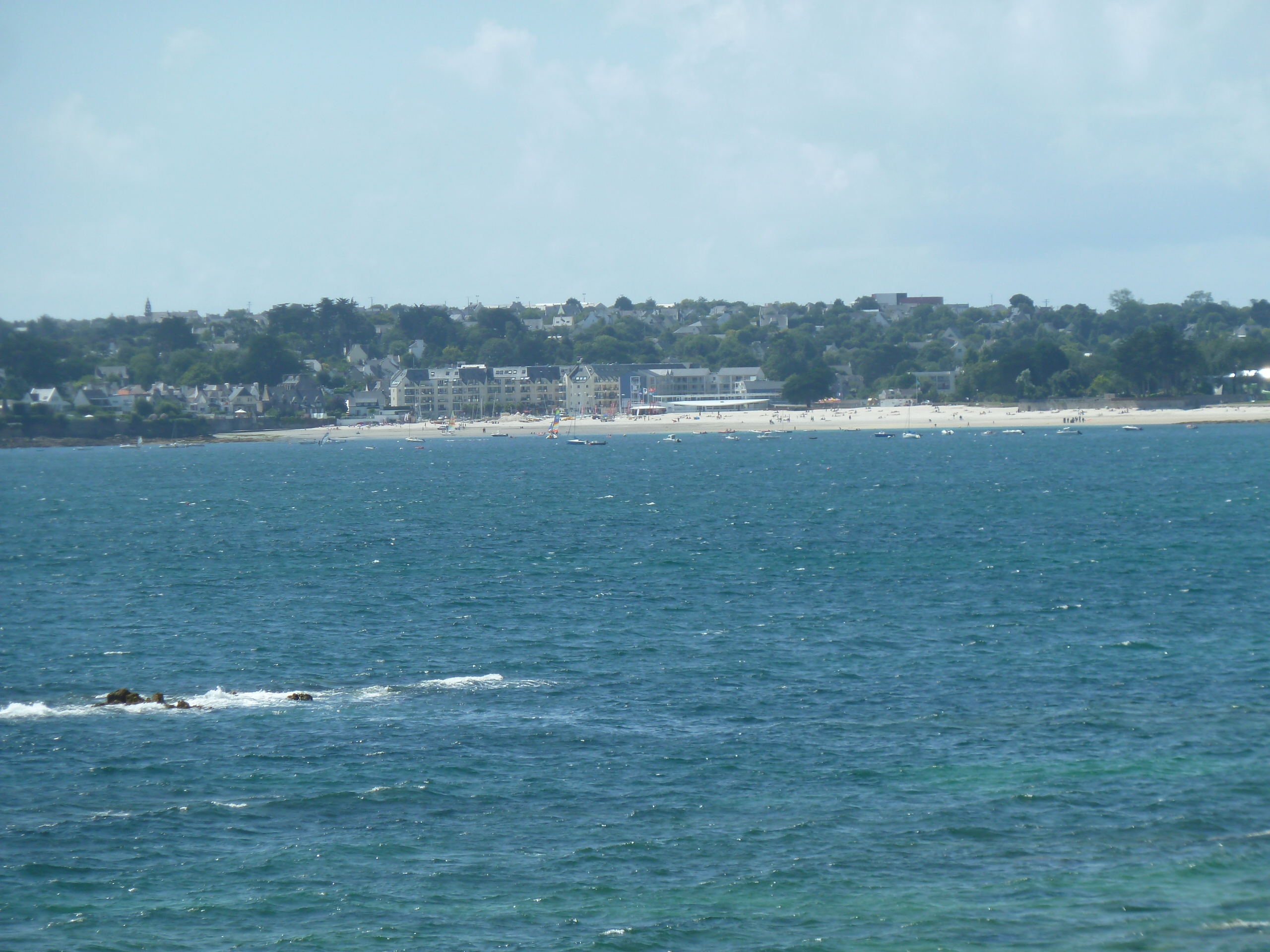
Plougonvelin.

### Cadre géologique

Carte géologique du Massif armoricain.

Situé à l'extrémité nord-ouest du Massif armoricain, le pays de Léon est une presqu'île massive, pénéplanée à l'altitude moyenne de 100 m.
Le domaine structural armoricain de la zone de Léon constitue un vaste antiforme granitique et métamorphique de 70 km sur 30 km orienté NE-SW, plongeant légèrement vers l'est,. Il forme une vaste série d'un métamorphisme croissant depuis les zones externes (fossé de l'Élorn, bassin de Morlaix) où l'on observe essentiellement des schistes et quartzites, jusque vers le centre (région de Lesvenen) où l'on trouve des gneiss d'origine variable partiellement anatectiques, et au nord avec les migmatites de Plouguerneau (datées de 330 à 340 Ma), séparées de l'antiforme par la zone de cisaillement de Porspoder-Guissény, caractérisée par des mylonites et ultramylonites. Cette région est considérée comme un « empilement de nappes déplacées du Sud vers le Nord dans des conditions ductiles lors de l'orogenèse hercynienne » (phase tardive du Viséen) : ces nappes sont composées d'une semelle de gneiss (orthogneiss migmatisé constituant les boutonnières de Plounévez-Lochrist et Tréglonou), d'une nappe intermédiaire (le Conquet – Penzé : paragneiss de Lesneven, orthogneiss monzogranitique de Plouénan, micaschistes du Conquet, amphibolites de Lannilis), d'une nappe supérieure à schistes briovériens recoupés par des granodiorites intrusives déformées et métamorphisées (orthogneiss de Brest) et recouverts en discordance par le grès armoricain (Arenig). L'antiforme « est parsemé d'éclogites et percé d'intrusions pré-orogéniques (Paléozoïque inférieur) et tardi ou post-orogéniques (Carbonifère) ».
Les reliques éclogitiques observables à Plounévez-Lochrist sont interprétées comme une subduction continentale postérieure à la subduction de l'océan Rhéique séparant le continent Avalonia au nord du supercontinent Gondwana au sud (plongement de la marge continentale amincie),.
Postérieurement au métamorphisme hercynien, se développe un important plutonisme : le chapelet nord de granites rouges tardifs (ceinture batholitique de granites individualisée pour la première fois par le géologue Charles Barrois en 1909, formant de Flamanville à Ouessant un alignement de direction cadomienne, contrôlé par les grands accidents directionnels WSW-ENE), datés de 300 Ma, et qui correspond à un magmatisme permien. Dans le Léon, ce chapelet est formé par le massif granitique allongé de Saint-Renan-Kersaint au sud, les massifs de l'Aber-Ildut-Ploudalmézeau-Kernilis et celui de Sainte-Catherine au centre, le complexe monzogranitique de Brignogan-Plouescat-Cléder au nord.
L'orogenèse hercynienne se termine par la formation de deux accidents crustaux majeurs qui décalent les granites carbonifères : le décrochement dextre nord-armoricain (faille de Molène – Moncontour) et le cisaillement senestre de Porspoder-Guissény (CPG). Le plutonisme dans cette région s’étend d’un pôle gabbroïque à un pôle leucogranitique, la majorité des venues étant à associer au fonctionnement des grands cisaillements marqués dans la morphologie : le cisaillement nord-armoricain et celui de Porspoder–Guissény (couloir de déformation de 25 km de long sur 500 m de large),.
Même si ce domaine est étudié depuis longtemps, la connaissance de sa structure, de sa composition et de sa mise en place a beaucoup progressé avec l'avènement de la géophysique (données paléomagnétiques, gravimétriques, sismiques, isotopiques) et d'une plus fine appréhension de la géodynamique interne. Touristiquement, les principaux aspects de la géologie de la région peuvent être abordés au cours de promenades géologiques qui permettent d'observer sur un espace réduit des roches d'âge et de nature différents, témoins de phénomènes géologiques d'ampleur (magmatisme, tectogenèse, métamorphisme, érosion…).

### Hydrographie
Du sud ouest à l'est en suivant le rivage :
- L'Élorn et ses affluents

- les fleuves côtiers de la rive nord de la rade de Brest,
  - le Costour, du breton kost an dour,
  - le Dourguen,
  - la Penfeld,
- les fleuves côtiers d'Iroise
  - la Rivière du Conquet,
  - l'Aber-Ildut,
  - le Gouer ar Frout,
  - le ruisseau du Ribl
  - le Garo et son affluent de rive gauche Traon Bouzar,
  - l'Aber-Benoît,
  - l'Aber-Wrac'h,
- les fleuves côtiers de la côte des naufrageurs,
  - l'Alenan,
  - le Quillimadec,
  - le Gouereven,
  - la Flèche et son affluent droite, le Frout, dont le nom signifie torrent,
  - l'Ar Rest,
  - le Kerallé et son affluent gauche, le Kerrus,
- les petits fleuve du Haut léon
  - le Guillec et son affluent amont, le Stang,
  - l'Horn,
- les affluents de la baie de Morlaix,
  - la rivière d'Eon qui est la suite de deux ruisseaux, le Cosquériou, venant de gauche, et le Guern, venu de droite.
  - la Penzé et ses affluents, à l'ouest, la Goaz ar C'haor, à l'est le petit Quistillic et le long Coat Toulzac'h,
  - la Pennélé alias Elez,
  - le Queffleut, dont l'aber est appelé le Dossen et dont le cours supérieur, étant en Trégor, est appelé le Briou, ses rus gauche, le Touyen et le Bulz, et son affluent amont, le Relecq.

### Îles du Léon
D'ouest en est en suivant le rivage :
- Archipel d'Ouessant,
- Archipel de Molène,
- îles littoral du pays d'Iroise (Lampaul-Plouarzel, Porspoder, Landunvez, Ploudalmézeau, Lampaul-Ploudalmézeau)
- îles de l'aber-Benoît,
- îles de l'aber-Wrac'h,
- îles du pays pagan,
- Sieck,
- Île Verte (Santec),
- Jacopin, au large de la presqu'île de Perharidi, côté Santec,
- Archipel de Batz,
- îles de la baie de Morlaix.

### Le Léon décrit en 1901
Anatole Le Braz décrit ainsi le Léon en 1901 :

« Une impression singulière de grandeur et de tristesse saisit l'àme dès que l'on pénètre en Léon. On a tout de suite le sentiment d'une terre à part, d'aspect étrangement austère, aux horizons (...) larges, mais (...) dénudés. Les bois manquent : à peine quelques bouquets d'arbres rebroussés par les vents de l'Ouest. Des cultures maraîchères , en revanche, et des prairies artificielles à perte de vue. Rien ne rompt l'uniformité de ce plateau immense, si ce n'est des silhouettes de clochers pointant vers le ciel de toutes parts. Ces fines aiguilles de pierre merveilleusement ajourées par des artisans primitifs, la terre léonaise en est hérissée d'un bout à l'autre. Elle est proprement le pays des églises. Mais c'est aussi le pays des châteaux. Quelques-uns, comme celui de Kerouzéré, écrasent les labours avoisinants de leur masse féodale restée intacte. D'autres, Kerjean par exemple, évoquent tous les enchantements de la Renaissance. »

## Histoire

### Préhistoire

#### La disparition des Néandertaliens au Paléolithique
L'acidité des sols et l'absence d'abris naturels calcaires a empêché la conservation des ossements anciens. Si le profil culturel colombanien (du site éponyme de Saint Colomban en Carnac), qui a vu« l'un des plus anciens feux entretenus par l'homme connus dans le monde à ce jour[Quand ?] », s'est développé en Léon comme il s'est développé à partir de - 300 000 au Menez Dregan à Plouhinec, en Cornouaille , et à Plestin-les-Grèves, en Trégor, ses traces restent à découvrir, peut-être sous la mer.
Entre - 250 000 à - 40 000, au Paléolithique moyen, le site aujourd'hui submergé de Treissény en Kerlouan accueille un de ces groupes de chasseurs au gros gibier, sans doute des Néandertaliens descendant de groupes venus d'Afrique et du sud de l'Europe (présence de hachereaux). Sédentaires, ils exploitaient, en groupe restreint et isolé, un territoire de toundra d'une vingtaine de kilomètres autour d'abris naturels élevés. Ces abris servaient de poste d'observation dont l'occupation a duré des millénaires.
À partir de - 40 000, au Paléolithique supérieur, durant la Dernière glaciation, le climat devient encore plus rigoureux, et vers - 20 000 quasiment polaire. Les sites de Kerlouan et de Brignogan, datés de - 35 000, montrent une quasi-disparition de la population. Ce sont de petits campements, sans doute saisonniers, dominant les vallées et présentant un outillage archaïque fait de mauvais silex.

#### Les hommes de l'estran au Mésolithique
L'Épipaléolithique apparaît, avec le réchauffement du climat et la diffusion de l'homme moderne, vers - 10 000 à la grotte de Roc'h Toul en Guiclan et dans des cavernes côtières à Landéda. Les microlithes trouvés dans l'anse de Berthaume sur la rive nord de la rade de Brest datent approximativement de cette époque.
C'est sur la côte du Léon, à l'île Guennoc (ou Guénioc), qu'ont été découvertes les plus anciennes traces du Mésolithique breton, datant d'environ - 8 000. Le Boréal, à partir de - 7 000, voit l'industrie microlithique du type Bertheaume déjà répandue dans le Finistère évoluer en un type « nord breton » et se diffuser jusqu'au golfe de Saint-Malo et en particulier à des sites de chasse implantés dans les monts d'Arrée à Commana et à Saint-Nicolas-du-Pélem. Pour être taillés sur place, des galets en silex étaient acheminés depuis les cordons littoraux et du fond de la vallée que formait encore La Manche avant - 6200 et l'accélération de son inondation contemporaine de la disparition du Doggerland. Comme sur toute la côte atlantique de l'Europe, le réchauffement induit une sédentarisation autour de sites d'exploitation intense de l'estran qui ont laissé des traces sous forme d'amas de déchets coquilliers, les kjoekkenmoeddings, associés en Bretagne à l'homme de Téviec, ancêtre de la civilisation mégalithique locale. Un de ces amas se trouve dans l'anse de Pemprat, sur la côte entre Saint-Pol-de-Léon et Roscoff.

#### Une civilisation mégalithique entre Locmariaquer et Stonehenge
Bien que voisin du site d'une des premières constructions monumentales de l'humanité, le cairn de Barnenez (~ -4 700) en Plouezoch, le Léon présente relativement peu de vestiges des paysans, qui restaient avant tout des chasseurs et des pécheurs, de la civilisation mégalithique.
Localement, celle-ci s'organise dès -5 000 dans une zone extrême occidentale autour de l'enceinte mégalithique d'Ouessant en alignements dans ce qui deviendra avec l'élévation du niveau de la mer, Molène, l'île Béniguet, la côte et l'arrière-pays du Talmézeau (menhirs de Kervignen et de Kerloas en Plouarzel). Un second site s'organise autour de la baie de Plounéour-Trez, avec le menhir Men Marz, situé en retrait de la pointe de Pontusval en Brignogan, un unique pilier d'un dolmen disparu au Goulven, deux allées couvertes en Plounévez, le dolmen de Brétouaré, le tumulus de Kerandevez et un petit cromlech redoublé à cause de la montée des eaux sur l'anse de Kernic en Plouescat.
Un troisième pôle dont il ne restait que le tumulus de Kerestat a dû se développer sur la péninsule de Roscoff. On trouve aussi un tumulus au sud est de Plabennec. La relative importance des vestiges au sud du Léon, à Commana, Huelgoat et Brennilis, laisse penser que la pauvreté apparente du mégalithisme léonard est un artefact dû à l'intensité de l'activité agricole, sinon au zèle des recteurs.[réf. nécessaire]
L'agriculture se diffuse dans le Léon quelques siècles après sa pénétration vers -4 800 dans la péninsule bretonne par l'est à partir de la « civilisation de Villeneuve », elle-même en lien avec le chasséen méridional.
Le mégalithisme néolithique reste centré sur le Vannetais (Locmariaquer (~ -4 500)) puis, à partir de -2 800, Stonehenge.

### Les Osismes d'avant le Léon

#### Les archers marins de la protohistoire (-2400--1000)
Vers -2300 comme en témoigne la tombe de l'« archer d'Amesbury », des marins étrangers s'imposent dans la région de Stonehenge grâce à la supériorité de leurs armes en cuivre arsénié. L'exploitation du minerai local, l'étain, et l'invention du bronze conduisent à une refondation de la civilisation mégalithique locale, illustrée par la phase II de Stonehenge, et fait émerger en deux siècles la « civilisation du Wessex ».
La même civilisation, ancêtre des Osismes, émerge simultanément, voire dès -2400, de l'autre côté de la Manche, dans des territoires préfigurant déjà le Trégor et le Léon avant de se diffuser dans un second temps au Cap (Cap Caval et Cap Sizun), puis le long de la côte sud déjà pénétrée par la métallurgie de la « civilisation campaniforme » à partir de l'estuaire de la Loire. Ce sont des colonies minières (étain, plomb, argent, or) et commerciales dirigées par des princes voyageurs dont les sépultures monumentales sont individuelles et non plus collectives, comme l'étaient les constructions mégalithiques des siècles précédents.
Ces tombes « royales » présentent un type dit « tumulus armoricains » au mobilier guerrier caractéristique, haches, longs poignards, protections de bras pour archer et décorations de minuscules clous en or, identique à celui des tumulus de la « civilisation du Wessex ».
Il reste neuf de ces tertres funéraires, qu'on appelle sidh en Irlande, actuellement recensés en Léon, un à Saint Renan où les alluvions produisait de l'étain, et huit concentrés dans le Haut Léon (Cléder, Plouvorn, Saint-Vougay, Saint-Thégonnec), dont le mieux conservé est celui de Kernonen.
Cette répartition montre un peuplement nouveau, pas nécessairement allogène, dans l'intérieur du Haut Léon, alors apparemment laissé vierge par la civilisation mégalithique, et une domination des autochtones dans le Bas Léon. Les tombes « roturières » voisines des tumulus révèlent en effet un type physique autochtone.
À partir de -1 500, le règne de près de mille ans de l'aristocratie maritime et guerrière cède la place à une société plus intégrée et très prospère où la métallurgie, devenue industrielle grâce au bois des forêts défrichées dans l'intérieur, est au service, non plus du prestige et de la domination (poignards et épées cloutés et décorés, parures), mais de l'agriculture (haches, marteaux, ciseaux) et du commerce international (ateliers de fonderie). Ce changement s'explique peut-être par l'enrichissement de marchands importateurs de lingots de cuivre ibérique et cymrique nécessaire à l'alliage du bronze. Les zones originelles du Léon, du Trégor et de la Basse Cornouaille paraissent à cette époque intégrées à l'ensemble d'un territoire qui s'est étendu par essor démographique, défrichage et conquête agricole et qui préfigure l'actuelle Bretagne (style des haches à douilles), lui-même en relation commerciale avec les futures Gaule et Bretagne insulaire, jusqu'à l'Irlande, les côtes en face d'Heligoland et la route de l'ambre.
Vers -1 200, la métallurgie se développe vers l'accumulation de trésors à vocation religieuse (sacrifices de coupes, armes, etc. aux rivières) et à vocation bancaire. Les haches à douille « type breton », impropres à un usage d'outil en raison de leur fort taux de plomb, tels les neuf cents exemplaires découverts à Guesman en Le Tréhou, servent, stockées dans des silos souterrains, de garantie monétaire.

#### Les cavaliers de la fin de l'âge du bronze (-1000--500)
À partir de -1 000, la culture du cheval domestique, inconnu auparavant, se diffuse à l'ouest du Rhin, et dans le Léon en particulier. En témoignent les pièces de harnachement et les mors en bronze, renforçant une classe guerrière, armée d'épées « langue de carpe », peut-être enrichie par la traite des esclaves, principal butin des guerres et principal facteur du brassage des populations. Jusqu'au Bas Moyen Âge, le cheval était réservé à la guerre et sa possession, jusqu'au XIXe siècle en Basse Bretagne, un signe d'élévation au-dessus de la condition paysanne.[réf. nécessaire]
Dès -900, l'émergence des civilisations celtique au Nord des Alpes (cf. Hallstatt) et étrusque au Sud de celles-ci (cf. Villanova) assèche le trafic du cuivre et relègue peu à peu l'Armorique, et plus encore le Léon, en position de bout de monde. La prééminence des descendants des princes du premier âge du bronze est transférée à des sites continentaux comme celui de Vix.
Vers -800, le site de Guisseny voit l'invention de l'industrie de briquetage, technique de fabrication de pains de sel, destinés à l'exportation, par chauffage de saumure d'eau de mer. Il est possible que cette industrialisation de la production de sel soit la marque d'une tentative de reconversion.
En -700, l'invention du fer, consécutive à la pénurie de cuivre, achève de déclasser l'Armorique. Le centre du commerce se déplace irréversiblement de la Manche à la Méditerranée.
Comme toute l'Armorique, le Léon reste cependant à l'écart de ces bouleversements. Il n'y a pas eu dans ce qui, de centre, devient alors un finistère, d'effondrement du monde de l'âge du bronze, comme s'en fera l'écho l'Iliade, ou comme le révèle l'archéologie méditerranéenne, par exemple sur le site de Gnathie en Messapie.
Il y a eu un frein à l'adoption des techniques nouvelles, et donc un déclin lent, comme en témoigne encore remarquablement un siècle plus tard le collier dit de Tréglonou trouvé près de la supposée Tolente.

#### Une des Cassitérides de l'Antiquité (-500-257)
Vers -500, le Carthaginois Himilcon double le promontoire Oestrymnis, première mention des Osismes, habitants du Finistère actuel. L'amiral mentionne le trafic avec la colonie phénicienne de Tartessos (possible origine d'un mythe de la déesse phénicienne Ishtar dont le culte, sous la forme d'Isis, nom qui rappelle celui d'Iseult, Esselt en breton, est attesté en Bretagne à l'époque romaine).
Vers -320, le massaliote Pythéas navigue au large de l'île d'Uxisama, l'actuelle Ouessant, qui semble jouer un rôle de métropole commerciale régionale. Sur le continent, les abers sont fortifiés comme l'illustre, outre en Tréglonou la supposée Tolente, l'éperon barré de Castel an Trebez, à l'entrée du Dossen.

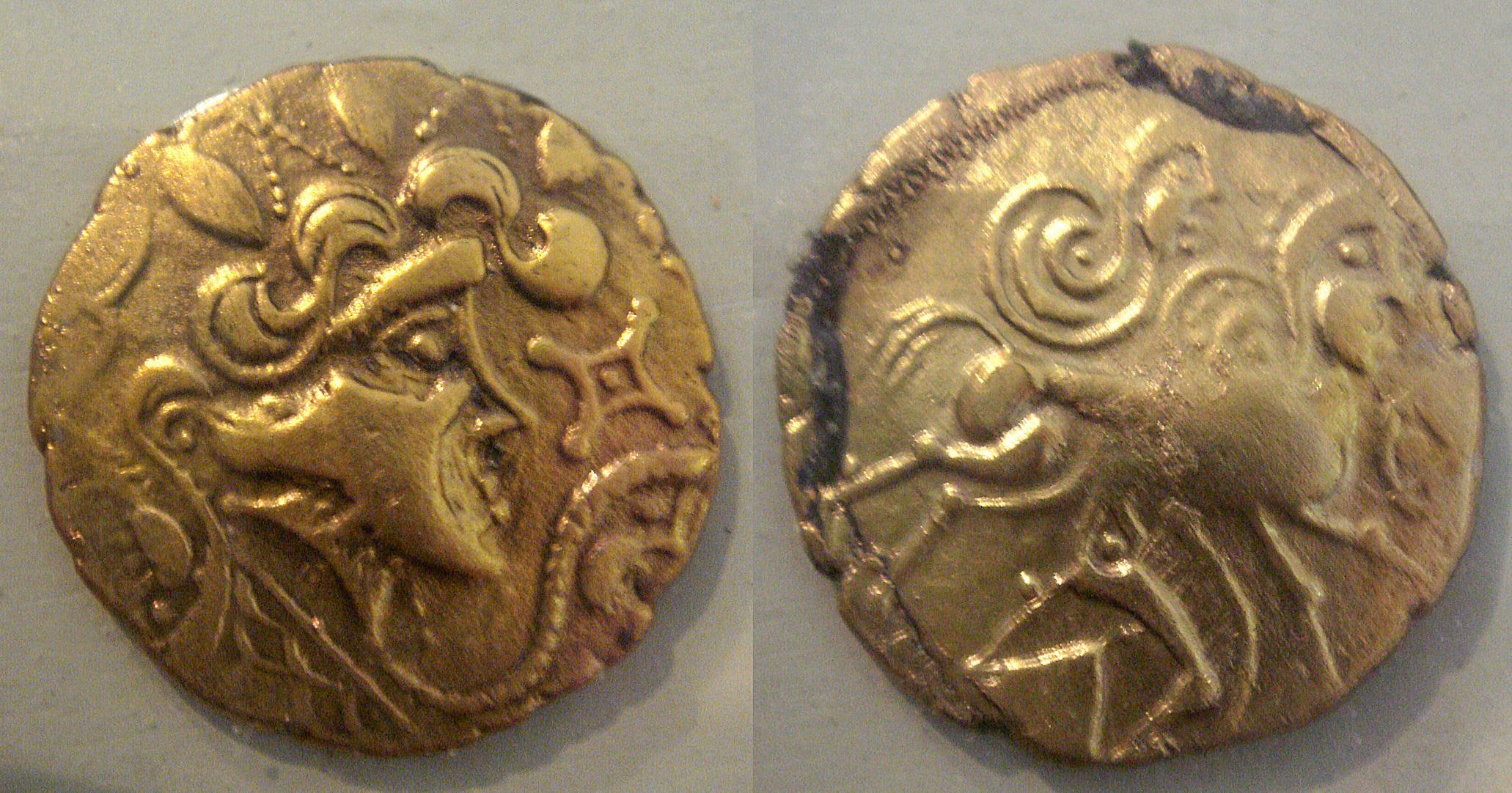
Les monnaies en or, en argent, en électrum témoignent, parmi d'autres indices archéologiques, de la prospérité exceptionnelle des Osismes avant la catastrophe de -57.

Vers -100, le territoire est occupé par les Celtes, qui fondent la ville de Vorganon, future Vorganium au lieu-dit Kérilien en Plounéventer. C'est l'époque du roi Bituit, qui avait vu ses débouchés méditerranéens et le commerce avec le futur allié carthaginois des Gaulois contre Rome fermés par la prééminence grandissante de la grecque Massilia. Les gisements alluvionnaires d'étain en l'actuel Saint-Renan sont toujours exploités et constituent, comme pour les explorateurs précités, le principal centre d'intérêt des conquérants.
De -57 à -37, la conquête romaine ruine l'Armorique. Les navires du commerce trans-Manche sont détruits et la production de sel est interdite.
En -37 est créée la cité stipendiaire des Osismes autour d'une ville nouvelle, Vorgium, en l'actuelle Carhaix. Le futur Léon en constitue la partie la plus peuplée mais la ville principale Vorganium est déchue de son statut de capitale. La convention de Narbonne rattache en -27 la cité à la Gaule lyonnaise.
De 41 au début du troisième siècle, le Léon vit une période de stabilité dans le cadre de l'Empire romain (période de Pax Romana). Vorganium est au carrefour d'une route reliant un port de l'Aber Wrac'h, peut être la légendaire Occismor ou Tolente, au chef-lieu Vorgium, et au-delà à Darioritum chez les Vénètes puis à Condevicnum, port des Namnètes, et d'une autre route reliant Gesocribate (probablement Le Conquet ou Brest) à Fanum Martis (Corseul), capitale de la cité des Coriosolites.
Au-delà, ce dernier axe reliait d'une part la cité des Cénomans (Le Mans) et d'autre part, par Condate (Rennes), celle des Andécaves (Angers).
La prospérité dure jusque vers 240, date à laquelle s'ouvre une période de difficultés liée à des épidémies et aux pirates bretons et irlandais.

#### Dans l'Armorique du Bas Empire (258-366)
De 258 à 274, l'Empire des Gaules fait sécession. La cité des Osismes est rattachée, au sein de cet empire, à une province armoricaine dont la capitale est, d'après l'importance du matériel archéologique daté de cette période, Riedones, future Rennes.
De 274 à 282, une difficile reconquête romaine s'achève par le transfert de la capitale vers Osismis, où sont construites six tours espacées de vingt et un mètres et reliées par une muraille de quatre mètres d'épaisseur, bases de l'actuel château de Brest. La Bretagne insulaire reste indépendante.

Blason de sinople et d'or des Mauri Osismiaci dessiné dans la Notitia dignitatum. Stationnée à Osismis, la garnison et ses postes répartis sur le territoire du futur Léon le long d'une rocade, crée un schéma de peuplement et de vie sociale organisés autour de sections de combat, qui manifestent leur résilience durant les périodes d'insurrection sous la forme des bagaudes.

De 283 à 286, les révoltes paysannes des bagaudes conduites par Aelianus et Amandus éclatent dans toute l'Armorique. Sous l'autorité de Carausius est créé un dispositif militaire naval, qui sera érigé en 370 en une province militaire, le Tractus Armoricanus, en parallèle au Tractus Nervicanus et en complément du Litus Saxonicum.
Véritables limes navals, le dispositif est composé d'un chapelet de garnisons côtières, dont il a été trouvé des témoignages, comme à Roscoff, des monnaies.
Elles étaient vraisemblablement chargées d'enrôler et de fixer les candidats à l'immigration et au pillage. C'est cette politique qui est à l'origine des foederati et des lètes et qui finit par un transfert, en Léon comme ailleurs sur le limes, de l'autorité à des colons militaires installés avec leurs familles et même à un changement de population. Une légion des Mauri Osismiaci, environ mille hommes, stationne désormais dans la forteresse d'Osismis avec pour mission de dissuader les pirates d'aborder les côtes et de remonter les rivières.
En 286, après douze ans d'une campagne de reconquête militaire pour le compte de Rome, Marcus A. V. Carausius restaure à son profit, depuis la Bretagne insulaire, l'Empire des Gaules des deux côtés de la Manche (possible origine du mythe du roi Marc). Pour le Léon, le bouleversement est profond. Après le transfert de la capitale à Osisimis, le réseau routier est décentré de Vorganium, qui sera abandonné un siècle plus tard, pour une rocade militaire en retrait du littoral reliant Osismis à la future Plougoulm, et au-delà, par le gué de Morlaix et le futur Saint-Brieuc, à la garnison suivante d'Alet.
En 293, Constance Chlore, César de Maximien, lequel règne depuis Trèves en tant qu'Auguste sur la part d'Occident de l'Empire, vainc Allectus, usurpateur et successeur de Carausius et soustrait l'Armorique à l'autorité de la Bretagne insulaire. Quatre ans plus tard, il reconquiert cette dernière.
Le siècle de ses successeurs, qu'ils soient héréditaires (Constantin, premier empereur chrétien, en 306 ; Constantin II, César des Gaules en 337 ; Constant Ier, son frère, en 340 ; Constance II vainqueur de Magnence en 353) ou qu'ils soient proclamés Augustes par leurs légions (Magnence en 350 ; Julien en 361 après avoir été nommé par l'empereur en 355 ; Jovien en 363 ; Valentinien en 364), voit l'agriculture, et la population, régresser comme l'attestent les études polliniques, vraisemblablement pour des raisons climatiques.

### Le Léon de légende

#### Colonies militaires bretonnes (367-423)
En 367, le général Théodose repousse au nom du dauphin Gratien, fils de Valentinien, l'invasion des provinces romaines de la Bretagne par les Scots, c'est-à-dire les Irlandais, les Pictes, c'est-à-dire les Écossais des Lollands, et les Attacots, c'est-à-dire les Calédoniens d'Inverness. Un « comes maritimi tractus », peut-être à l'origine de la figure légendaire de Conan Mériadec, défend l'Armorique.
Il répartit la garnison des Mauri Osismiaci le long des routes dans des fermes. De militaires cantonnés, ceux-ci deviennent colons astreints au service militaire. Ces soldats paysans, probablement recrutés en partie dans des familles chassées de la Bretagne insulaire attaquée par les pirates, à moins qu'ils ne furent les envahisseurs eux-mêmes amadoués de cette façon, sont peut-être les premiers nouveaux habitants à l'origine de la Bretagne moderne.
De 383 à 388, l'Empire des Gaules est restauré par l'Espagnol Maxime, Macsen Wledig en breton, grâce à une armée de Bretons insulaires.
La légende rapporte que cette armée est financée par la femme de Maxime, Hélène, Elen en breton, dite « Luyddog » c'est-à-dire « à la grande armée », fille du roi de Segontium, Octavius, Eudwy en gallois, et dirigée par le neveu du roi, Conan Mériadec, héritier du trône selon les lois locales.
Celui-ci prendrait le gouvernement de l'Armorique et y installerait cent trente mille colons bretons insulaires (chiffre extravagant sauf à y inclure des autochtones enrôlés), devenant souverain impétrant possessionné sur les deux rives de la Manche. Le siège de l'autorité locale serait transféré à Castel Meriadec en Plougoulm, dont le territoire inclut alors l'actuelle Saint-Pol.
L'archéologie confirme l'abandon du site de Vorganium. Sachant que Segontium, l'actuelle Caernarfon, devenue alors la cité de l'impératrice, est la principale ville de la péninsule de Lleyn, il est raisonnable de conjecturer que c'est à cette époque que le Léon a acquis son nom. C'est sous le règne de Maxime et Hélène, qui a introduit au pays de Galles la règle monastique de saint Martin qu'elle avait fréquenté à Trèves, que ce dernier, devenu en 371 métropolite de Tours, a exercé, théoriquement du moins, son autorité sur le Léon dans un contexte de conversion et d'élaboration d'un gouvernement chrétien.
Selon la tradition de saint Gildas, qui écrivait à un peu plus d'un siècle de distance, Conan Mériadec continue, après la défaite en 388 de Maxime, d'exercer l'autorité, Théodose régnant à Milan. En 407, les légions de l'île de Bretagne, confrontées à l'impéritie de Rome face au franchissement par les Germains du Rhin gelé et craignant une invasion de l'île, proclament l'usurpateur Constantin III, qui est selon la légende le fils d'Hélène. Il périra quatre ans plus tard au terme d'une nouvelle expédition continentale.
En 409, Conan Mériadec reçoit, à Nantes, des bagaudes soulevées de nouveau, le titre de roi. L'historien Zozime confirme, sans nommer Conan Mériadec, qu'en 410, alors qu'Honorius, fils de Théodose, devenu premier empereur d'Occident, entérine l'abandon de la Bretagne insulaire, l'Armorique devient indépendante. La même année, un chef breton, Ivomadus, fonde avec mille hommes à lui, plus en amont sur la Loire la garnison de Blois.
En 417, le préfet du prétoire des Gaules Exuperantius, à la tête de l'armée romaine, reconquiert sur les bagaudes et pacifie ce territoire au nord de la Loire mais à la mort d'Honorius, en 423, deux ans après celle de Conan Mériadec, non seulement la Bretagne insulaire est définitivement perdue pour l'Empire désormais dévolu à Constance III, beau-frère de son prédécesseur, mais, ce que l'archéologie confirme, l'Armorique également. Britannia, hypothèse débattue, désignerait depuis l'ensemble et serait passée en cette occasion à la Bretagne armoricaine.

#### Abandon d'un christianisme aristocratique (424-517)
Dans les années 420 puis 440, les missions de saint Germain d'Auxerre et de son diacre Palladius, le fils d'Exuperantius, attestent que l'Armorique est convertie au pélagianisme, c'est-à-dire que le clergé et l'aristocratie sont culturellement intégrés à la Bretagne insulaire, laquelle est christianisée depuis le IIIe siècle.
Il est difficile d'interpréter ce pélagianisme autrement que comme une volonté politique, exercée sur l'Église, de s'opposer ou du moins de résister à Rome, à une époque où le christianisme britannique, en cela héritier du druidisme, est un phénomène essentiellement aristocratique et militaire, c'est-à-dire l'expression du gouvernement, en l'occurrence celui du supposé Conan Meriadec.
Cette opposition se traduit par une ultime révolte des bagaudes en 435 puis par le mandat donné en 445 aux Alains, installés dans l'Orléanais sous le commandement de Goar, par le patrice Aetius, régent pendant la minorité de Valentinien III, d'écraser les bagaudes armoricaines.

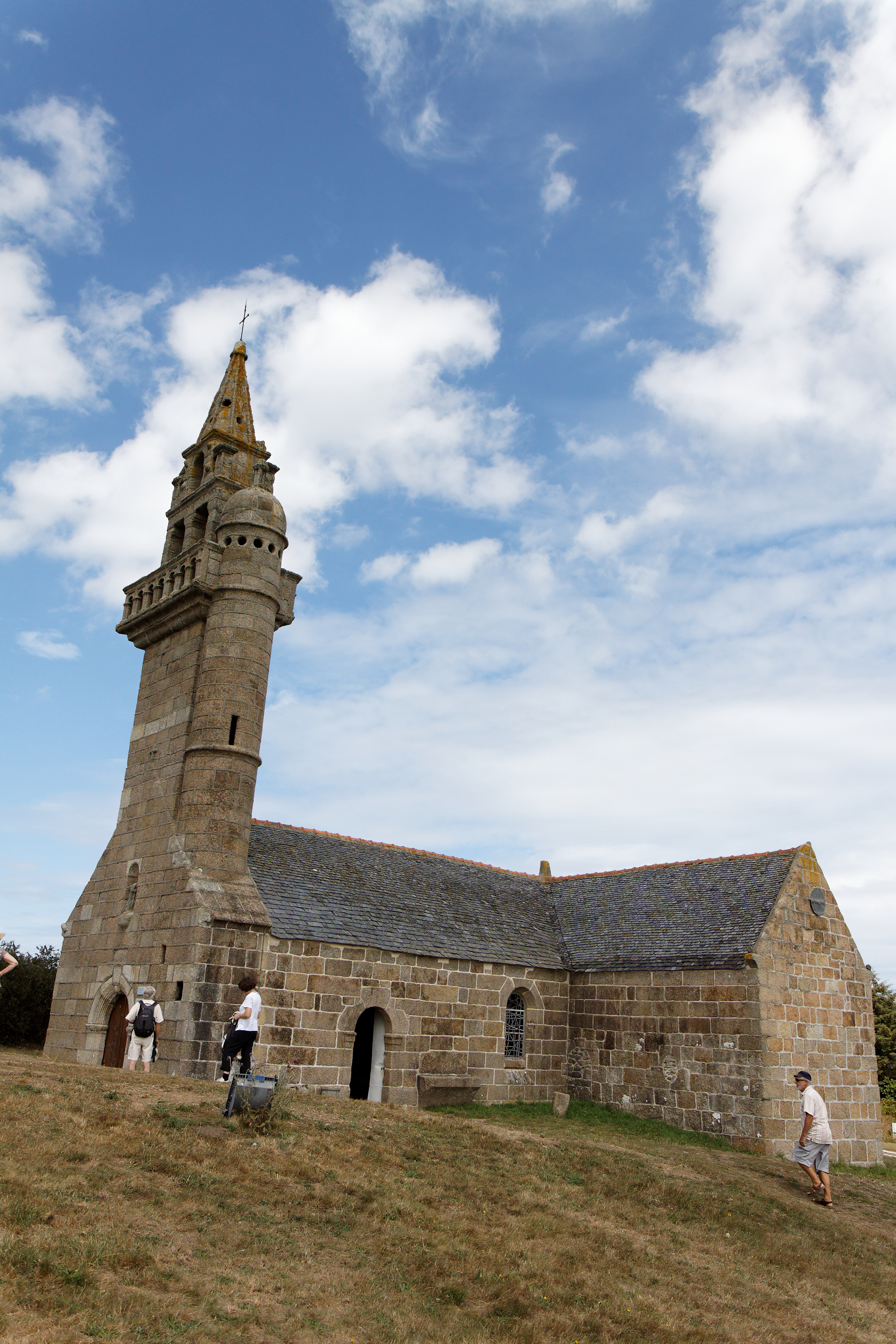
La chapelle Notre Dame de Callot.

L'avènement en 450 du règne, des deux côtés de la Manche, d'Ambroise Aurélien, qui serait le fils puiné de Constantin III, donc originaire du Lleyn par sa grand-mère, la pieuse impératrice Hélène, semble marquer un renversement d'alliances, peut-être consécutif aux démarches de saint Germain d'Auxerre.
En 451, les Armoricains envoient des troupes pour soutenir Aetius dans la bataille des champs Catalauniques et qu'en 468, le chef breton Riothamus soutient, avec douze mille hommes, l'empereur Anthémius dans sa campagne contre les Wisigoths. D'après Léon Fleuriot, ce Riothamus ne serait autre qu'Ambroise Aurélien.
Si ce renversement de parti en Bretagne insulaire en faveur des fils de Constantin III contre un certain Vortigern que le pilier d'Elisec désigne comme le beau-fils de l'allié de Conan Mériadec, Maxime, correspond bien à un rejet du pélagianisme, la mission d'un parent d'Ambroise Aurélien, Paul Aurélien, fils de Porphyre Aurélien, prend tout son sens.
Formé au Collège Théodose (en) de Lanildut Meur, qui comptera plus de deux mille étudiants parmi lesquels se reconnait la fine fleur de l'aristocratie britannique, Paul est en effet un des premiers élèves d'un disciple de saint Germain, Iltud, lui-même fils d'un prince armoricain du nom de Bican Farchog. Il débarque, raconte sa légende, mandaté par le diocèse de Guicastel, en 517 avec ses gens, douze disciples et douze neveux ou cousins, soit une petite colonie de cent à deux cents personnes, à Porz an Ejen sur l'île d'Ouessant.
L'expédition s'inscrit dans les suites de l'expansion à partir du Devon et par la Manche des frontières de la Domnonée. Le souverain de ce royaume, Riwal fils de Deroch, a en 513, cinq ans avant le débarquement de Paul Aurélien, expulsé les pirates danois de l'île Callot.
L'évènement est célébré par l'érection d'une chapelle dédiée à « Notre Dame de la Toute Puissance », Introun Varia ar Galloud en léonard. Chronologiquement, il s'agit, avant la chapelle Sainte Anne de Batz mais après Le Yaudet en Trégor, de la première des églises publiques du Léon. Auparavant la noblesse, acquise au pélagianisme, utilisait des oratoires privés, qui sont devenus ultérieurement des monastères voire après reconstruction, tel Beuzit-Conogan, des églises paroissiales.

#### Le Léon domnonéen (518-717)

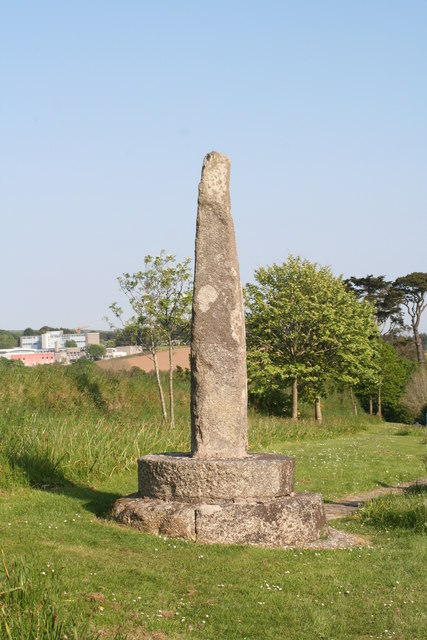
La « pierre de Tristan » en Cornouailles, vestige daté de ca. 550 d'un règne trans Manche, qui aurait, selon une lecture épigraphique très incertaine, mentionné aussi la reine Iseult et aurait pu inspirer, à six siècles d'écart, la légende.

- 530, annexion de la partie de la cité osisme qui forme le Léon, par Deroch, fils de Riwall (515-520), roi de Domnonée de 520 à 535.
- 550, règne sur les deux rives de la Manche de Conomor. C'est vers cette époque que Procope de Césarée désigne[88] pour la première fois l'Armorique sous le nom de Bretagne, « Britannia ».

Le règne de Tristan sur le Léon, règne légendaire mais issu d'un fond historique, daterait aussi de cette période, puisque la stèle funéraire du héros le donne pour beau fils de Conomor.
- 560, bataille du Relecq en Plounéour-Ménez par laquelle ses sujets révoltés après sa défaite contre Clotaire Ier tuent Conober, roi de Bretagne.

#### Les temps obscurs (718-935)
À l'hiver 763-764, la banquise s'avance jusqu'en face des côtes, peut être à la suite de la rupture de glaciers arctiques et de l'arrêt momentané du Gulf stream que provoque la chute de la salinité des eaux de l'Atlantique Nord.
Vers 824, le roi de France Louis le Pieux organise une expédition contre un chef breton dénommé Guyomarch, probablement un ancêtre des vicomtes de Léon, dont plusieurs se prénommèrent par la suite Guyomarch.
En 848, dans les frontières du Léon est érigé par la métropole de Tours un diocèse épiscopal, qui est confié à Libéralis. Alors que Nominoé a rattaché, à la faveur du traité de Verdun, la marche de Bretagne au royaume de Bretagne, il s'agit de restaurer la cité des Osismes et d'imposer l'ordre métropolitain aux abbés, lesquels entretiennent des liens familiaux étroits avec les machtierns ou chefs de clan, et exercent de façon autonomes les fonctions épiscopales au cours de missions itinérantes. L'église de Saint-Pol, en l'île de Batz, est reconstruite.
C'est alors l'église principale de la région. En avril 849, Libéralis et ses homologues de Quimper, Dol et de Vannes, Félix, Salacon et Susan, sont dénoncés comme simoniaques par le concile de Coët Louh et démis par le roi Nominoë, désireux de se débarrasser d'évêques obéissants à Tours et de créer un archidiocèse autocéphale. Un an plus tard, tandis que les Bretons envahissent toute la Neustrie, Libéralis doit s'enfuir et se contenter d'exercer « in partibus ».
En 857, alors que Salomon, en assassinant son cousin Erispoë, accède à son tour au trône de Bretagne, l'île de Batz est occupée par les envahisseurs normands.
L'île devient en quelques décennies un relai du marché aux esclaves de Dublin. Dans une atmosphère de terreur, alors que le roi Alain ne parvient pas à imposer son règne jusque sur le Léon, l'évêque Marbo transfert en 878 les reliques de saint Pol loin en amont d'Orléans, à l'abbaye de Fleury, qui a été elle-même pillée treize ans plus tôt par les vikings de Hasting. Il se retire de cette façon au-delà de la Sarthe, qui est depuis quinze ans la frontière du royaume de Bretagne fixée par le traité d'Entrammes.
En 937, le mythique comte Even, alias Neven, allié d'Alain Barbetorte, chasse les Normands. L'exploit lui vaut le surnom d'« Even le Grand ». Selon une tradition inspirée par la toponymie, il fixe sa cour à Lesneven, les signifiant cour.
Né vers 900, il est donné par Dom Morice, non sans un anachronisme, pour père de Guyomarch Ier, comte de Léon et de Hamon, vicomte de Léon, lesquels ont vécu au début du XIe siècle. Le cartulaire de Landévennec le cite comme donateur dans deux actes concernant les paroisses de Lanrivoaré et Lanneuffret.

### Le Léon féodal

#### Les vicomtes de Léon avant l'agression des Plantagenêts (936-1163)

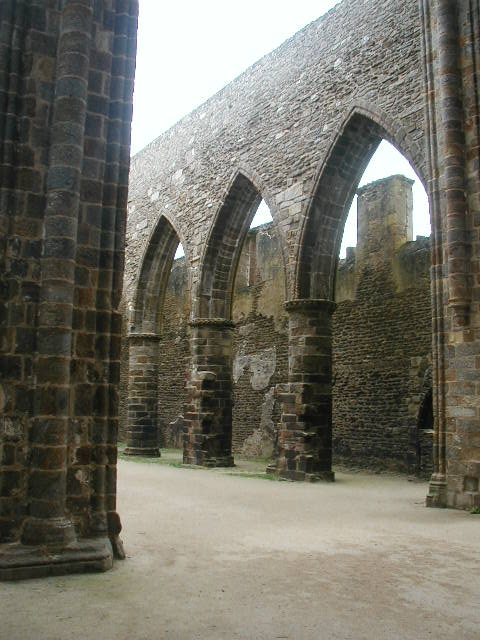
Les ruines de l'abbaye de Fineterre de nos jours. Fondée en 1157 à l'acmé de la gloire des comtes de Léon, c'était alors, en face d'Ouessant, un pôle commercial de premier ordre, renommé jusqu'à Bagdad, qui concentrait et continuera de concentrer taxes et bris.

Comme les Jules de la Rome antique ou les Lusignan à la même époque et comme le rapporte leur belle-sœurMarie de France dans la légende de Guigemar, les vicomtes de Léon se donnent une origine divine, une fée mariée à leur aïeul,. En 1096, Guyomarch II accompagne son suzerain, le comte Alain Fergent, dans la première croisade. Il embarque avec lui son fils, Hervé. Avec d'autres seigneurs bretons, le père et le fils ont l'« honneur » d'entrer les premiers à Jérusalem, lorsque Baudouin en fait en 1099 la conquête. Malgré les assurances données à la population, au soir du 15 juillet, leurs chevaux s'enfoncent dans des mares de sang. Guyomarch est fait prisonnier avec son suzerain dans le désert de Syrie par l'émir Balak de Kharpout et a un enfant, prénommé Salaün (Salomon), avec la princesse persane Fathim, une des concubines de son hôte. À son retour, en 1103, il est assassiné « au cours d'un complot » et Hervé Ier lui succède.
En 1128, le vicomte Hervé Ier concède à des bénédictins, qu'il a fait venir de l'abbaye de Marmoutiers, un terrain au pied de son principal château fort, le Mont Relaxe qui garde au fond de la baie le gué de la route qui va de Brest à Lannion. C'est pour qu'ils y établissent un prieuré, qui, sous l'invocation de Saint Martin, accordera des exemptions fiscales à ceux qui, venus de Bretagne ou d'ailleurs, s'y établiront. Le premier bourg du Léon deviendra la ville de Morlaix, Mont Roulez en breton.
Le petit-fils d'Hervé Ier, Hervé II de Léon, seul membre de sa maison à reprendre le titre de « comte », reçoit du petit-fils de Guillaume le Conquérant, Étienne de Blois, en récompense de son soutien durant l'Anarchie contre l'Emperesse et Geoffroy d'Anjou, dit Plantagenêt, l'honneur de Salisbury, qui avait été confisqué à la mort de son l'évêque le chancelier de la couronne Roger.
Cette sécularisation lui permet de tirer un important revenu des laines et moulins de ce comté du Wessex, mais les taxes prélevées suscitent la révolte et il ne parvient pas à s'y maintenir, alors que le successeur de Roger à la tête de l'évêché, Henri de Sully, est lui-même contesté.
Hervé II fait reconstruire, dans le style roman tardif, l'église cathédrale de Saint-Pol, dont le siège épiscopal est tenu par son aîné, Hamon.
En 1157, il fait reconstruire l'abbaye de Fineterre, qui prospère depuis plus d'un siècle grâce au trafic généré par le pèlerinage par voie de mer pour Compostelle, auquel participe Galéran de Meulan, et a accueilli dix ans plus tôt les Flamands en partance pour la croisade.
En 1163, il est fait prisonnier avec le second de ses trois fils par le vicomte du Faou et libéré par une expédition montée par Hamon, l'évêque du Léon, avec l'appui du duc de Bretagne Conan le Petit. Le vicomte félon et son fils sont condamnés à dépérir dans les oubliettes du château de Daoulas.

#### L'impérialisme Plantagenêt et le meurtre de l'évêque Hamon (1164-1172)

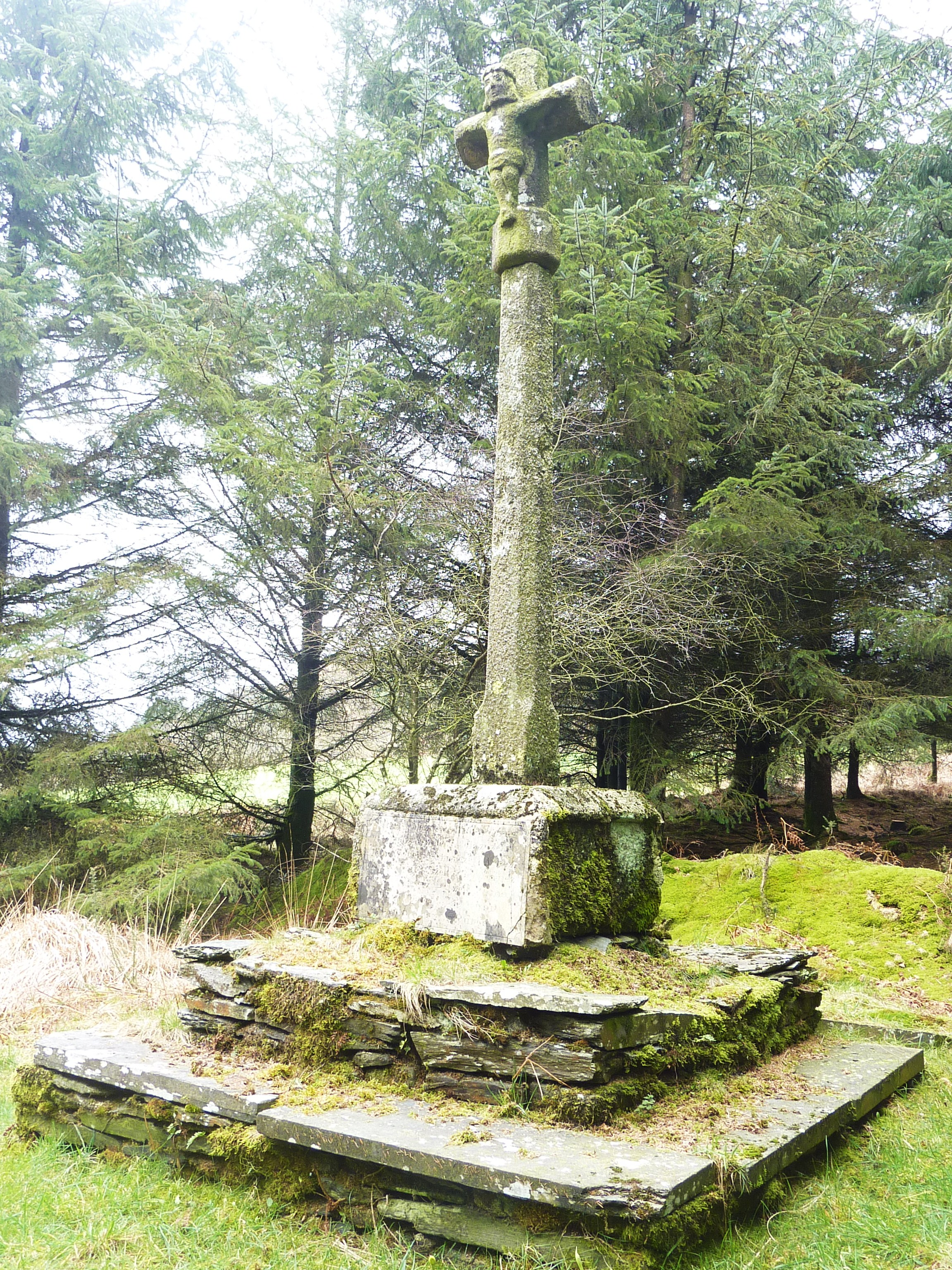
Le calvaire de Croaz Melar commémore la défaite de 1169 et la ruine du Léon.

En 1164, les grands vassaux de Bretagne, Hervé de Léon, Henri de Penthièvre, Eudon de Porhoët, Raoul de Fougères, Rolland de Dinan, s'allient pour affronter l'invasion normande conduite par le roi d'Angleterre Henri Plantagenêt.
Il s'agit prioritairement pour le roi Henri II d'accaparer le droit de bris, qui est la source de la fortune des vicomtes de Léon. L'armée normande, techniquement très supérieure, obtient en quatre ans la suprématie sur le duché de Bretagne et Conan, petit-fils par sa mère Berthe du duc de Normandie Henri Beauclerc, entérine la situation dès 1166.
Le 31 juillet de cette année, il cède la Bretagne en fiançant sa fille et héritière âgée de quatre ans, Constance, à Geoffroy, fils âgé de huit ans d'Henri Plantagenêt, qui exerce seul le pouvoir.
À la mort d'Hervé II, en 1168, la division s'installe entre les frères et héritiers du Léon. La société clanique se trouve confrontée à la modernité que représente l'ordre normand voulu par Henri Plantagenêt et son administration confiée à des abbés, qui sont lettrés.
Le cadet et successeur du vicomte de Léon, Guyomarch IV, chasse son frère Hamon du siège épiscopal de Léon.
Au nom du duc Conan, Henri Plantagenêt envoie l'ost, qui écrase les troupes des clans du Léon en 1169 près du sommet des Monts d'Arrée, au lieu-dit Croaz Melar en Commana. Le Léon connaît le même sort qu'en Irlande le Leinster. Les ravages de l'armée normande entraîne la famine.
Le 28 janvier 1172, Guyomarch fait assassiner son frère évêque à la fin de l'homélie sur le parvis de la cathédrale. Cet épisode illustre, un an après l'assassinat de l'évêque de Cantorbéry Thomas Becket, un conflit général en Bretagne à cette époque entre pouvoir séculier et pouvoir religieux, conflit éternel qui porte sur la question de déterminer ce qui financera la chose publique.

#### Le démantèlement du fief des vicomtes de Léon (1173-1180)

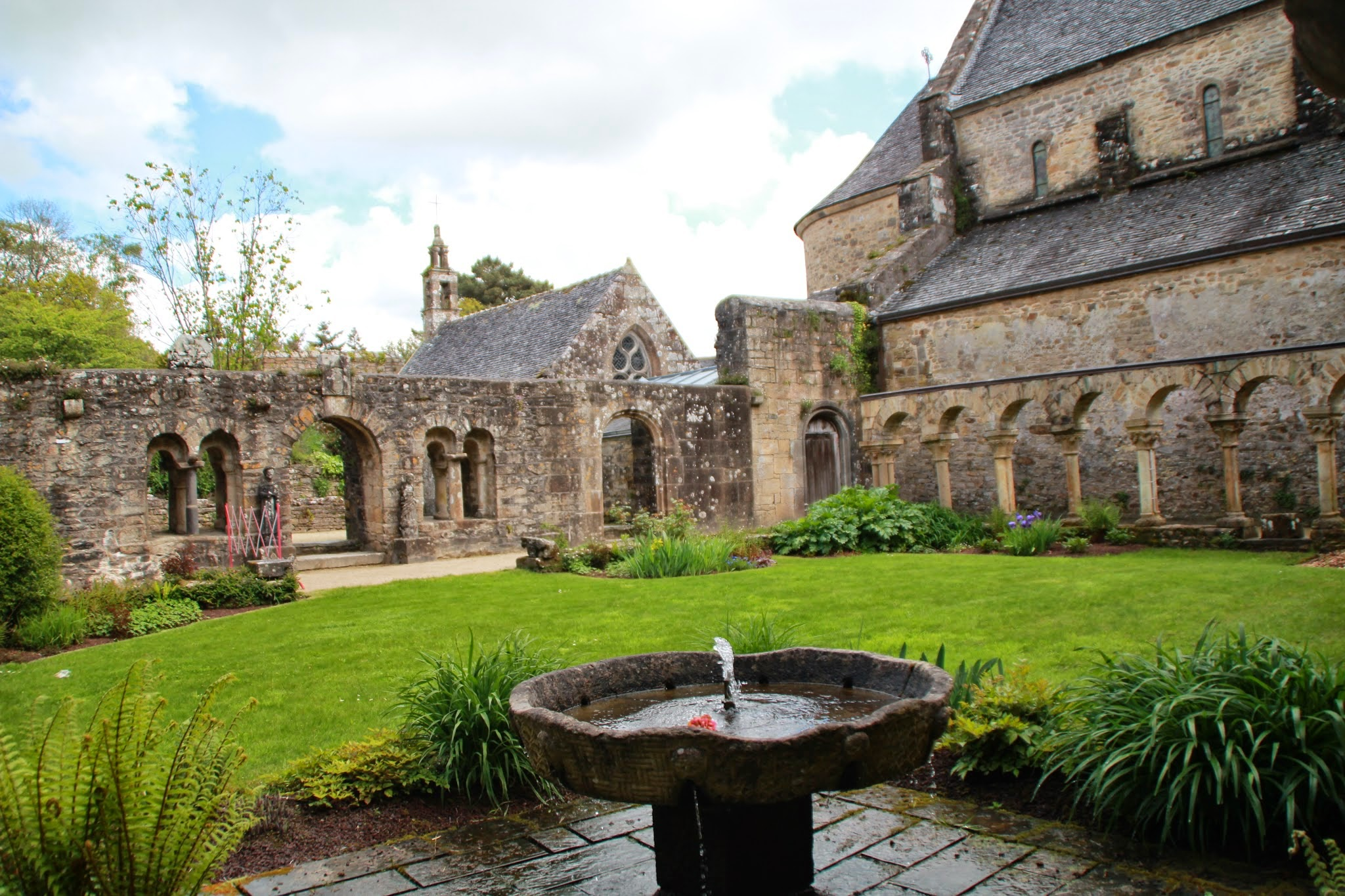
L'abbaye de Daoulas aujourd'hui. Fondée en 1167 par Guyomarch de Léon, elle échappe en 1173 à son autorité ainsi que le pays du Faou.

L'année suivante, Guyomarch IV, en expiation, concède son château de Daoulas, qu'il avait transformé en abbaye six ans plus tôt, à l'autorité épiscopale de Cornouaille.
Par expiation, il faut entendre une amende imposée au nom du duc Geoffroi Plantagenêt, petit-fils de Geoffroy d'Anjou et marionnette de quatorze ans, à savoir la cession par la sœur de l'assassin et de la victime, Juzet, de l'important pan méridional du comté qu'elle possède en propre, le territoire de Ploudiry et de ses trèves, lesquelles trèves appartiennent depuis à la Cornouaille. 1173 marque le début du démantèlement du comté de Léon, processus qui s'achèvera par l'abolition prématurée du pouvoir féodal.
En 1177, Guyomarch meurt en 1179 dans des circonstances troubles. Dans l'élan impérial qui l'a mené quatre ans plus tôt jusque dans le Leinster, Geoffroi Plantagenêt confisque à cette occasion la vicomté. La formidable forteresse de Mont Relaxe est rasée.
Les fils de Guyomarch ne se voient restituer qu'une partie du territoire, le duc s'arrogeant les meilleures paroisses et le pays oriental d'Astel (alias Castel) entre Lannion et Mont Relaxe. Un autre pan important, cette fois à l'ouest, est arraché au comté, dont la place forte de Castel an Trebez qui, sur le territoire de Taulé, commande l'entrée maritime du Dossen vers le port du Mont Relaxe.
Selon la règle « divide ut regnes », le reste n'est même pas restitué en son entier mais divisé en 1180 en trois fiefs supérieurs.
- L'ainé, Guyomarch V, reçoit la plus grande part qui s'étend à l'ouest de Mont Relaxe sur le Haut Léon et sur Ach. Incluant Lesneven, Saint-Renan et Brest, ce fief reçoit le nom de Vicomté de Léon.
- Le juveigneur, Hervé, récupère la partie méridionale correspondant au Daoudour. Il fixe sa capitale au château de Roch Morvan. Libéré de l'hommage dû à l'aîné, le fief prend le titre de Seigneurie de Léon.
- La zone immédiatement à l'ouest de Mont Relaxe est constituée, peut-être au profit d'un gendre de Guyomarch, en un fief tampon, la Seigneurie de Penhoat. Indépendant, il relève directement du duc.

#### La lutte pour la souveraineté et la charte pour la liberté (1181-1235)
Replié sur son fief brestois, Guyomarch V est désormais un ennemi héréditaire des Anglo-normands. Avec d'autres hauts barons, il est un des principaux soutiens à la politique d'indépendance de la duchesse Constance. Une succession de rébellions et de bravades échouent et aboutissent en mai 1200 au traité du Goulet, par lequel le duché de Bretagne devient un comté vassal de la Normandie.
Au printemps qui suit la mort de Constance, Guyomarch V envoie son fils Conan le Bref conquérir le Poitou et la Touraine au côté du comte de Bretagne Arthur.
Âgé de seulement quinze ans, celui-ci est soutenu par le roi de France Philippe Auguste, qui en a fait son gendre. Conan est capturé avec son prince par l'armée de Jean sans Terre en août 1202, alors qu'ils assiègent la place de Mirebeau, en Anjou.
Une décennie plus tard, Philippe Auguste a chassé Jean sans Terre de Normandie et entreprend à son tour de dominer la Bretagne. La politique centralisatrice mise en œuvre en ce début du XIIIe siècle par le baillistre Pierre Mauclerc, qui agit en principe au nom de son fils mineur, le duc Jean, mais obéît en fait à son suzerain, le roi de France, heurtent frontalement les grands vassaux du duché.
Dans un premier temps, Mauclerc, qui est par ailleurs à l'origine de l'emblème à l'hermine, retire à Conan, désormais vicomte de Léon en titre, la tutelle que celui-ci exerce sur l'héritier mineur du Penthièvre, son neveu Henri.
Dans un second temps, en 1214, Mauclerc confisque provisoirement le comté de Penthièvre, ne laissant à Henri que le Goëlo avec la seigneurie d'Avaugour, au prétexte de la minorité de celui-ci. Le droit n'étant qu'un prétexte au fait accompli, le Léon est investi militairement et Lesneven, futur siège de la sénéchaussée, est elle aussi confisquée en 1216.
En 1220, le château de Trémazan est à son tour détruit. La révolte des vassaux bretons devient générale et au printemps 1222, Conan de Léon et ses chevaliers sont de la partie pour faire la jonction avec les troupes d'Amaury de Craon, seigneur de Ploërmel et sénéchal de l'Anjou envahissant le duché par l'est.
Ils sont battus le 3 mars à Béré, près de Châteaubriant. Le conflit armé cesse l'année suivante à la suite d'une nouvelle déroute infligée par Mauclerc à Pouancé. Mauclerc impose sa victoire et sa domination en établissant des garnisons.
Pour cela, il réquisitionne, en tant que suzerain, des terrains administrés par le chapitre cathédral de Léon. Monseigneur Derrien et ses collègues de Bretagne, qui subissent les mêmes déboires et une politique fiscale confiscatoire, prononcent l'excommunication du duc, excommunication confirmée par la curie le 19 mars 1228.
La repentance de Mauclerc, prononcée à Rome le 30 mai 1230, intervient au cours d'un conflit armé avec le roi de France Louis IX et n'apaise pas la révolte. En 1235, à l'approche de la majorité du duc Jean et donc de l'effacement de son père Pierre Mauclerc, les vassaux de Penthièvre assemblés s'allient à ceux du Léon sous la bannière du Guyomarch VI, le fils de Conan décédé quatre ans plus tôt.
Ils adressent à Louis IX une charte, Communes petitiones Britonum. L'expédition est un fiasco. Quelques mois plus tôt, Louis IX a en effet obtenu de Pierre Mauclerc, qui l'avait un temps trahi pour le roi d'Angleterre Henri III, qu'il fasse amende honorable et lui cède le Vendômois.

#### La destruction des vicomtes de Léon (1136-1276)
La mort de Guyomarch VI est pour le duc Jean le Roux, qui gouverne seul depuis 1237, l'occasion de représailles. Une nouvelle défaite contraint son fils Hervé III en mars 1240 à céder, en échange d'une soulte de 32 000 livres, la forteresse de Brest, qui était la plus forte place tenue par les vicomtes de Léon depuis la destruction de Mont Relaxe en 1179.
En 1276, le vicomte Hervé IV est contraint de vendre au duché l'ensemble de ce que Geoffroi Plantagenêt n'avait pas confisqué en 1179 et qu'il possédait encore « es eveschés de Leon de Cornoalle e de Triguer e en tous autres ».
Pour faire bonne mesure, le duc achète à Hervé IV la suzeraineté qu'exercent des vicomtes sur la branche cadette issue de leur juveigneur et héritière de la Seigneurie de Léon. Le prix est une rente annuelle de quatre-vingt livres de Bretagne, soit un peu moins que la livre tournois, versée par le duché.
Le Léon est alors devenu une terre ducale sur laquelle Jean le Roux affirme sa suzeraineté en faisant reconstruire Morlaix. Afin d'en ôter tout caractère héréditaire et de prévenir tout risque de le voir relever, le titre de comte de Léon est souverainement déféré et transmis à l'évêque de Léon, désormais appelé « comte évêque ». Là où son père avait rallié contre lui clergé et seigneurs laïcs, Jean le Roux a su acheter avec de l'argent le vicomte de Léon et le seigneur de Léon, avec un titre l'évêque de Léon.

### Le Léon de la tradition

#### Du Léon ducal à un état épiscopal (1277-1340)
Le duc Jean le Roux, tranchant définitivement contre ses vassaux en faveur des évêques, entérine le dépeçage en transférant le titre de comte à l'évêque et en créant un titre inédit d'« évêque-comte ». Les Léonards échappent ainsi précocement, dès le XIIIe siècle, au régime féodal pour entrer dans une société organisée peu à peu autour d'institutions religieuses : chapelles, pardons, fêtes fériées, hôpitaux, ossuaires.
La mixité sociale entre noblesse et roture se fait par la gestion de ces institutions, qui est assurée par des canonicats anoblissants ou prébendés, des chapellenies et des confréries. Elle se traduit par l'investissement réciproque de la société civile et du clergé au sein d'abbayes qui servent de maisons de retraite, de couvents de femmes gérés par des veuves, de monastères urbains, d'écoles presbytérales...
Le diocèse s'organise avant la fin du siècle en trois archidiaconés, un à Brest pour le pays d'Ach, un à Lesneven pour le Quéméné d'Illy, un à Saint-Pol pour le Léon, ce qui est une façon d'ajouter une structure ecclésiastique irrévocable sauf à obtenir l'accord du Pape et d'échapper ainsi à l'autorité de la métropole de Tours comme aux manœuvres du duc.

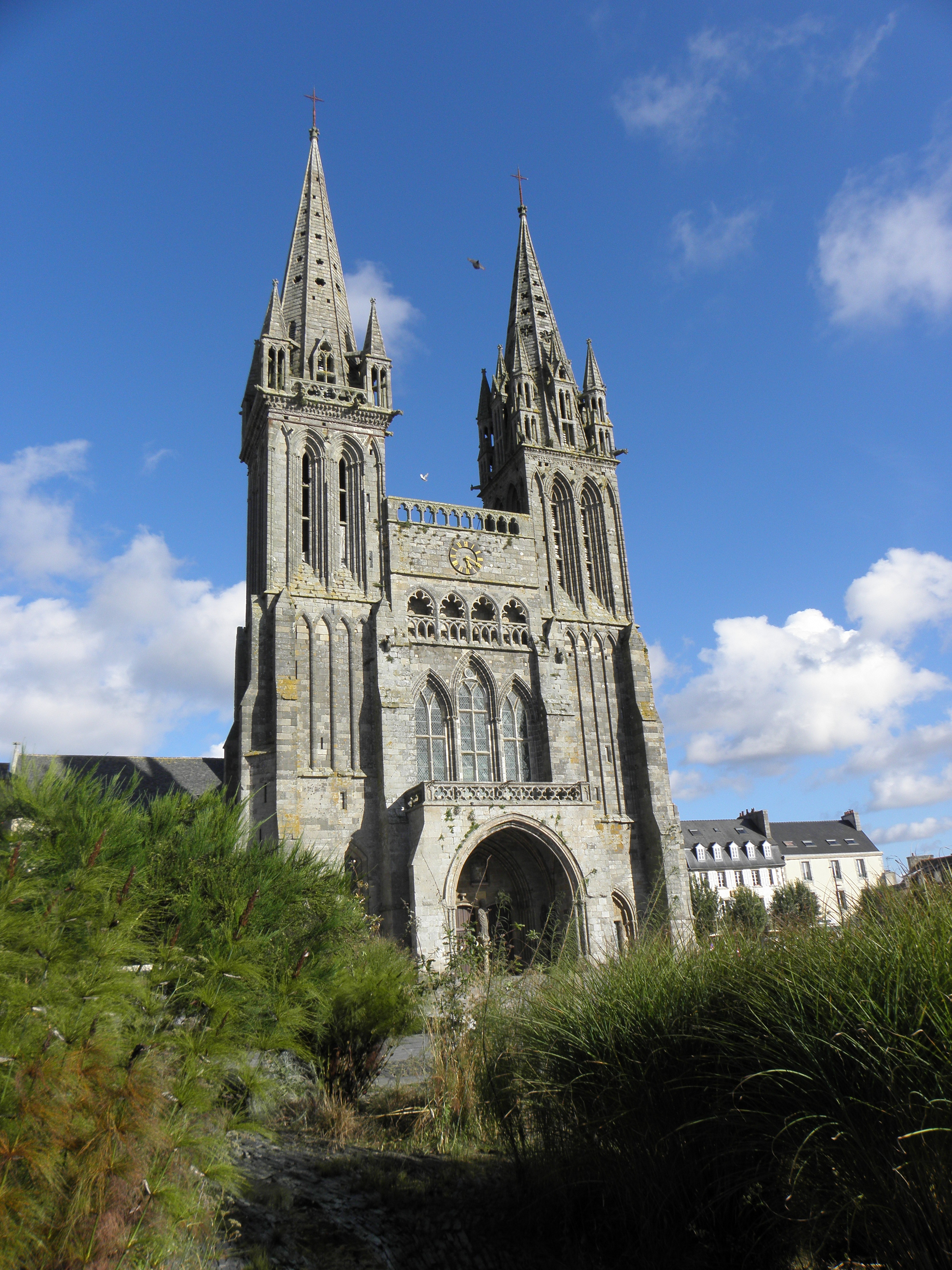
Consacrée en 1334 après quatre-vingt ans de travaux, la cathédrale de Léon se dresse sur la place où son évêque avait été assassiné cent soixante-deux ans plus tôt par le pouvoir civil.

Quelques années plus tôt, vers 1250 ou 1255, l'évêque Derrien, rapporte la tradition, a commencé la construction, sur les fondations de la cathédrale élevée un siècle plus tôt, de celle qui montre aujourd'hui le même style normand gothisé mis en œuvre à Coutances.
Guillaume de Kersauson, son successeur de 1292 à 1327, continue les travaux après avoir récupéré, grâce à une enquête ordonnée par le pape Jean XXII, la part confisquée par le duc Jean des modestes six cents livres tournois qui constituaient le revenu de l'évêché.
Entretemps, en 1296, il fait libérer par la Curie romaine le diocèse, qui bénéficiait déjà de la loi de l'alternative, de la contrainte imposée par le métropolite de Tours d'un coadjuteur.
En 1325, Even de Kerobert, archidiacre de Léon, fonde à Paris, en un emplacement occupé aujourd'hui par le collège de France, le collège de Léon, voisin du collège de Tréguier, pour accueillir les futurs clercs les plus prometteurs du diocèse, lesquels avaient auparavant quelques places réservées au collège du Plessis (annexé ultérieurement par le collège de Clermont qui est devenu le lycée Louis-le-Grand). La construction de la nef, des bas-côtés et des tours de la cathédrale s'achève au terme d'un demi-siècle de travaux et c'est à Pierre Benoît, doyen de Châteaubriant, qu'il revient de la consacrer en 1334.
Dix ans plus tard, Marie de Waltham, duchesse de Bretagne, fait reconstruire à Saint-Pol la chapelle romane du Kreisker dans le style perpendiculaire.
Son nouveau clocher, agrandi à partir de 1439 d'une flèche elle aussi en granit, deviendra alors pour quelques années, avec ses soixante dix huit mètres le cinquième plus haut monument d'Occident.

#### Le Léon entre guerre et paix, Anglais et Français (1341-1453)
En 1349, huit après le début de la guerre des deux Jeanne, la peste noire atteint le Léon. En 1363, les troupes d'Édouard III, qui soutient le parti de Jean de Montfort fils, s'emparent du fort de Bloscon, à Roscoff, mais en sont rapidement chassées par Duguesclin. Les routiers de la guerre de Cent Ans incendient en 1371 le couvent des dominicains à Morlaix et détruisent l'année suivante l'hôpital Saint-Julien à Landerneau.
Cette année-là, en 1372, le jeune Alain VIII de Rohan hérite au décès de sa mère, Jeanne de Léon fille de Hervé VIII de Léon (à ne pas confondre avec son homonyme), de la suzeraineté sur la seigneurie de Léon, laquelle est confiée à son frère puiné, Édouard. Cette partie méridionale et principal fief du Léon, entre Landerneau et Landivisiau, devient dès lors, avec son siège, le château de la Roche-Maurice, une possession majeure des vicomtes puis des ducs de Rohan.
En 1374, le duc Jean de Montfort, exilé en Angleterre auprès de Richard II à la suite de la défaite qu'Olivier de Clisson, Bertrand du Guesclin et Olivier de Mauny lui ont infligée en mars 1373, fait de Richard Fitzalan, comte d'Arundel, le gouverneur de la place de Brest. Le Léon est divisé, les Anglais en Bas Léon, à l'ouest, et les Français en Haut Léon, à l'est. En fait, comme dans beaucoup de zones de guerre de l'époque, la campagne, désertée, est parcourue par un front changeant. En 1374, les Morlaisiens s’y rendirent pour demander grâce à Jean IV et éviter ainsi pillage et massacre. Jean de Montfort accorde aux bourgeois de Morlaix d'épargner la ville en échange de cinquante otages, qu'il fait finalement pendre aux murailles de la place forte. Dès l'année suivante, en 1375, Saint-Pol-de-Léon est prise par les Anglais, la population massacrée et la chapelle du Kreisker brûlée. Les Français de Duguesclin les repoussent dans Brest. Les déprédations continuent jusqu'en 1376 à l'abbaye du Relec et au couvent des Carmes de Saint-Pol-de-Léon. La paix de Guérande signée en 1381 entre le duc Jean et le Roi Charles ne met pas fin aux ravages causés par la soldatesque. Il faut attendre 1387 pour que la diplomatie obtienne du Roi Richard l'évacuation de Brest et que la ligne de démarcation du Léon, au bout de treize ans, soit effacée mais le retrait anglais ne se fait pas sans dégâts. En 1388, le comte d'Arundel, breton d'origine, embarquant mille fantassins et trois mille archers, pille puis incendie Batz puis Ouessant. Avant de s'en aller faire de même à Ré et Oléron, il laisse les îles en ruines pour plusieurs années.
Le 7 février 1403, Jeanne de Navarre, troisième épouse du feu duc Jean de Montfort et tutrice de leur fils de treize ans Jean V, qui est monté sur le trône de duc deux ans plus tôt, se remarie au roi d'Angleterre Henri IV. Le duc de Bourgogne Philippe le Hardi, véritable chef du gouvernement français durant la folie du roi Charles VI, entend au nom du roi de France reprendre la tutelle. Dès juin 1403, le roi Henri envoie une flotte d'une taille inouïe reconquérir la Bretagne. Trente vaisseaux sont repérés au large de la pointe Saint-Mathieu. L'amiral Jean de Penhoët embarque aussitôt de l'anse de Laber, à Roscoff, mille deux cents hommes d'armes rassemblée par Guillaume du Chastel. Ils ramènent quarante navires ennemis. L'exploit est improvisé et le triomphe immense. De septembre à novembre, l'amiral ravage Jersey et Guernesey puis l'ouest du Devonshire. Deux cents Bretons, dont Guillaume du Chastel perdent la vie au cours de l'expédition. Les Anglais débarquent à leur tour à la pointe Saint-Mathieu et s'emparent de nouveau de l'abbaye fortifiée de Fineterre. En plein hiver, le frère de Guillaume du Chastel, Tanneguy, conduit une flotte à travers la Manche et réussit à investir Dartmouth. Pour venger, son frère, il livre le port au pillage, au massacre et l'incendie. L'année suivante, l'amiral de Penhoët mène un sac contre la ville de Plymouth.

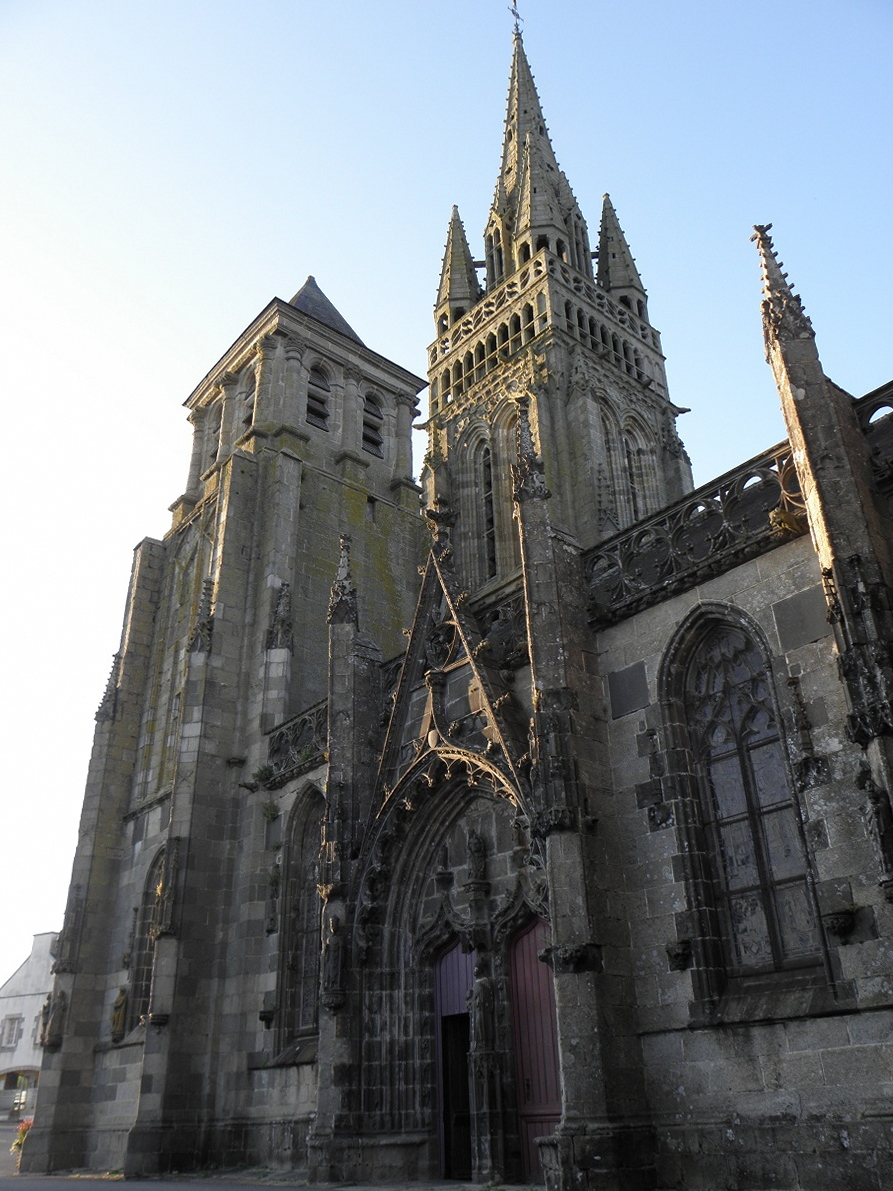
L'élévation de Notre Dame du Folgoët marque le début du règne des Rohan et son pardon la nouvelle implication de la société civile au sortir de la guerre de Cent Ans dans la vie religieuse à travers le culte marial.

En 1423, le seigneur-évêque Philippe de Coëquis instaure grâce à une donation d'Alain de Rohan le pardon marial à la chapelle de Notre Dame du Folgoët, construite en 1409. Ce pardon finit par détrôner le culte plus ancien de Notre-Dame de Pont Christ en Plounévez. Devenu un des quatre principaux de Bretagne, il est resté longtemps un moment majeur de la vie léonaise. Le Léon est alors une terre à blé et à lin. Les foires à bétails et à chevaux, très prisés par l'armée, y font des fortunes.
Le 17 juillet 1453, à la bataille de Castillon, près de Bordeaux, la charge des mille-cinq-cents cavaliers du duc Pierre II écrase l'armée de Talbot que l'artillerie française a décimée pendant une heure et met fin à la présence anglaise sur le continent et, de fait, à la guerre de Cent Ans.

#### L'instauration d'un capitalisme d'armateurs et de corsaires (1454-1456)
Le 5 juillet 1455, deux ans après que la paix est revenue, Guillaume Le Ferron, évêque du Léon de 1439 à 1472, fonde dans la capitale, une psallette, qui devient très vite, grâce au zèle de l'archidiacre de Quéménédilly Alain de Penmarc'h, une école de musique et de grammaire obligatoire pour les futurs clercs sacrés et ouverte à tous les enfants, qui y étaient logés, nourris, peignés et blanchis mais séparés définitivement, ne serait-ce que par leurs soutanes rouges et leurs bonnets carrés, des autres enfants. Leur voie angélique répondait au chœur des chanoines au cours des antiennes apprises « par cœur ».
Dans le Léon, la guerre de Cent Ans a été d'abord une guerre navale au cours de laquelle les gentilshommes ont pris l'habitude d'intercepter les convois militaires et rançonner les marchands d'un camp ou de l'autre. La même année, le 19 décembre 1455, le duc Pierre de Montfort entérine cette situation d'armateurs acquise par la noblesse locale et ordonne que ne dérogent pas ceux « qui marchandent en gros et en plusieurs marchandises sans les détailler ni vendre par la main ».
Cette singularité du droit breton fait naître un capitalisme d'armements à l'origine du développement économique de Saint-Malo et Morlaix et leurs ports avancés. Les cadets infortunés peuvent ainsi, sans s'exposer au fouage, se livrer sur mer à une « vie de bourse commune » au terme de laquelle ils retrouvent les privilèges et obligations de leur ordre. Pour cela, ils doivent donc mander aux ventes des intermédiaires, souvent des étrangers qui sont nombreux à s'installer. Inversement, l'affrètement offre aux roturiers de s'élever au rang de la « noblesse dormante » et d'accéder parfois à la condition d' « anobliz ». L'exemple le plus célèbre sera celui du morlaisien Jean Coatanlem.

#### L'émergence d'un Léon naval et toilier (1457-1484)
Au cours du XVe siècle, le commerce avec Anvers, premier port d'Occident, et au-delà avec la Hanse, devient très important. Les navires de Lübeck ont trouvé dans le Léon un débouché très spécialisé. Le lin cultivé, unique ressource pour fabriquer les toiles et le linge, y dégénère en effet en épuisant les sols, au point qu'il faut une rotation septennale pour que la graine retrouve une qualité suffisante. L'importation de graine de lin est donc une opération à 700 %. En revanche, le lin qui fleurit abondamment et naturellement en Lituanie, l'actuelle Biélorussie, où il est récolté à la fin de l'été, est d'une qualité constante. Les marchands de Lübeck chargent à l'automne les graines de ce lin dans le port de Libau en Courlande. Les accords hanséatiques leur en assurent le monopole du transport en Baltique.
L'importance de la plus value relative attendue dans l'affaire amène les bourgeois de Morlaix à constituer une corporation, la Confrérie de la Sainte Trinité, qui prolonge le monopole, contrôle la qualité de la graine et délivre un certificat de qualité en apposant sa marque. L'opération est confiée à un juge des Requaires, dont le bureau se trouve à Roscoff. Ce juge fait distribuer par des commissionnaires les graines certifiées à des paysans du Haut Léon, à charge pour eux de produire une toile de lin, la rosconne. Les graines sont replantées, les tiges de lin récoltées au printemps suivant par le même paysan ouvrier, qui transforme la fibre dans son propre atelier de rouissage et de tissage. Toutes celles des parties de l'arrière-pays qui sont impropres à la culture du blé se convertissent peu à peu durant la seconde moitié du XVe siècle et forment une zone de production spécialisée, la manufacture toilière des crées du Léon.
Le monopole se poursuit jusqu'au rachat et l'exportation de la toile. Une norme de fabrication, définie une première fois le 5 mai 1452 par la confrérie, impose des critères de qualité au produit fini. C'est la fibre elle-même, avant tissage, qui est blanchie. Ce procédé, unique au monde, assure une blancheur inégalée et un prix de vente certain. Un défaut de blancheur ou de régularité entraine la destruction publique des lés incriminés. La « manufacture », dispersée dans la campagne du Haut Léon, finit par acquérir, grâce cette norme un renom international. Les toiles sont réexportées par le port de Morlaix, qui dispose d'un privilège, sur toute la côte atlantique jusqu'à l'Espagne d'où sont importés au retour vin et huile, via Bilbao. Le Trésor Royal espagnol vend un sauf-conduit pour un port unique, en l'occurrence Bilbao, à un agent privé qui en négocie à son tour les droits d'exploitation à des marchands qui doivent se regrouper en compagnie pour en assurer l'acquittement.
En 1462, les Anglais reviennent à l'Abbaye de Fineterre et la saccagent mais en 1481, Pierre Landais, trésorier général du duc François II, conclut avec le roi d'Angleterre Édouard IV un accord de réouverture des frontières aux marchandises. L'industrie toilière des crées du Léon trouve son débouché naturel, et connait un boom économique. En quelques décennies, le Léon deviendra la troisième zone manufacturière d'Occident après les Flandres et la Haute-Normandie. L'Angleterre finira par absorber quarante-cinq pour cent de la production, ce qui correspond à soi seul à une croissance moyenne supérieure à quatre pour cent par an sur deux siècles, c'est-à-dire jusqu'à la fermeture des frontières consécutive à la politique de Louis XIV, l'arrivée du coton et la ruine générale provoquée par Colbert et l'inventeur du papier timbré, Pierre Deschien.
Le bouleversement des habitudes ne va pas sans heurts entre les industriels de l'armement des deux côtés de la Manche. En témoigne le sac de Bristol perpétré en 1484 par le corsaire léonard Jean Coatanlem, un ami du roi de France Louis XI, lequel complote contre Pierre Landais et renouvelle l'Auld Alliance avec un ennemi de l'Angleterre, l'Écosse.

#### Le Léon renaissant des Rohan (1485-1576)
En 1489, le « vicomte » de Léon, Jean II de Rohan, lointain descendant d'Emma de Léon, la fille d'un vicomte de Léon, et gendre du feu duc François Ier, revendique la succession de son beau-frère, le duc François II, qui a, lui, été marié à la fille aînée de François Ier, Marguerite décédée prématurément, et n'a eu de sa seconde épouse, Marguerite de Foix, que des filles, la future reine de France Anne et Isabeau. Jean II de Rohan, propriétaire de 20 % du territoire du duché, riche de douze mille livres de rente annuelle, c'est-à-dire de revenu net, possède dans le Léon soixante-trois des quatre-vingt-dix paroisses que compte alors le diocèse.
En avril 1511 a lieu la bataille navale de Saint-Mathieu, à la sortie de la rade de Brest, entre les marines anglaise et franco-bretonne. La bataille de Saint-Mathieu est le premier duel d'artillerie navale documenté.

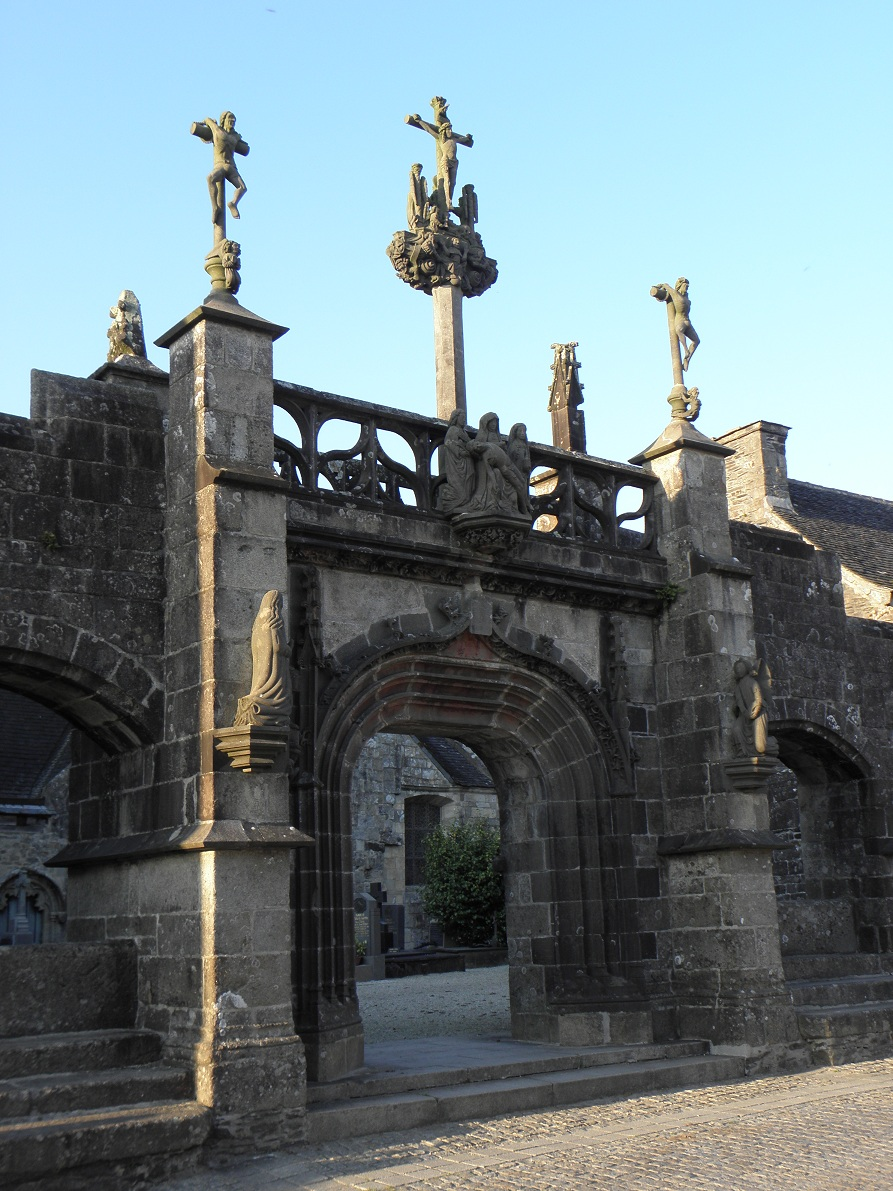
Au XVI dans le pays Chelgen, les juloded, enrichis par l'industrie des crées, investissent le capital accumulé dans des œuvres de prestige, les monumentaux enclos paroissiaux tel celui de La Martyre.

Au milieu du XVIe siècle, l'industrie des crées et le commerce maritime entre le Portugal et l'Espagne d'une part, la Hanse et la Lituanie d'autre part, atteint son apogée. En 1531, le chanoine Richard, fermier des prébendes du diocèse, pare la capitale, Saint-Pol, d'un hôtel particulier aux allures nobles. Louis Barbier hérite du richissime abbé de Fineterre, qui bénéficie des taxes prélevées au débarquement des ports du Léon. Il fait construire le château de Kerjean, qui offre le confort le plus moderne. Les premières latrines au tout-à-l'égout apparaissent à Landerneau, dans l'hôtel érigé au milieu du pont de Rohan.
En 1544, ce sont les bourgeois de Morlaix eux-mêmes qui financent la construction en pleine mer d'une tour d'artillerie, futur château du Taureau, pour garder la baie. Malheureusement, son gouverneur, Jean de Kermellec se paie en rançonnant à sa guise les navires entrant ou sortant et rivalise en piraterie avec le seigneur de Penmarch, Claude de Coetlestremeur, ce qui, somme toute, grève assez peu le commerce. Son successeur au poste du gouverneur du Taureau, Duplessix Kerangloff, en usera de même. Aussi, est ce prudemment à Roscoff, port de Saint-Pol situé à l'extérieur de la baie, que le 18 août 1548 le commandant Nicolas Durand de Villegagnon fait débarquer la future Dauphine, Marie Stuart, alors âgée de cinq ans, après avoir réussi l'exploit d'exfiltrer celle-ci de Dumbarton.
Le port de Roscoff profite de sa position, faisant plus facilement échapper les « smoggleurs » aux taxes morlaisiennes. Dès 1560, l'évêque lotit ses terrains de Roscoff à de riches armateurs, qui y construisent les hôtels particuliers qu'on y admire aujourd'hui. Ils servent alors d'abord de magasins fortifiés et leur évitent le redoutable péage du Taureau.
Dans l'intérieur des terres, la prospérité procurées par l'industrie toilière des crées durera jusqu'au XVIIe siècle. Elle est à l'origine de l'émergence d'une classe sociale singulière qui, comme les canuts lyonnais du XIXe siècle, est propriétaire de son outil de travail, le kann di ou « maison de blanchissement », mais, contrairement à eux, réussit à s'élever au-dessus de sa condition de patron ouvrier, les juloded.

#### Le Léon ligueur à travers la guerre civile (1577-1599)
C'est de la capitale du Léon, par l'entremise de son sénéchal, député, au titre des quarante-trois « bonnes villes de Bretagne », aux États de Bretagne dont il obtient en 1577 le soutien pour envoyer une délégation au nouveau roi de France, Henri III, que part une protestation contre la levée par celui-ci d'impôts directs décidée par les États généraux.
En 1581, le riche conseil de fabrique de Guimiliau fait commencer les travaux de construction d'un monumental calvaire. C'est le début de la course au prestige entre paroisses qui nous vaut d'admirer aujourd'hui les enclos paroissiaux.
En 1585, l'évêque Roland de Neufville charge le précepteur prébendé Jean Prigent de fonder à la chapelle de Bonne Nouvelle, Kelou Mad en breton, au lieu-dit Prat Cuic, l'École du Léon.
En juillet 1590, alors que le duc de Mercœur est sur le point d'ôter au roi « hérétique » Henri IV la souveraineté de la Bretagne, la Ligue, menée par les seigneurs du Rusquec, de Crémeur et de Kerven, appuyée par la foule des paysans, fait tirer avec un canon, après plusieurs jours de siège, sur le château de Kérouzéré que Pierre de Boiséon, chef du parti royal, avait transformé en forteresse. Ayant obtenu une capitulation, les assiégeants, très inférieurs en nombre, s'enfuient avant l'arrivée du régiment des Royaux. À leur retour en novembre, la place, qui est la seule du Léon avec Brest à être restée fidèle au roi, leur est abandonnée.
En 1592, un régiment paysan de la Sainte Union de Morlaix conduit par le dit Bras de Fer investit Roscoff et s'en prend à la maison forte du corsaire Chrétien Le Pappe. En 1594, le Conseil de cette Sainte Union proclame la république à Morlaix mais dès l'année suivante la promesse de paix que représente la politique de conciliation d'Henri IV entraine la défection du ligueur François de Kersauson.
La même année 1592, des brigands, probablement menés par La Fontenelle, pillent Saint-Pol. Qualifiés de protestants, ils ravagent pendant cinq ans le pays, qu'une épidémie décime jusqu'en 1599.

#### Le diocèse pilote de la Contre-Réforme (1600-1660)

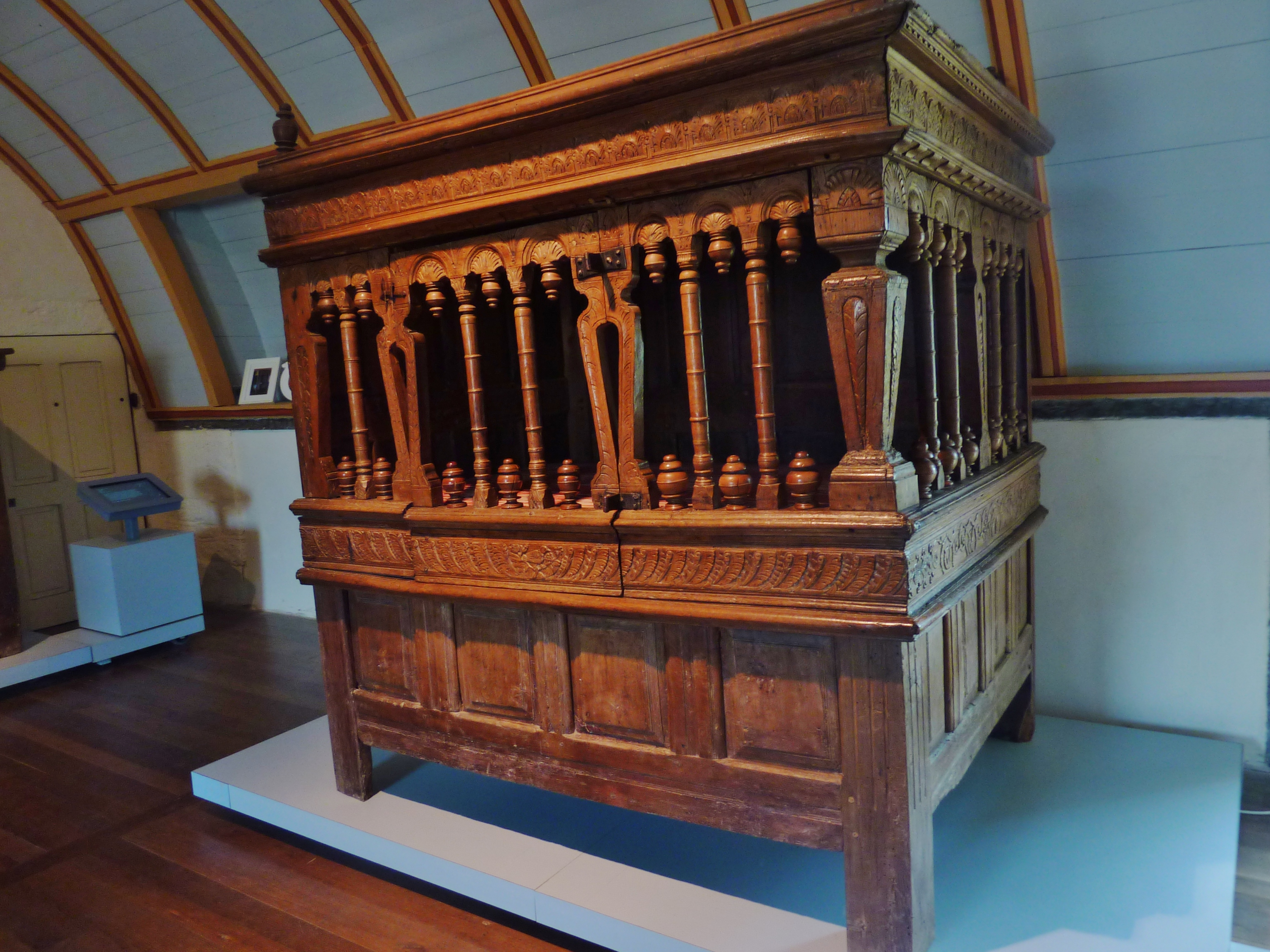
Lit-carrosse du Léon vers 1650 (château de Kerjean).

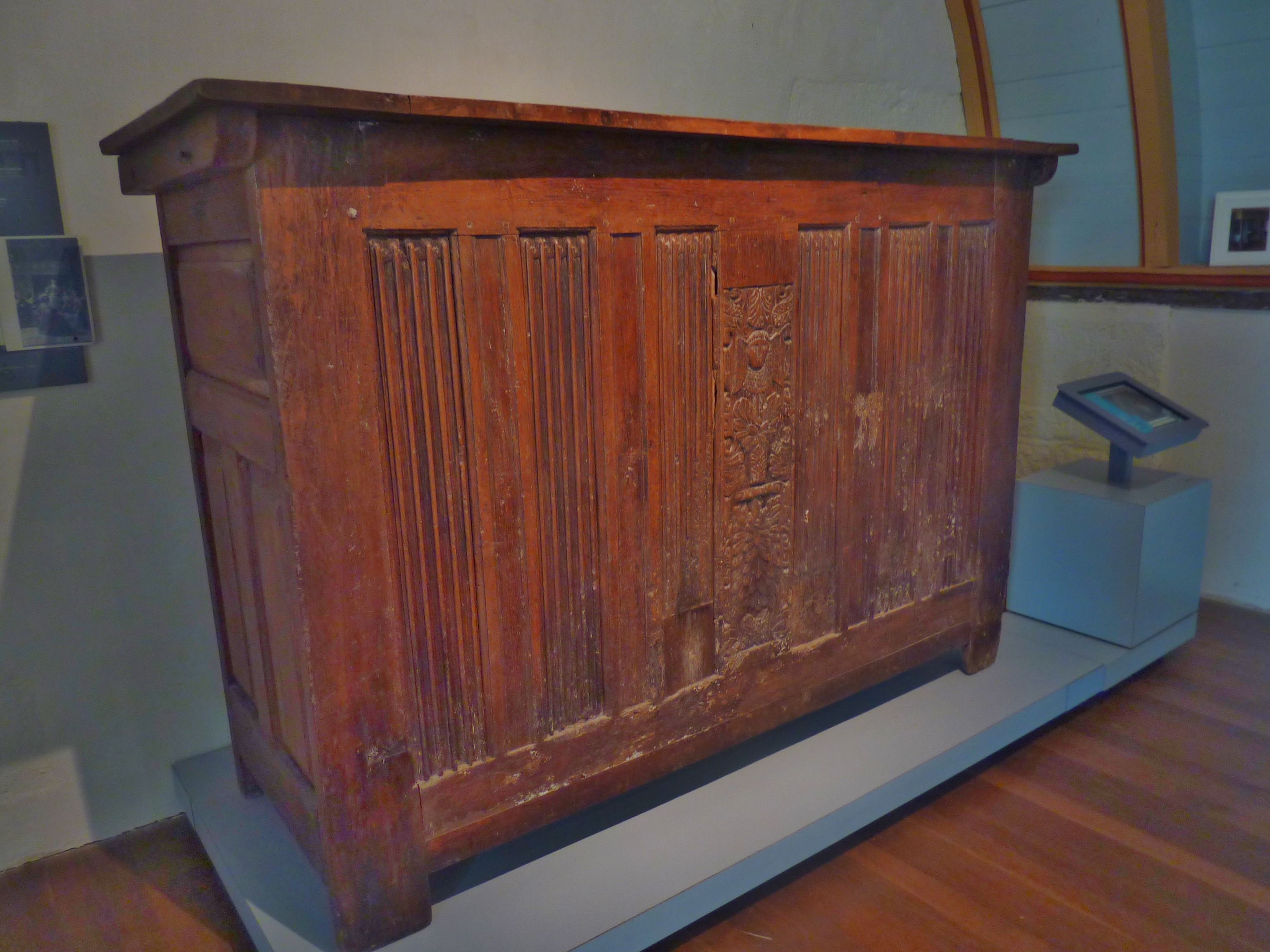
Coffre à grain ou à lin datant du XVIIe siècle (château de Kerjean).

En 1630, alors que la question de l'éducation avait été au cœur des guerres de religion, René de Rieux, qui avait succédé à Roland de Neufville en 1619, par une constitution synodale dans l'esprit de la Contre-Réforme, pérennise un programme voué à « la science et la piété » de formation à l'excellence des clercs en s'appuyant sur les congrégations, en particulier des Carmes, installés depuis 1353 à Saint-Pol, des Capucins arrivés en 1621, des minimes en 1622, des ursulines en 1629. Pour pallier la pénurie d'enseignants et le défaut d'encadrement de l'École du Léon consécutives aux guerres de religion, il crée au sein du prieuré de Notre-Dame du Creisker un séminaire, dont il confie la direction au recteur de Lannilis, Alain Madec, et aux prêtres François Méar et Jean Brochec.
Dans l'esprit de ne pas nuire au travail par la religion, ni à celle-ci par l'amour des vacances, il réduit à quarante-quatre par année le nombre de fêtes chômées. Le Léon, voué à la Vierge, est alors une sorte de république monastique, dirigée par la curie diocésaine pour ce qui n'est pas du ressort de la cour séculière de première instance de Lesneven, des municipalités ou de l'Amirauté, à laquelle tous les foyers participent au moins par un cousin et qui compte mille deux cents prêtres pour moins de cent paroisses ou trèves,. Les confréries et leurs abbés laïques régentent les corporations, des tailleurs, des mariniers, des forgerons, des cordonniers, des laboureurs...
C'est dans ce bastion du catholicisme que viennent trouver asile les Anglais persécutés pour leur religion par le régime d'intolérance qui sévit dès le règne de la reine Élisabeth et culmine avec la Première Révolution anglaise. Parmi ces anglais catholiques, les familles de facteur d'orgue Harrison, auteur des orgues de Notre Dame de Croaz Vaz, et Dallam.
En 1640, Richelieu, à la suite de manœuvres, obtient de la Curie romaine le remplacement provisoire par un homme à lui, Robert Cupif, de René de Rieux. Le Cardinal n'a pas supporté le soutien de ce dernier à la Reine mère et au parti dévot. C'est alors qu'éclosent les manifestations d'exaltation populaire autour des prédications de Michel Le Nobletz, des stigmates de la voyante Marie-Amice Picard, et des missions du père Maunoir et du père Eudes. Le retour en 1648 de René de Rieux ne les éteint pas. Bien au contraire, elles sont encouragées jusqu'après 1652 par son successeur, Henri de Laval de Boisdauphin.

#### La ruine fiscale et le secours de la religion (1661-1791)

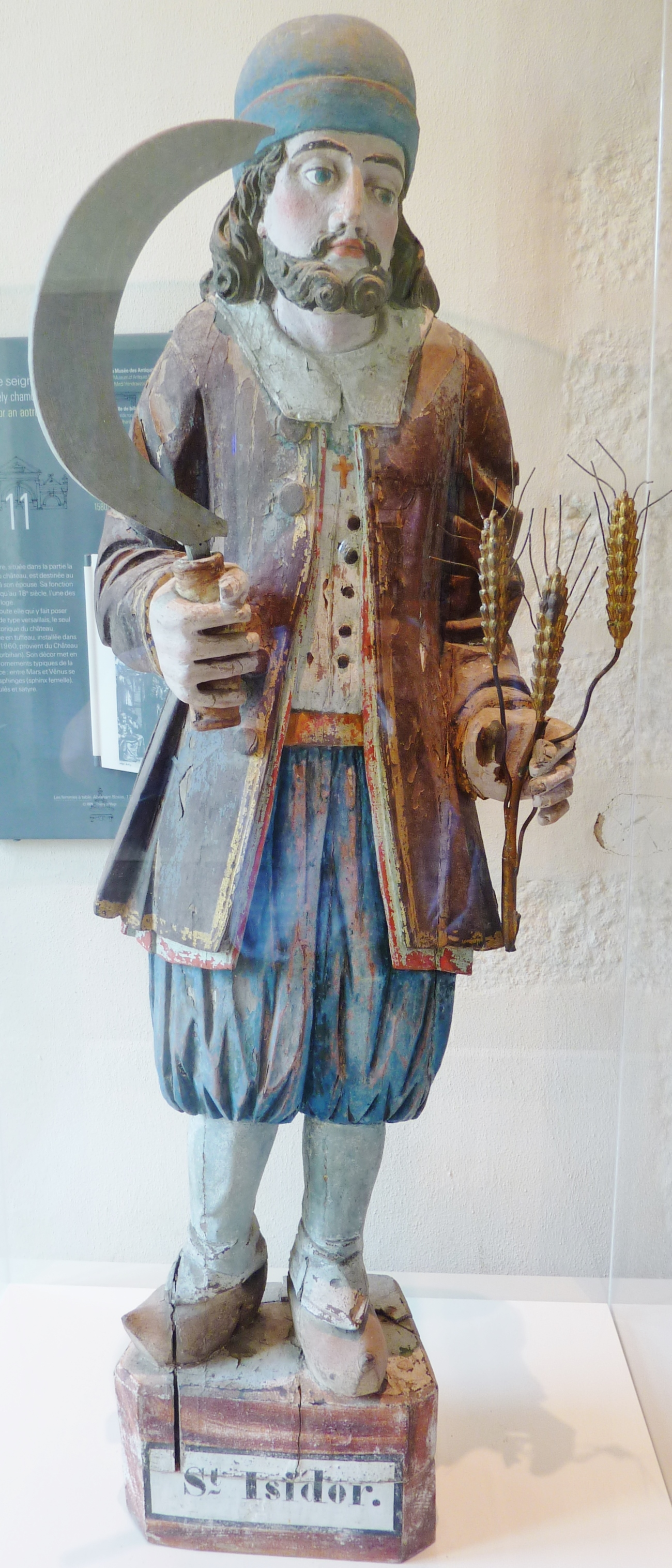
Saint-Vougay : statue de saint Isidore datant du XVIIIe siècle (habillé en paysan du Léon de cette époque).

Entre 1671 et 1701, Pierre Le Nebous de la Brosse œuvre à la scolarisation des filles en appelant les congrégations des Dames de la Retraite à Saint-Pol et des Filles du Sacré-Cœur à Brest. En octobre et novembre 1673, la mission organisée pour le père Maunoir par Monsieur de Trémaria prêche l'oraison du cœur à dix mille communiants venus de toute la Bretagne. En 1681 le collège du Léon de Kelou Mad est transféré dans de nouveaux locaux construits autour du Creisker dotés d'une librairie et d'une imprimerie. En 1738, Jean Louis de La Bourdonnaye fonde l'association des Dames de la Charité à laquelle participent toutes les quarante dames de la haute noblesse en tant qu'assistantes d'un chirurgien.
À partir de 1772, Jean-François de La Marche introduit, avec l'aide des recteurs et des exonérations fiscales, la culture maraichère. C'est ce colbertisme engagé qui est à l'origine de la situation agricole actuelle du Léon, principale zone primeure de France. « L'évêque des patates » finance en outre avec soixante dix mille livres de sa fortune personnelle et le fruit de quêtes un petit séminaire.
En 1790, à Landerneau, et donc au Léon, est préféré Quimper pour être le chef-lieu du nouveau département du Finistère. Le 3 novembre, à la suite du décès de l'évêque de Cornouaille et de l'exil à Londres de Jean-François de La Marche, d'où il organisait l'émigration, l'élection du nouvel évêque, Louis-Alexandre Expilly de La Poipe, recteur de Saint-Martin-des-Champs et député du Léon, se fait, selon la constitution civile du clergé élaborée par une commission présidée à l'Assemblée nationale par le même, par département : l'évêché de Léon fusionne avec celui de Quimper.

### Pays fantôme

#### Le Léon survivant (1800-1913)
En 1819 le Finistère possède dix neuf moulins à tan, la plupart dans la région de Landivisiau et Lampaul-Guimiliau. Seules sont conservées aujourd'hui des parties de celui de Lezarazien en Guiclan. Les voyageurs traversant le Léon décrivent un paysage désolé. Les chênes écorchés, l'écorce servant de tan, finissent par sécher sur place et sont alors brûlés pour fabriquer du charbon de bois.
Au milieu du XIXe siècle, le Léon comme tout le Finistère souffre de l'espérance de vie la plus basse de France. La tuberculose pulmonaire, comme dans l'Inde rurale d'aujourd'hui, est endémique et le restera jusqu'à la généralisation des traitements à base de streptomycine puis d'isoniazide et de rifamycine. Elle fait l'objet de tentatives de soins mis au point dans le premier des sanatoriums héliomarins que Louise de Kergariou imagine et fait construire en 1901 à l'écart de la station de Roscoff.

#### L'intégration (1914-1938)
À l'instigation notamment d'Hervé Budes de Guébriant, de nombreux jeunes paysans bretons, notamment léonards, émigrèrent vers le sud-ouest de la France pendant l'Entre-deux-guerres.

#### La Deuxième Guerre mondiale (1939-1944)

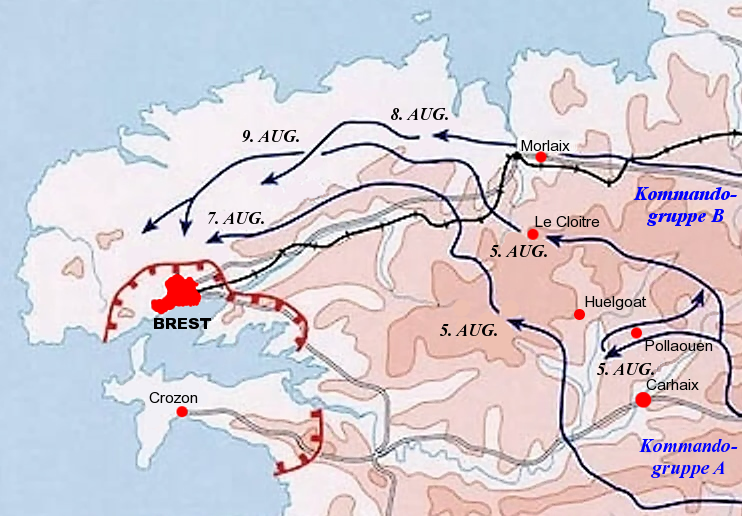
La libération du Léon en août 1944.

- La filière Sibiril du réseau Buckmaster au sein d'Alliance.
- Le réseau Johny.
- Le réseau Jade-Fitzroy.
- Fusillés du réseau Centurie.
- Le bombardement de Brest.

#### L'arrivée de la modernité (1945-1978)
- La « guerre des artichauts » (1961-1967).
- Le remembrement et la destruction du bocage.
- Les marées noires du Torrey Canyon, de l'Olympic Bravery et de l'Amoco Cadiz.
- La marée verte.

## Civilisation

### Clichés identitaires
Il existe une rivalité ancestrale et toujours vive entre les Léonards (Leonad, Leoniz en breton) et leurs voisins du Trégor et de la Cornouaille : « un Léonard n'est pas un Cornouaillais, lequel ne se confond pas avec un Trégorrois, même si tous trois sont finistériens ». Le Léonard est réputé très religieux, conservateur et doué d'un bon esprit d'entreprise, ce qui n'est pas le cas de ses voisins réputés plus laxistes et bons vivants. À l'époque moderne, sur le plan politique, le Léonard était réputé voter traditionnellement à droite, tandis que les Trégorrois et les Cornouaillais étaient plutôt attirés par la gauche.
Ces rivalités tendent à disparaitre avec les nouvelles générations, même si, historiquement, elles font souvent l'objet des boutades qui font partie de la culture bretonne locale,. Elles restent toutefois profondes parce qu'ancrées dans la géographie. Les terres léonardes sont des terres agricoles riches, dont les riches laboureurs étaient qualifiés de Julod, expression d'admiration tout autant que d'ironie, alors que Cornouaille et Trégor se sont orientés vers la pêche.
Les Léonards, entre eux, aiment à se distinguer. C'est ainsi que les habitants du Haut Léon, proches de l'évêché, regardent comme des païens les habitants du Bas Léon, région qu'ils qualifient de pays pagan. À leur tour, bon nombre des habitants du pays pagan, jusqu'à nos jours, tirent gloire de ce qualificatif. Heredia a célébré ces fiertés de clochers. De là est né un esprit d'humour à demi-mot mais féroce et parfois surréaliste, très vivant autrefois, moins aujourd'hui, visant à surmonter la timidité inculquée par la crainte de Dieu.

### Guises

#### Costumes

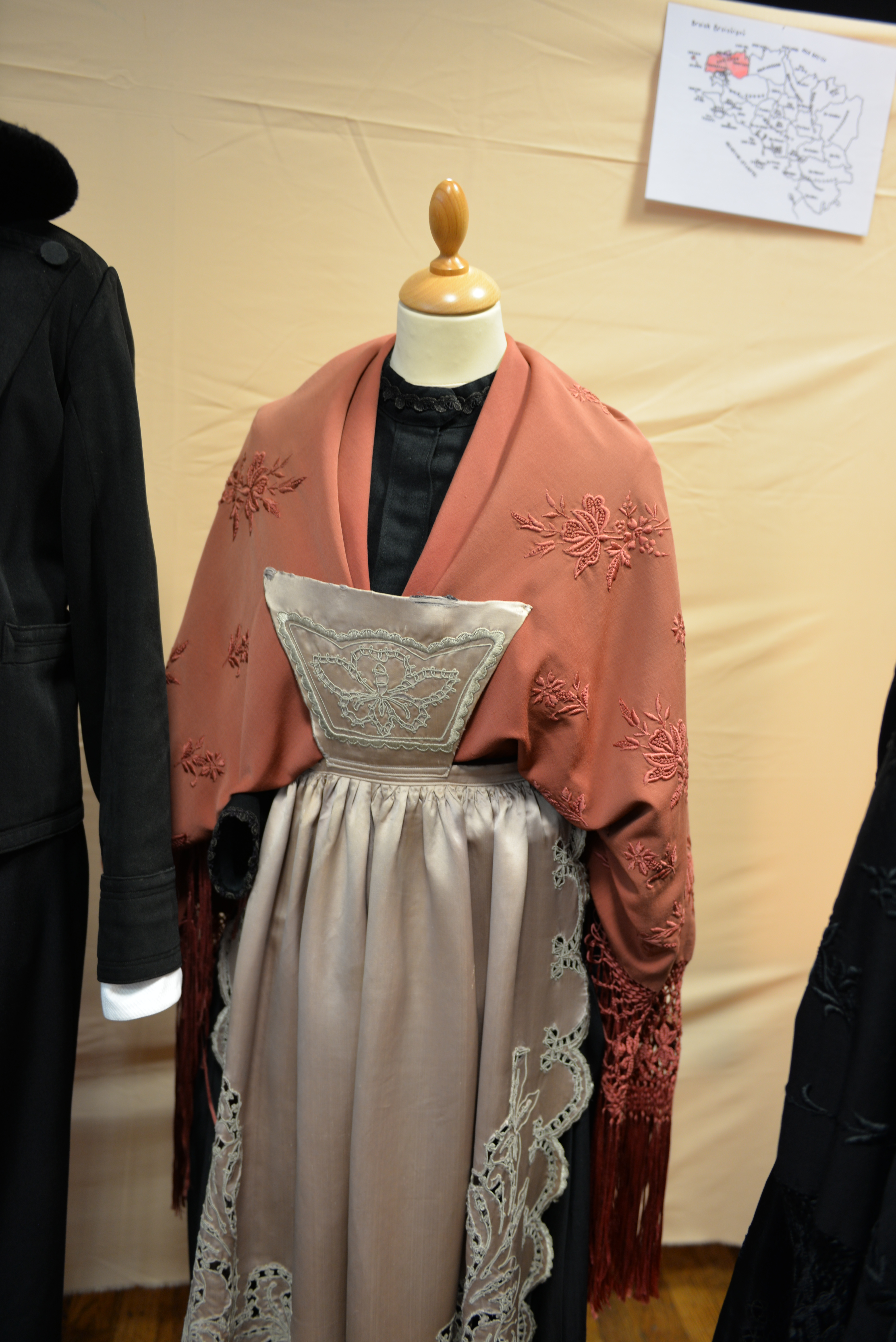
Costume féminin avec son châle brodé typique du Léon, ici la guise penn-paket du Bas Léon.

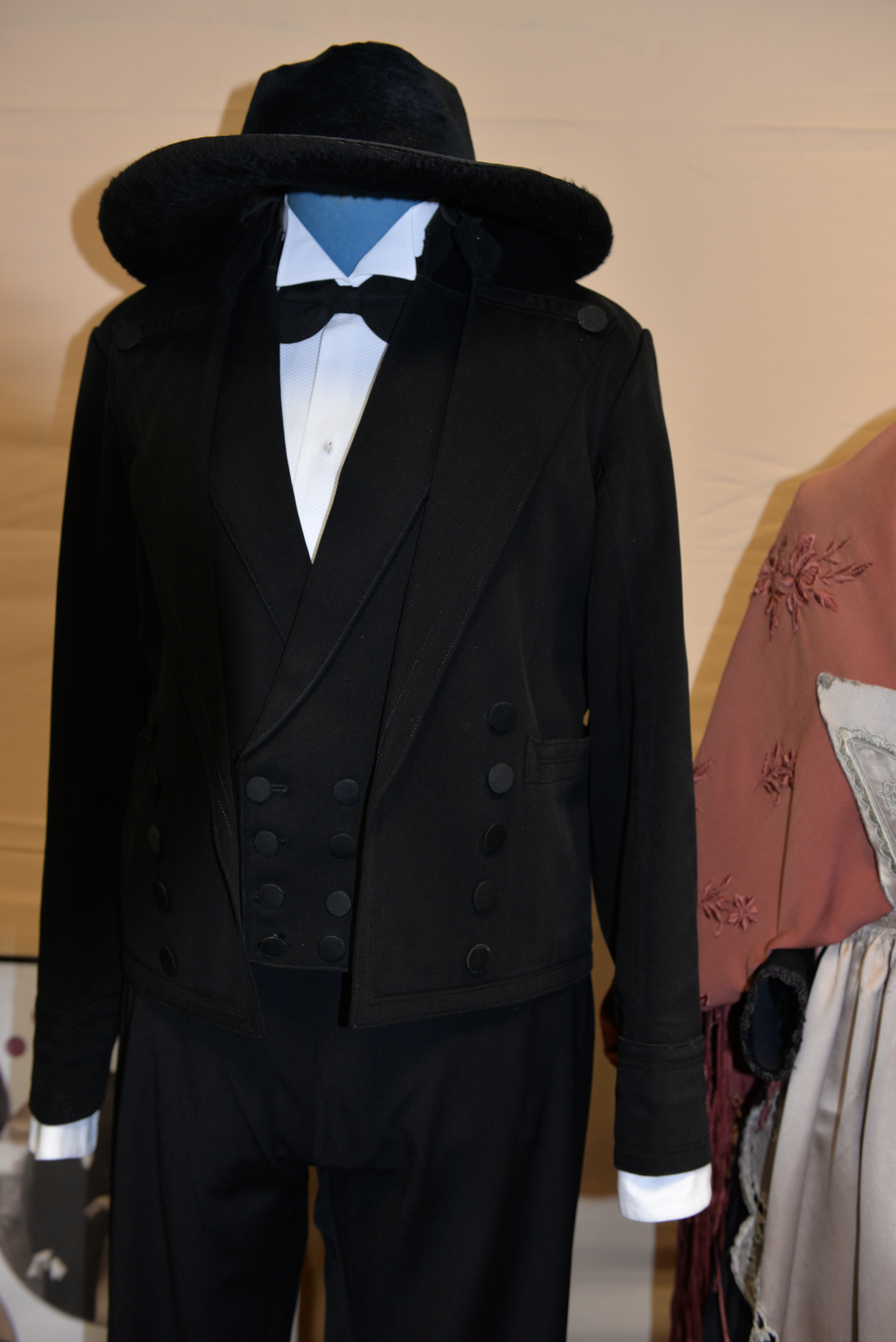
Costume masculin noir du Léon, ici la guise penn-paket du Bas Léon.

L'orgueil austère des Léonards se traduisait autrefois dans le costume masculin de couleur noire ou bien noire. Un habitant de Plougastel, dans la Cornouaille voisine, dont la guise était certainement l'une des plus belles et des plus colorées de Bretagne, était sûr, au cours de ses visites à Landerneau, de recevoir une réflexion désagréable, peut-être sur sa virilité. Les Julod affichaient un plastron blanc au contraste éblouissant. Le comble de la fierté du Léonard, homme à ne se montrer conduisant son chariot à chevaux que debout, était la boucle en or massif sur le chapeau en peau de castor ou de taupe.

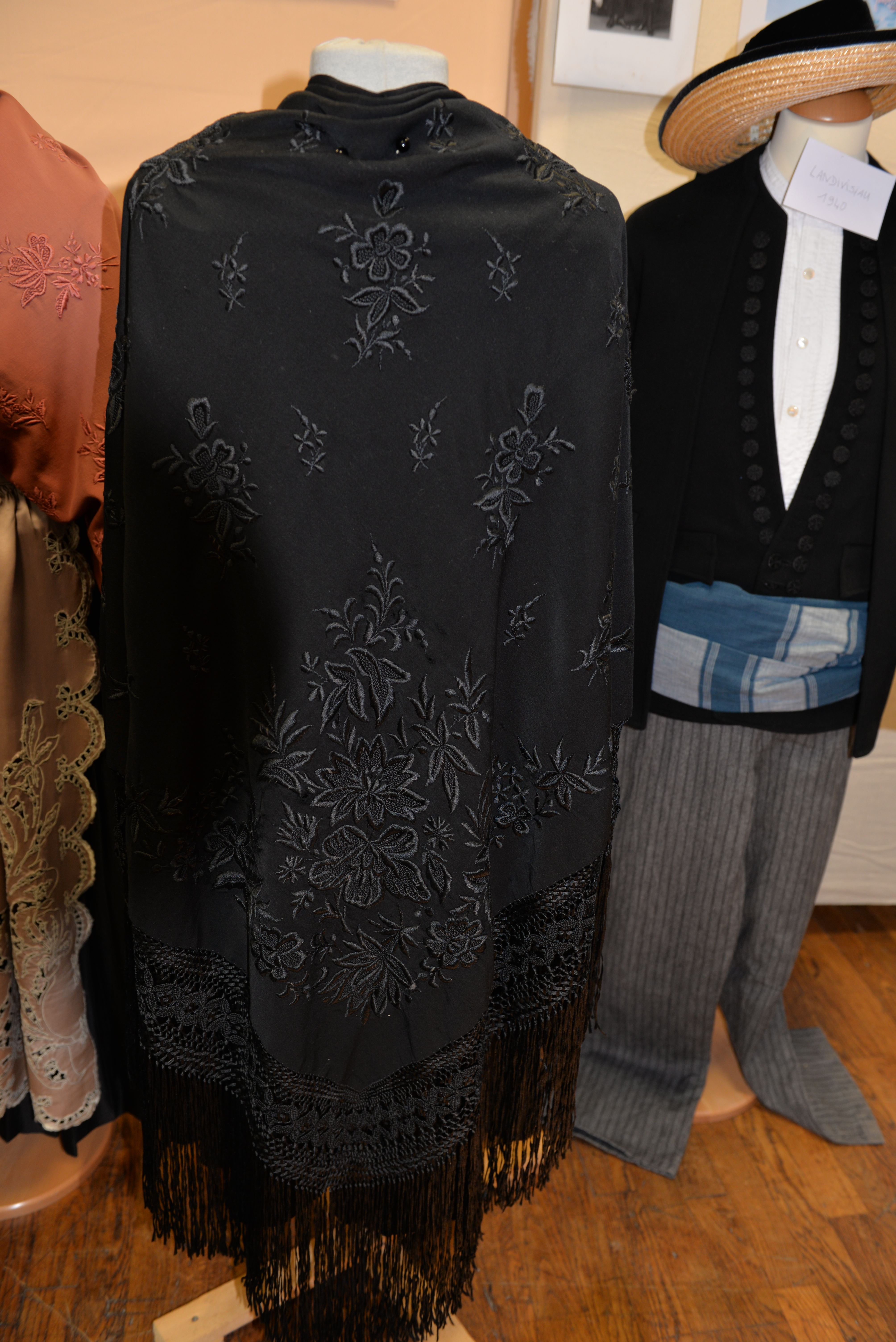
Châle noir brodé typique des Julod du Haut Léon.

Comme dans le Trégor et dans les pays du Faou, de Crozon et du Cap Sizun, le costume féminin se caractérisait, à la différence du reste de la Bretagne, par le châle importé au XVIIIe siècle par la Compagnie de l'Orient et popularisé par le métier Jacquard de Lyon. De couleur aussi sobre que l'étoffe était précieuse, il était parfois brodé de motifs épars. En pays pagan, il s'éclaircissait et se couvrait de dentelles et de franges.

#### Terroirs

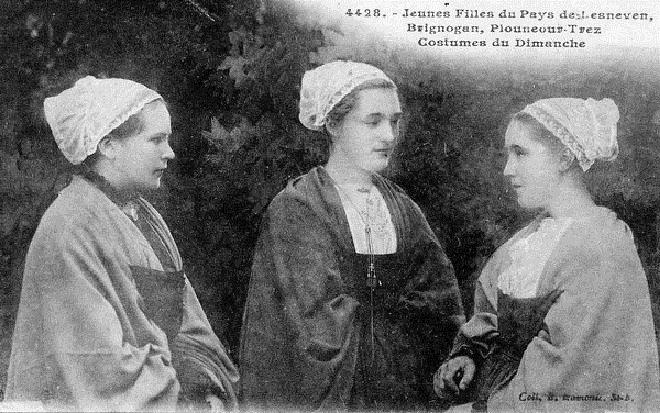
Costume traditionnel de Lesneven en pays Pagan

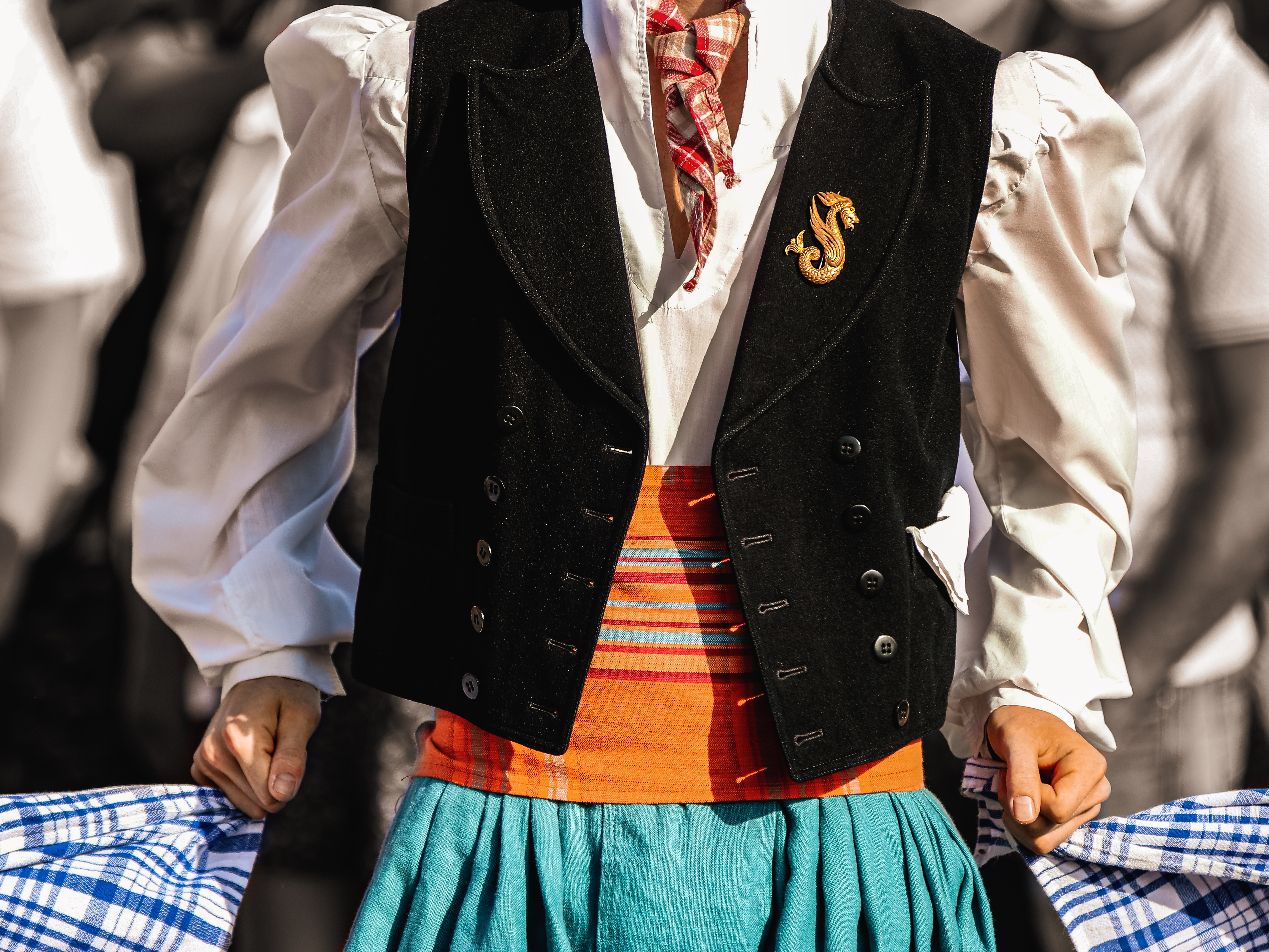
Costume traditionnel issu de la tradition populaire du Léon

Comme partout en Europe, le début du XIXe siècle est marqué par une réinvention des identités et des codes vestimentaires. L'abolition des lois somptuaires sous le règne de Charles X et durant le régime de la Réaction, permet d'inventer une identité vestimentaire, un costume et une coiffe, qui sera qualifié ultérieurement de traditionnel : les guises. Le costume traditionnel est porté jusque dans les années 1970 et entre ensuite dans le folklore.
Les guises sont un phénomène culturel relativement bref. Nées au début du XIXe siècle sous Charles X, après que la Révolution a aboli les lois somptuaires, elles ont périclité dès l'entre-deux-guerres quand le code vestimentaire qu'elles véhiculaient a perdu son utilité, les échanges sociaux et économiques, essentiellement les mariages et les foires, ne se faisant plus à la même échelle locale. Vues par les touristes comme l'expression exotique d'un conservatisme identitaire, ces guises, loin d'être conformistes, étaient au contraire le lieu à la fois d'une revendication sociale féminine, en portant des accessoires (dentelle, soie, brocart, etc.) légalement réservés sous l'ancien régime aux femmes de la noblesse, et, à travers une compétition de mode, d'une affirmation individuelle et subtile de la féminité, dont la coquetterie subversive ne manquait pas d'être dénoncée en chaire par les recteurs les moins tolérants.
Elles n'ont donc jamais été fixes et les emprunts d'un terroir à l'autre ont été constants de sorte que d'un point de vue géographique, on ne peut parler que de pôles à partir desquels ont prospéré et décliné certaines modes vestimentaires.
Schématiquement, les guises léonardes se répartissaient en trois grands groupes aux côtés desquels se distinguaient deux types urbains, deux types insulaires et deux autres isolats :
- Bas Léon, à l'est d'une ligne Landerneau Plounévez-Lochrist dans l'Ach et le Quemenedilly
- Chicolodenn, dans le nord du Haut Léon (Minihi Leon, Plouescat et Plouzévédé),
- Haut Léon, dans le reste du Haut Léon, dont sa variante méridionale Chelgen,
- Brest Landerneau,
- Morlaix,
- Ouessant,
- Batz,
- Taulé, dans la presqu'île de Carantec
- Pagan, dans la presqu'île de Kerlouan

#### Coiffes
À Ouessant, les veuves, comme à Sein, Batz et Bréhat, portaient le noir jusque sur la coiffe. C'était un bonnet garni pour les grands jours d'un grand nœud haut placé.
La coiffe du Bas Léon était la bouchik. Dans le Bas Léon rural, la penn-paket, littéralement « emballe chef », était d'une dentelle raffinée.
Dans la région de Brest et de Landerneau, ce bonnet rétrécissait sur le haut de la tête en un rond de dentelle tout en développant deux larges brides élégamment nouées dans le dos entre les épaules. L'embourgeoisement se montrait dans le châle plus que dans la coiffe. Les femmes artisans choisissaient un modèle simple et pratique, la marmotte.
Du côté de Landivisiau, de Sizun et des monts d'Arrée, on portait la discrète tintaman, presque réduite à un bonnet de chignon en dentelle.

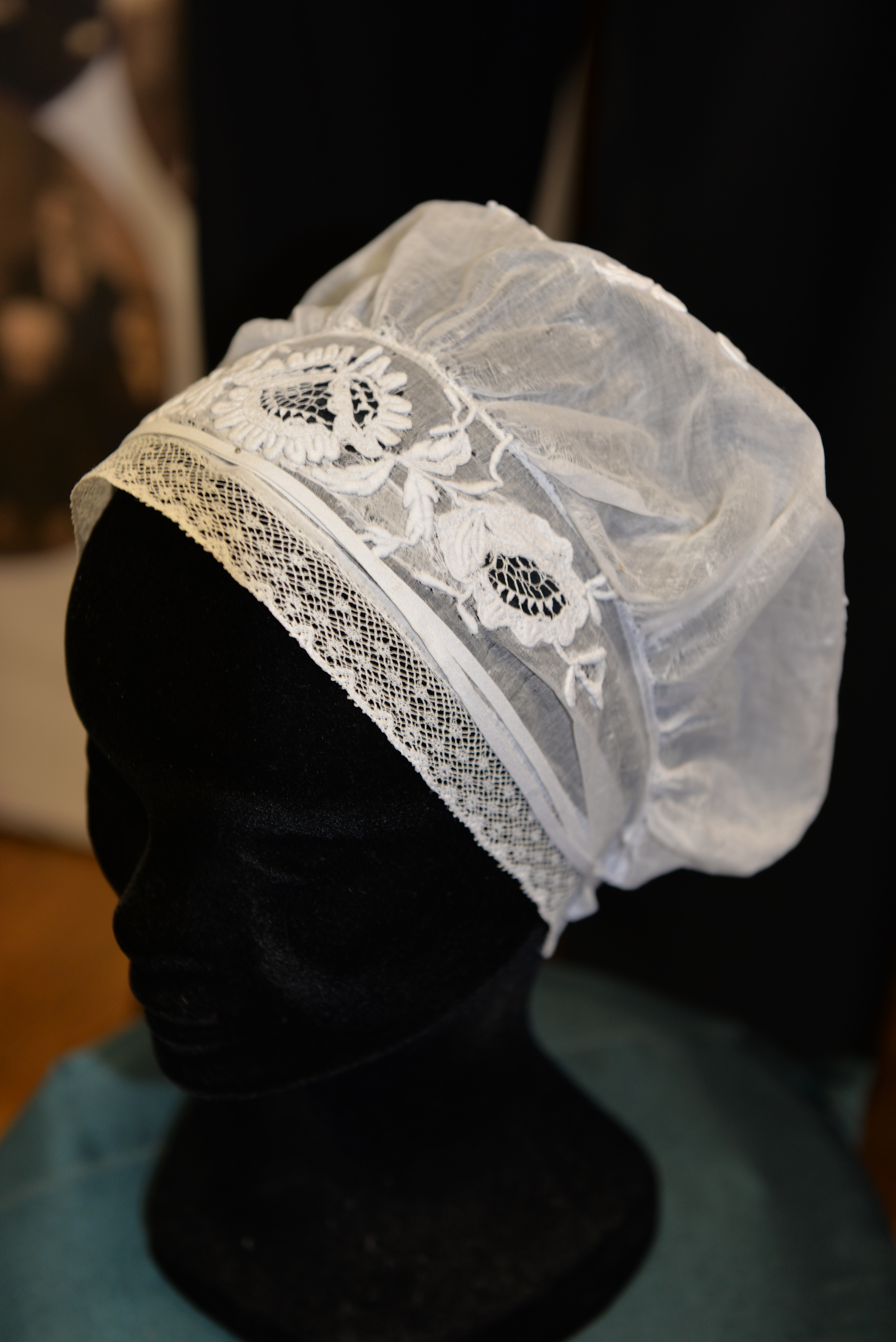
Coiffe penn-paket du Bas Léon.
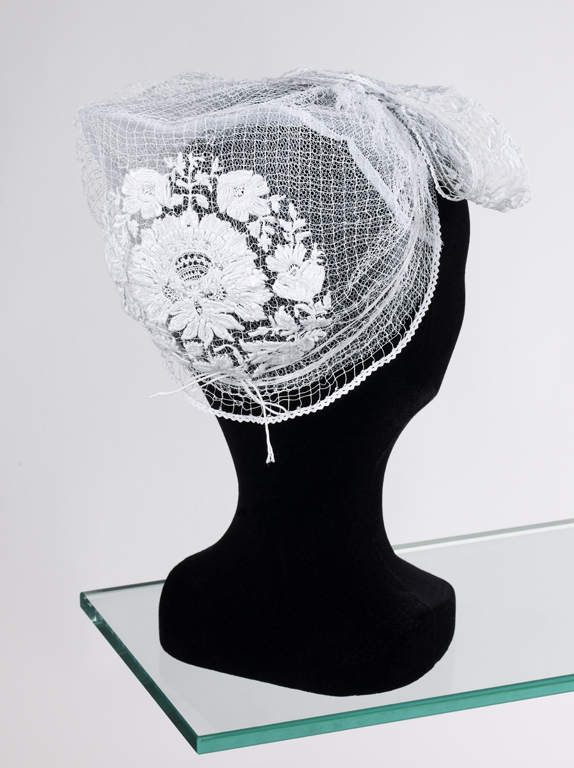
Riche tintaman portée par une mariée en 1921 à Saint-Thégonnec.
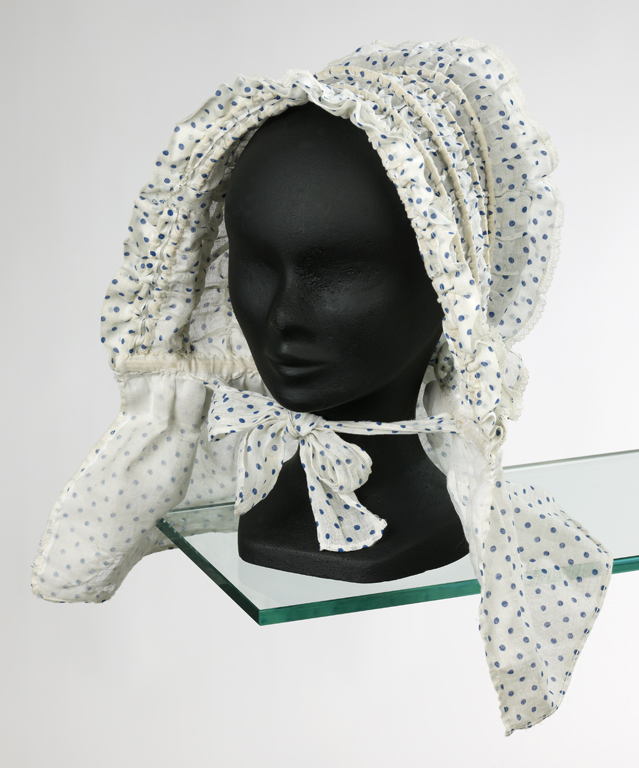
Chipillienn, version embourgeoisée de la touk heol, portée à Batz durant la Belle Époque.

La chikolodenn du Haut Léon, coiffe portée par les femmes du minihi mais aussi par celles de Plouescat et de Plouzévédé, était un bonnet de simple mousseline se déployant en deux larges barbes qui pouvaient soit pendre nonchalamment sur le devant des épaules comme en un deuil quotidien et permanent, soit être élégamment ramenées sur le bonnet lorsque, la promenade terminée, il fallait se livrer à quelques tâches. Le fond était garni de deux petites cornes serrées par une liette dite « rosaren ». Cette poche à chignon, toukenn en breton, s'est répandue sous ce nom en Trégor à partir de 1840, les barbes y prenant une forme pointue. La chikolodenn était aussi portée à Batz, où pour les travaux des champs ou de l'estran on se contentait d'un touk heol, « toque de soleil », gros bonnet de toile garni d'un large bandeau qui faisait visière au-dessus des yeux et qui descendait à droite et à gauche pour protéger les joues.
En pays pagan, les femmes portaient pour les cérémonies la cornette, sorte de hennin porté horizontalement, avec leur châle richement brodé et un tablier par-dessus une robe également brodés, l'un et l'autre alternant des couleurs le plus souvent rouges ou violettes et formant un ensemble appelé « habit de damas ».
En pays pouched, c'est-à-dire la presqu'île de Carantec (Henvic et ses trèves, Taulé, Carantec et Locquénolé), la coiffe, appelée chubilinenn ou jobelinenn, avait une forme de carapace de crabe.
En pays Chelgen, on portait et parfois porte encore la coiffe sparlenn, dite encore « numéro huit » en raison de son dessin en forme d'un huit sur le sommet de la tête.

### Tradition religieuse
La Bretagne a une tradition religieuse qui remonte au Néolithique mais le Léon a spécifiquement une très ancienne tradition mystique qui remonte à la création de l'évêché au VIe siècle par un élève du Collège Théodose (en), Paul Aurélien, et s'est développée à partir de la confiscation des biens du vicomte de Léon Guyomarch IV de Léon par Geoffroi Plantagenêt en 1179. En effet, dès lors, le Léon est devenu un territoire gouverné de fait par « l'évêque-comte », titre officialisé au XIIIe siècle par le duc Jean le Roux. Le pouvoir des évêques-comtes, nommés par le pape, s'autonomisait en se prévalant de la Curie romaine, instance judiciaire de dernier recours.
Cette abolition précoce du régime féodal, en libérant bien avant la Révolution, les paysans, au quotidien du moins, de la condition de sujets d'un seigneur, a instauré un régime où l'autorité locale, eu égard à l'aristocratie locale, est détenue en pratique par le recteur seul. La perméabilité, sinon la confusion, des classes était favorisée par la relative pauvreté de cette aristocratie, l'importance de la noblesse dormante issue de familles nombreuses, l'enrichissement des armateurs et le droit breton, qui permettait, pour encourager le commerce, de déroger dans certaines conditions sans perdre sa noblesse.
Dès avant la fondation à Paris en 1325 du Collège de Léon, le pays, surnommé parfois « la terre des prêtres » , a fourni les bataillons du clergé catholique pendant plusieurs siècles, et la puissance de ce clergé a fait parler de théocratie. Ce clergé était formé dans les institutions locales multipliées par la Contre-Réforme, et les disciples étaient envoyés évangéliser la Basse-Bretagne. Au fur et à mesure du développement de l'Empire colonial français, ces institutions ont alimenté dans des proportions impressionnantes les missions de l'Indochine et de l'Afrique en moines, prêtres ou évêques.
Pitre-Chevalier écrit en 1844 : « Les Léonards portent plutôt le deuil de la vie que de la mort. Chez eux, tout est profondément chrétien. Ils ne cessent de prier depuis le berceau jusqu'à la tombe, dans leurs joies comme dans leurs peines, dans leur maison comme dans celle de Dieu. Il faut que le prêtre bénisse pour eux le toit qui s'élève, la grange et l'aire neuve, le champ défriché, les trésors de la récolte et de la moisson ».

### Danses
En dépit du rigorisme ambiant, la danse n'était pas totalement proscrite. Malgré l'interdiction légendaire de saint Goulven et malgré l'anathème jeté par le Père Maunoir, on a conservé en Léon, ainsi qu'en Trégor, des danses qu'on n'a pas observées ailleurs en Bretagne.
Comme la dañs Treger, la dañs Leon est une forme archaïque des caroles où les hommes et les femmes se tiennent en rang, un sexe face à l'autre. Elle a conservé cette forme archaïque parce qu'elle avait l'avantage de préserver les règles de la décence. La « dans Leon » est surnommée « piler lann », c'est-à-dire pileur d'ajonc. L'image décrit bien la chose. La décence interdit en effet l'exubérance et commande des pas serrés, un port droit, la plus grande retenue dans le balancement des bras.
Danser le jabadao, danse étrangère venue de la montagne sauvage, en revanche exposait à l'excommunication.
Des danses de salons étaient pratiquées dans les manoirs du Léon et les riches hôtels de Landerneau, Roscoff et Morlaix, mais certainement pas à Saint-Pol même qui était peuplé de prêtres et de chanoines. La tradition populaire a ainsi hérité du passepied, qui remonte à la Renaissance, et de la dérobée, apprise par les officiers de la Grande Armée revenus à Brest. À défaut de pouvoir toucher sa cavalière, on peut lui présenter son petit doigt.

### Musique
La tradition musicale du Léonais est celle d'une musique sacrée. En même temps qu'une école à l'origine du Collège de Léon, l'évêché entretenait une psallette, inaugurée le 5 juillet 1455 dans la chapelle du Kreisker. Ce chœur d'enfants pratiquait une tradition qui remonterait à saint Hervé, natif du Léonais et fils de barde, comme semblent en témoigner un certain nombre de cantiques, tel l'hymne Baradoz dudius (« Paradis charmant »), plain-chant sur le thème christianisé de l'épitaphe d'Hadrien qui a été harmonisé pour l'offertoire au XVIIIe siècle mais pourrait être très antérieur.
Dans le Bas Léon, loin du siège épiscopal, le biniou était pratiqué, sans bombarde.
La musique folklorique propre au Léon n'a été mise à l'honneur que tardivement, dans les années soixante-dix, par le Quatuor du Léon et sa soliste, Eliane Pronost, qui a localement acquis une grande notoriété par son interprétation de Va zi bian (« Ma petite maison »).

### Fêtes

#### Fêtes folkloriques
Les fêtes restent celles du calendrier chrétien, dont la principale est Pâques et la plus populaire Noël, auxquelles s'ajoute aujourd'hui le 14 juillet républicain organisé par les municipalités.
Comme dans toute la Bretagne, les moments particuliers de la vie paysanne qu'étaient l'Assomption, fin des moissons organisées collectivement pour que le prêt du matériel entre fermiers se fasse de façon optimale, la Saint Michel, date d'échéance des contrats et de paiement des salaires, la fête des morts, correspondant de Samain qui était l'occasion de choisir en famille la première bûche de veillée et de dire des contes aux enfants, la fête du cochon, au cours de laquelle les voisins se réunissaient pour tuer le cochon et préparer les charcuteries qui permettaient de terminer l'hiver, ont disparu à partir des années cinquante et du début de l'industrialisation accélérée de l'agriculture. La fête de la Saint-Jean, qui donnait lieu à une procession au terme de laquelle étaient enflammer des tiges de l'« herbe d'or » utilisées comme cierges propitiatoires, n'est plus qu'un souvenir.
La bénédiction de la mer, qui permet aux bateaux de pêche et aux yachts de recevoir de l'eau bénite en présence des autorités, est encore pratiquée, en particulier au port de Pempoul, à Saint-Pol-de-Léon d'où partirent tant de missionnaires, par le recteur qui occupe aujourd'hui le poste en quelque sorte in partibus d'évêque de Léon ou un de ses confrères.

#### Eginane
Les villes du Léon, en particulier Saint-Pol, Lesneven, Landerneau qui avaient leurs hôpitaux, ont conservé jusqu'à la Révolution la tradition antique du cortège de l'Eginane, carnaval équivalent du hogmanay écossais et du Guillaneu gaulois. C'était une quête bruyante faite au bénéfice des œuvres de bienfaisance. Les quémandeurs, enfants et notables juchés sur des chariots garnis de mannequins, étaient encadrés par la police.
L'Eginane n'était plus au XIXe siècle qu'une tradition campagnarde pour réclamer des étrennes de maison en maison.

#### L'entrônement
Jusqu'à la Révolution, la fête la plus importante était l'intronisation au Minihy du nouveau comte évêque élu par la Curie et nommé par le Pape. D'une pompe à peine moindre qu'à Rome, le rituel, décrit en détail le 13 mai 1592, se déroulait par étapes de trois cortèges et trois serments suivis d'une amnistie.
- Après avoir été conduit depuis le cimetière Saint-Pierre, au sud-est de la ville, sur un peu plus de sept cents mètres par cinq grands vassaux, le prélat, parvenu devant la cathédrale, laissait sa mule au premier d'entre eux en remerciement de l'avoir conduit chapeau bas et à pieds puis de lui avoir tenu l'étrier droit. Le même vassal s'emparait des bottes, de la coiffe et du manteau du prélat après l'en avoir dévêtu dans le narthex.
- Ressortant revêtu d'ornements pontificaux, pallium et tiare, celui-ci prêtait, devant la foule assemblée face au porche, serment de défendre les droits, libertés et franchises de l'Église de Léon et confirmait les franchises et libertés seigneuriales.
- Retourné à la chapelle Saint-Pierre, il était porté par les hommes du seigneur de Commana, qui en avait le privilège, sur une sedia gestatoria que précédaient les hymnes et les cantiques des chanoines du chapitre et des clercs en chapes et surplis jusqu'à la porte de la ville, rue Verderel.
- À son arrivée, la porte de la ville, jusqu'alors ouverte, était refermée. À la prière d'un magistrat, le prélat, accueilli par la foule, jurait devant notaires de maintenir les libertés et franchises bourgeoises.
- La porte lui était alors ouverte et le cortège de la sedia, passant devant le Kreisker, retournait au portail occidental de la cathédrale.
- Sur le parvis, un archidiacre adressait un compliment au nouvel évêque puis, à sa prière, recevait de celui-ci le serment de ne pas aliéner les immeubles du diocèse, de s'efforcer de récupérer ceux qui, par erreur, l'avaient été, de maintenir et défendre les libertés, franchises et immunités du chapitre. Cela incluait en particulier de recevoir dans ce chapitre le seigneur de Léon et de Rohan, lequel se trouvait, par ce canonicat laïc, au cœur de l'instance de décision gouvernant celles des paroisses du Léon qu'il ne possédait pas en propre.

La descente de la sedia se faisait, toujours accompagnée par les chorales, devant le chœur, où l'évêque, après un passage à la sacristie et un baiser de paix partagé avec les chanoines, célébrait sa première grand messe. Rentrant sans cérémonie dans son palais, l'évêque, sur le seuil, prononçait la grâce d'un certain nombre de prisonniers.

#### Pardons
Depuis 1423, le pardon de Notre Dame du Folgoët rassemble le premier dimanche de septembre la foule venue de toute la Bretagne. C'est un des quatre plus grands pardons de Bretagne, avec ceux de Sainte Anne de la Palud, Sainte-Anne-d'Auray et Saint-Servais, qui attiraient jusqu'à plus de quinze mil participants.
Celui de Notre Dame du Relec, plus ancienne abbaye du Léonais, attire toujours la foule en Plounéour-Ménez chaque 15 août.
Moins importants sont les autres pardons qui sont organisés dans chaque paroisse, tels celui de saint Cadou à Sizun, le dernier dimanche de septembre, et celui de Notre Dame de La Salette, à Morlaix, ou, parce qu'il se déroule sur Ouessant, celui de Notre Dame du Bon Voyage. La troménie de saint Conogan, à Beuzit, ne se pratique plus depuis 1790. Celle de Saint-Thudon, qui se déroulait à Guipavas et au Gouesnou chaque jour de l'Ascension, l'a été jusqu'à la Grande Guerre.

### Sports

#### Régates
Les fêtes maritimes internationales de Brest sont un rassemblement de bateaux originaires du monde entier, qui a lieu mi-juillet tous les quatre ans, depuis 1992. Le port de Brest accueille également de nombreux voiliers pratiquant la course au large, dont notamment l'Arkéa Ultim Challenge depuis 2024.

#### Cyclisme
Le Tro Bro Leon est une course cycliste organisée autour du Léon tous les ans au mois de mai, depuis 1984. Sa particularité est de comporter plusieurs chemins de terre et secteurs empierrés (ribinoù en breton), ce qui lui vaut les surnoms de « Paris-Roubaix breton » ou de « l'Enfer de l'Ouest ».

### Jeux
- Quilles du Léon[141] : se joue à neuf quilles en trois tirs sur un boulodrome incurvé et bordé d'un talus servant à donner de l'effet.
- Boules à cinq plombs : jeu de boules non euclidien.
- Quillettes : jeu de quilles sur table.

### Légendes
Certains considèrent que le Léon correspondant au Loenois, patrie de Tristan et du légendaire comte Gwithur (ou Withur, Wizur). Ses comtes, comme le rapporte le lai de Guigemar, descendaient d'une fée.
Les légendes tournent principalement autour de Paul Aurélien (ou Pol Aurélien selon l'orthographe de l'ancien français), l'histoire de sa cloche Hirglaz ramenée de la mer par un poisson, celle du monstre écailleux qui terrorisait la région, celle du héros Nuz dont on visite, au Sud Ouest du territoire de Cléder entre Plouescat et Saint-Vougay, le château en ruine à Kergounadeac'h, littéralement la « villa de l'homme sans peur ».
D'autres légendes tournent autour des naufrageurs du pays Pagan ou de la vierge, ou sorcière, on ne sait trop, Gwarc'h, qui a donné son nom à l'aber-Wrac'h, à l'île de la Vierge et son phare, ou encore d'Azenor, la vertueuse fille de comte Élorn, très honorée sous la figure d'une sirène (en) chez les voisins de Zennor (en), ou le chevalier rançonneur Morvan, qui a laissé son nom à La Roche Maurice, et bien sûr l'Ankou et les « Anaons ».
Le plus ancien écrit relatif à la légende du roi Arthur qui soit resté est de la plume d'un brestois, Guillème, auteur en 1019 de l'hagiographie de saint Goueznou. Le chapelain y rapporte la légende du peuplement de la Bretagne par des habitants de Cornouailles, tel saint Goueznou, chassés par les Saxons après que le roi Arthur a été trahi.

### Langue bretonne

Dans le continuum des dialectes du breton parlé, le léonard cumule des formes conservatrices qui lui rattachent le trégorrois occidental du Poucastel ainsi que le cornouaillais occidental du Porzay et du Cap, ici délimités par la ligne pointillée jaune.

#### Particularités
Le léonard est une variante de la langue bretonne (le L de KLT), plus proche par bien des aspects du cornique que du vannetais. L'intercompréhension, entre marins, était possible, du moins pour des phrases simples, avec les locuteurs de celui-là, alors qu'elle ne l'est pas avec ceux de celui-ci, sauf à passer par l'écrit et une orthographe adaptée.
Il se distingue facilement du breton du reste de la péninsule par la prononciation des syllabes finales des mots (ez prononcé « é » en Cornouaille, Trégor et vannetais et « èze » en Léon), qui n'ont plus qu'une orthographe étymologique ailleurs. L'accent, différent de celui du breton aujourd'hui enseigné et diffusé, est, dans ses caractéristiques principales, celui du gallois, que l'on retrouve aussi dans l'irlandais.
Le léonard, plus encore que le trégorrois, ferme extrêmement les « e » et les « o », parfois au point de faire entendre un « i » ou un « ou » comme en gallois (par exemple le poing se dit en cornouaillais « dorn », en léonard « dourn », en gallois « dwrn »). Ainsi, on trouve des noms de villages en « plou » en Léon et Trégor, en « plo » en Bretagne méridionale.
De même, le léonard substitue habituellement à la diphtongue « ae » un « ea » (par exemple « meaz » pour « maez », « champ », issu de « magos ») et allonge par conséquent les e ouverts, non notés en tant que tels dans l'orthographe KLT, en « ea » (v.g. « kreac'h » pour « krec'h »).
Enfin, on entend dans certains villages un i devant la diphtongue oa, soit ioa. Les variations locales étaient autrefois importantes.

#### Archaïsme
L'archaïsme du léonard s'observe en particulier dans le maintien du perfectif, par exemple « E Brest edon o chom » (« j'étais à traîner dans Brest » en léonard) pour « E Brest oan o chom » (« j'étais là à rester à Brest » en KLT, « j'étais retenu à Brest » en léonard).
C'est le dialecte le moins contaminé par les francismes, pour des raisons géographiques tout simplement. Selon le parti pris du linguiste, celui-ci qualifie le léonard de dialecte de référence, « plus pur », ou bien de dialecte conservateur. Cette querelle, sur fond politique voire religieux, s'est traduite par l'abandon d'une orthographe puriste léonarde prônée entre les deux guerres par le Bleun Brug pour une orthographe syncrétique élaborée en 1941 à la faveur du Régime de Vichy, orthographe dite KLTG qui est actuellement la plus diffusée, malgré un effort de l'université de retourner à une orthographe plus proche du breton standard dit KLT et donc du léonard.

### Cuisine

#### De la tradition paysanne à la gastronomie
Comme l'Irlande, l'Écosse, le Pays de Galles et les Cornouailles, c'est à une tradition pastorale qui ne connaît pas la fermentation que le Léon appartient. Le pain, le vin et le fromage, issu d'une tradition de cultivateurs, y sont des habitudes récentes. Issues d'une civilisation méditerranéenne et urbaine, ces habitudes ont tardivement pénétré le monde paysan qu'est resté le Léon jusqu'en 1952 et l'arrivée du tracteur. Si le pain a été adopté dès la fin de la guerre de Cent Ans et le développement des moulins, au XIXe siècle le vin, ni même le cidre, n'étaient pas encore entrés dans les foyers et n'étaient consommés qu'au café. Aussi la tradition culinaire est elle relativement pauvre et c'est à des recherches de chefs modernes que le Léon doit d'offrir aujourd'hui plusieurs tables étoilées.
Cette gastronomie moderne exploite les fruits de mer, nourriture autrefois méprisée, et les productions locales, tel l'oignon rosé, l'échalote Jersey, rapportée de Croisade au XIIe siècle, les artichauts et autres primeurs de la Ceinture dorée, introduits dans les années 1690 par les botanistes des Capucins, les variétés locales de topinambours et de pommes de terre activement promues à partir de 1774 pour lutter contre la disette par l'« évêque aux patates ».

#### Spécialités
Comme dans le reste de la Bretagne, les céréales se consommaient sous forme de bouillie et les laitages sous forme de beurre, de lait cru et de lait ribot. Les plats traditionnels ressemblent à ceux de la cuisine rustique qu'on trouve en Europe, la pomme de terre y ayant, là comme ailleurs, pris, dès son acclimatation, une place centrale dans l'alimentation.

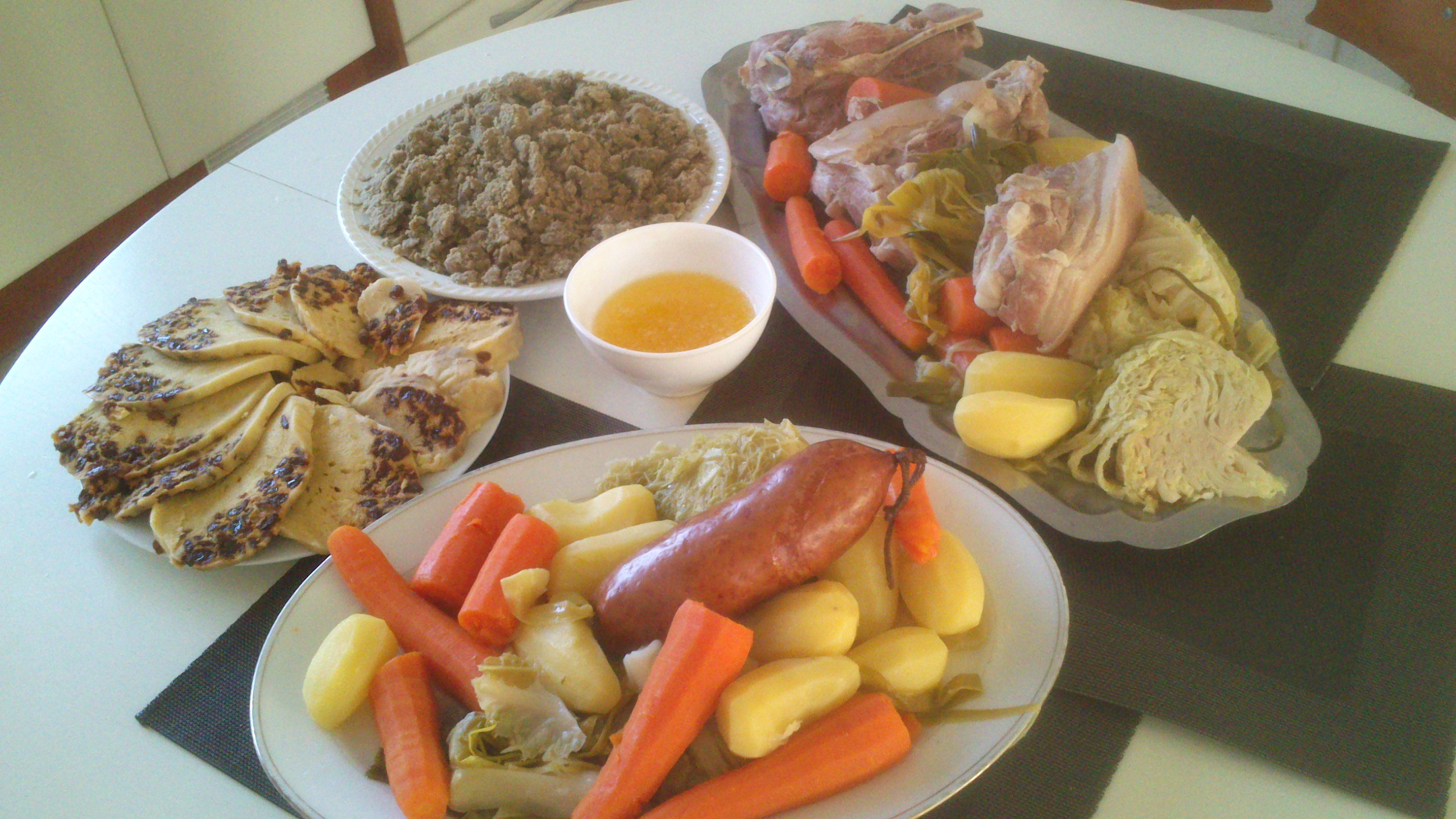
Dressage du kig a farz, spécialité léonaise, avec le bruzunnoc, far émietté, ici au gwiniz du c'est-à-dire à la mode du Bas Léon, et, au milieu, le lipic, sauce au beurre et à l'échalote.

- La soupe était enrichie de beurre.
- Le yod kearc'h a longtemps été le plat de subsistance, par exemple durant les périodes de guerre[149].
- Le kig ha farz est une sorte de pot au feu dans lequel la farine ensachée s'imbibe du bouillon de viande. C'était le plat des grands jours, comme le jour de la « mécanique »[149], qui réunissait les voisins.
- Le farz pot utilise le même principe pour la cuisine quotidienne[147]. Le sachet du kig a farz sert à cuire dans le bouillon une purée de pomme de terre agrémentée d'oignons[148], ou bien de la farine de froment ou de blé noir. Au terme de la cuisson, le pain obtenu est servi découpé en tranche[147].
- Le far est un gâteau non levé, aux raisins secs ou aux pruneaux. Autrefois, il n'était pas cuit au four mais dans un bouillon de viande ou de lard avec le même sachet que celui qui sert au Kig ha farz.
- Les crêpes sont une autre pâte non levée, dont Landerneau s'est fait une spécialité. Terre à blé avant de devenir une terre maraîchère, le Léonais désigne sous le même nom de krampouezh les crêpes sucrées et celles de blé noir, et considérées autrefois comme un plat de pauvres. Ces krampouezh répondent aux exigences du carême et étaient à l'origine un plat de pénitence[150].

#### Repas standard avant la Seconde Guerre mondiale
Jusqu'avant la Seconde Guerre mondiale dans les milieux paysans, c'est-à-dire la presque totalité de la population, chacun des trois repas de la journée ne duraient jamais plus d'un quart d'heure.
Matin
- Un œuf gobé
- Bolée de lait
- Soupe au lard
- Pain

Midi
- Fondue, dans le lard, de pommes de terre écrasées individuellement à la cuillère
- Bolée de lait ribot
- Tartine de lard fondu

Soir
- Bouillie d'avoine

Cette base était améliorée selon la saison des fruits de la cueillette au verger, sur les haies ou au bois et de la pêche. Le dimanche était en général un jour de viande.

### Architecture

#### Grottes
- Roc'h Toul

#### Mégalithes
Côte d'Iroise
- Kermorvan
- Alignements de Saint Denec et de Traonigou, cromlechs de Pors an Toullou et Ar Erret, dolmens de Beg-ar-Vir et de Mezou Poulyot, dolmen et menhir de Kerivoret, grand menhir de l'île Melon, menhirs de Calès, de Kérhouézel, de Saint-Ourzal et de Mesdoun en Porspoder.
- Menhir de Saint Gonveld, dolmen et menhir d'Argenton en Landunvez
- Carn
- Allée couverte de Pont ar Bleiz (Pont au Loup) en Lampaul-Ploudalmézeau
- Guennoc
- Venan
- Dolmen de Lilia en Plouguerneau
- Quatre tumuli en ruine de Plouguerneau

L'intérieur du pays d'Ac'h
- Menhir de Kerloas en Plouarzel
- Menhir de Kergadiou et tumulus de Rubrat Huella en Plourin
- Tumulus de Kérébars en Guilers
- Tumuli de Neven et de Lanvenec en Lanrivoaré
- Tumulus de Landrezeoc en Guipronvel
- Menhirs de Lannoulouarn et de Kervignen-Bras en Plouguin

Côte de la Manche
- Menhir sud de Pontusval et dolmens de Roc'h an Daul et de Dievet en Plounéour-Trez
- Dolmens du Cosquer et de Tréguelc'hier en Goulven
- Menhirs de Cam Louis, de Couinandré, et d'Irvit, dolmen de Creach ar Vren et allée couverte de Guinirvit en Plouescat

Monts d'Arrée
- Mougau bihan

#### Pennti
Les maisons familiales, « pennti », montrent une grande uniformité dans le type dit finistérien, lequel se caractérise par une construction en pierres de granit, voire en kersantite, montées entre deux pignons portant les cheminées. Conçu pour caler le chaume, aujourd'hui remplacé par l'ardoise, ce type de construction empêchait la corniche de façade de faire retour sur les pignons et assurait ainsi solidité au vent. L'étanchéité était assurée par une crossette, sur laquelle butait la corniche de façade et s'appuyait le rampant du pignon.
Le plan était simple, une pièce et une entrée débarras, ou double, deux pièces séparées par une entrée dans laquelle un escalier permettait de monter au grenier. La richesse du propriétaire se voyait à l'appareillage, régulier ou pas.
À l'opposé des habitudes de la Cornouaille, les maisons léonaises ne montrent pas de décorations de façades, linteaux gravés, rinceaux, accolades, moulures.

#### Manoirs
Témoignage de la prospérité qui a duré jusqu'au règne ruineux de Louis XIV, la campagne léonaise comme les ports, tel Roscoff, sont riches de manoirs comparables aux malouinières. Souvent qualifiés de châteaux bien qu'il ne s'agisse pas de dispositifs militaires mais d'habitations, plus ou moins fortifiées, ils ont été érigés pour la plupart à partir du XVIe siècle par des chanoines diligents qui s'étaient enrichis au service du chapitre cathédral, tel l'abbé Richard, des grands serviteurs de l'état, tels les Kergoët, des « annobliz », tel Louis Barbier, ou des armateurs, corsaires patentés qui, à l'instar de Jean Coatanlem, se faisaient à l'occasion « smogleurs ».
Sur la côte ouest, dans la région de Porspoder, de riches armateurs, les maîtres de barques, ont laissé de belles maisons des XVIIe et XVIIIe siècles.

#### Châteaux
Ach
- Château de Brest
- Château de Lesquelen
- Tremazan
- Kergroades
- Kervéatoux
- Meslean

Kemenetilli
- Trouzilit
- Kerouartz
- Kerbabu
- Trebodennic

Daoudour
- Château de la Roche-Maurice
- Château de Joyeuse Garde
- Château du Quélennec
- Château de Penhoat
- Château de Lannuguy

Haut Léon
- Tronjoly
- Kergournadeac'h
- Kermenguy
- Kérouzéré
- Château de Maillé
- Kerjean
- Keruzoret
- Troerin
- Kernevez
- Château de Lesquiffiou

#### Architecture religieuse
L'architecture civile léonaise se confond en grande partie avec son architecture religieuse. Celle ci se manifeste principalement par ses églises, issues de la tradition normande, et ses clochers à jour, inspirés par le style perpendiculaire que la duchesse Marie a choisi pour en ériger le modèle qu'est le Kreisker. À partir de la Renaissance, les clochers léonais développent un style propre, dit léonard, qui les distingue nettement des clochers cornouaillais. Ils sont caractérisés par une double galerie comme celle qui se voit sur le clocher de Beuzit.
L'architecture gothique qui règne en maître dans le pays de Léon jusqu'en 1550, est marquée par l'influence de l'atelier de sculpture à Notre-Dame du Folgoët et par la flèche du Kreisker qui sert de prototype à de nombreux clochers-à-jour bretons. L'architecture classique est essentiellement issue de deux grands ateliers léonards, l'un installé dans le bassin de l'Élorn et l'autre à Kerjean (du nom du château qu'il a construit).

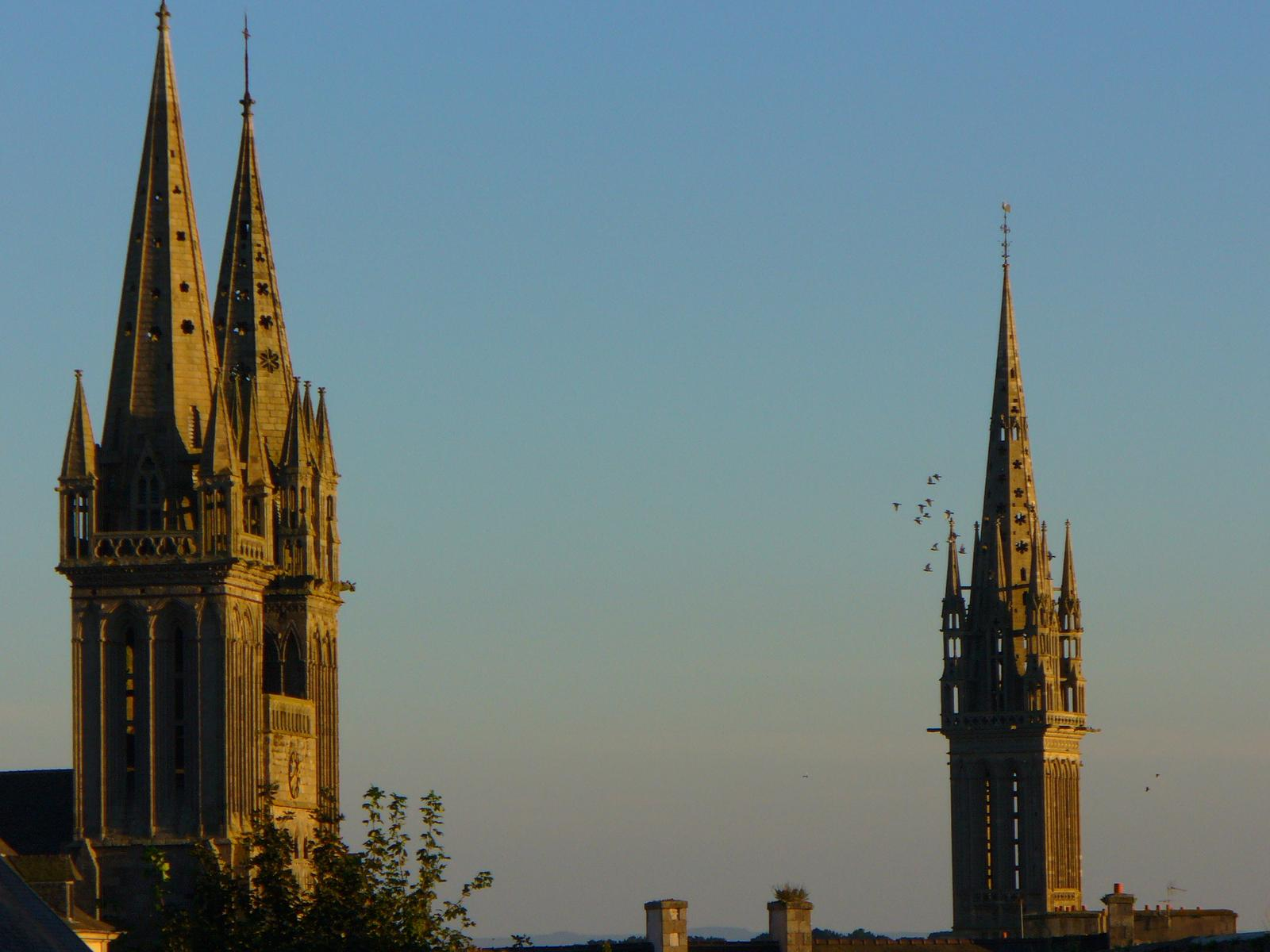
Les tours de la cathédrale Saint-Paul, dressée sur le supposé tombeau du légendaire Conan Mériadec, et le clocher de la collégiale du Kreisker.
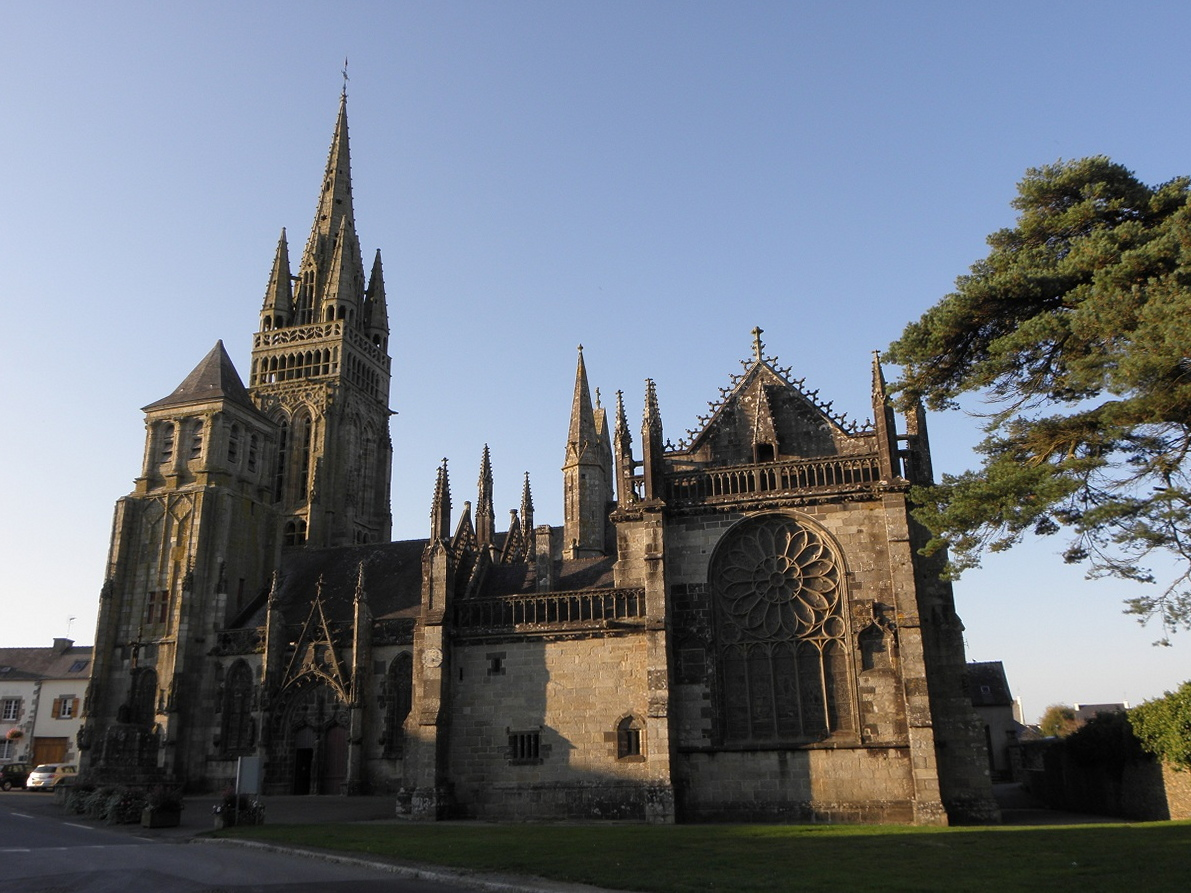
Basilique Notre-Dame du Folgoët, centre du principal pardon léonais depuis 1423.
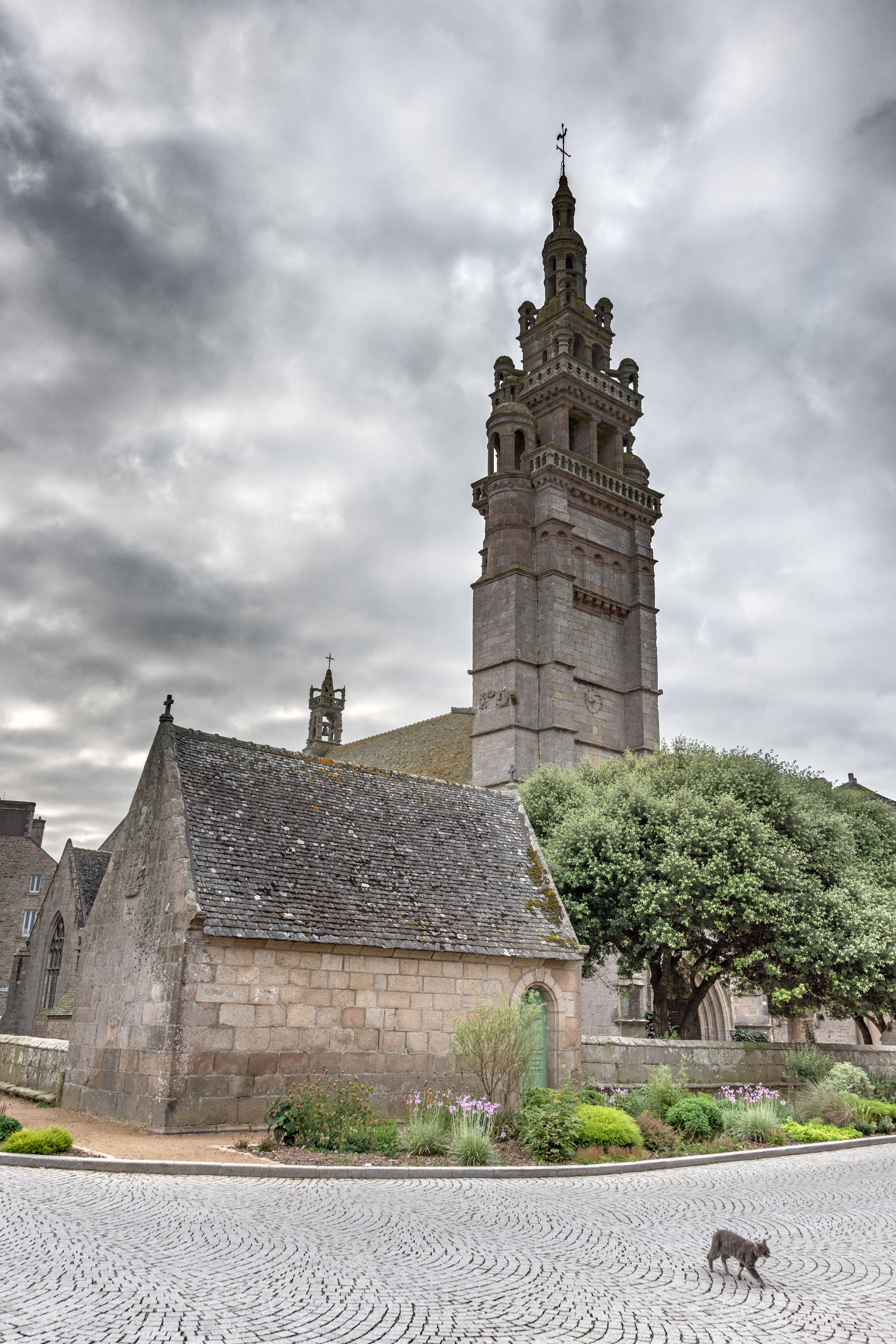
Notre Dame de Croaz Vaz, fierté de ces Messieurs de Roscoff.

Le Léon n'a conservé les traces que de deux grandes abbayes, l'abbaye du Gerber, fondée par Paul Aurélien, et l'abbaye de Fineterre, qui a été au Moyen Âge un port commercial international de premier plan. L'abbaye de Daoulas, destinée à sa fondation, en 1173, à être la nécropole des comtes de Léon, n'est plus depuis 1208 dans les frontières du Léon.

Principaux enclos paroissiaux
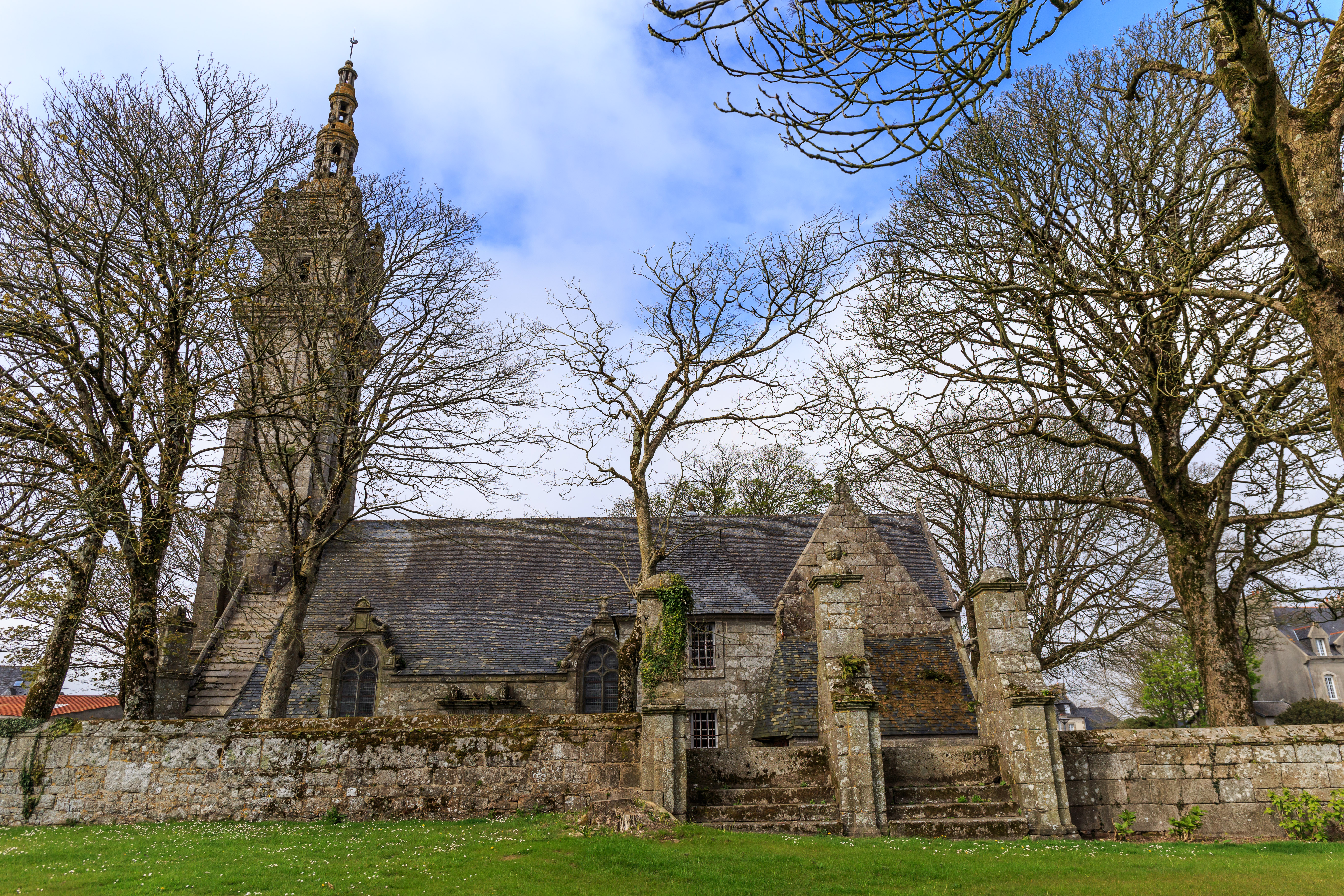
L'enclos de Berven en Plouzévédé et le clocher renaissant de la chapelle Notre Dame, prototype du style léonard.
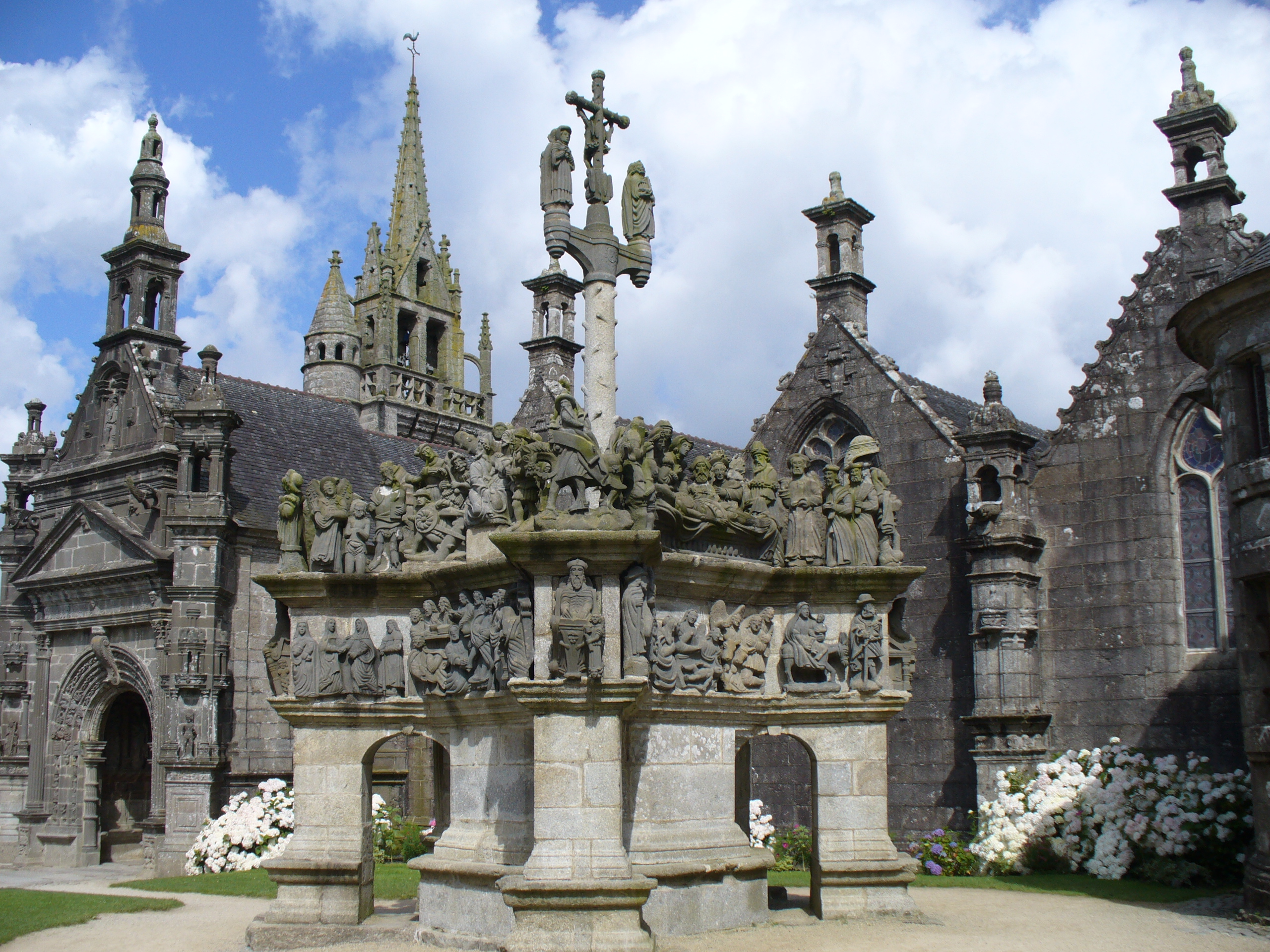
Le calvaire de l'enclos paroissial de Guimiliau.
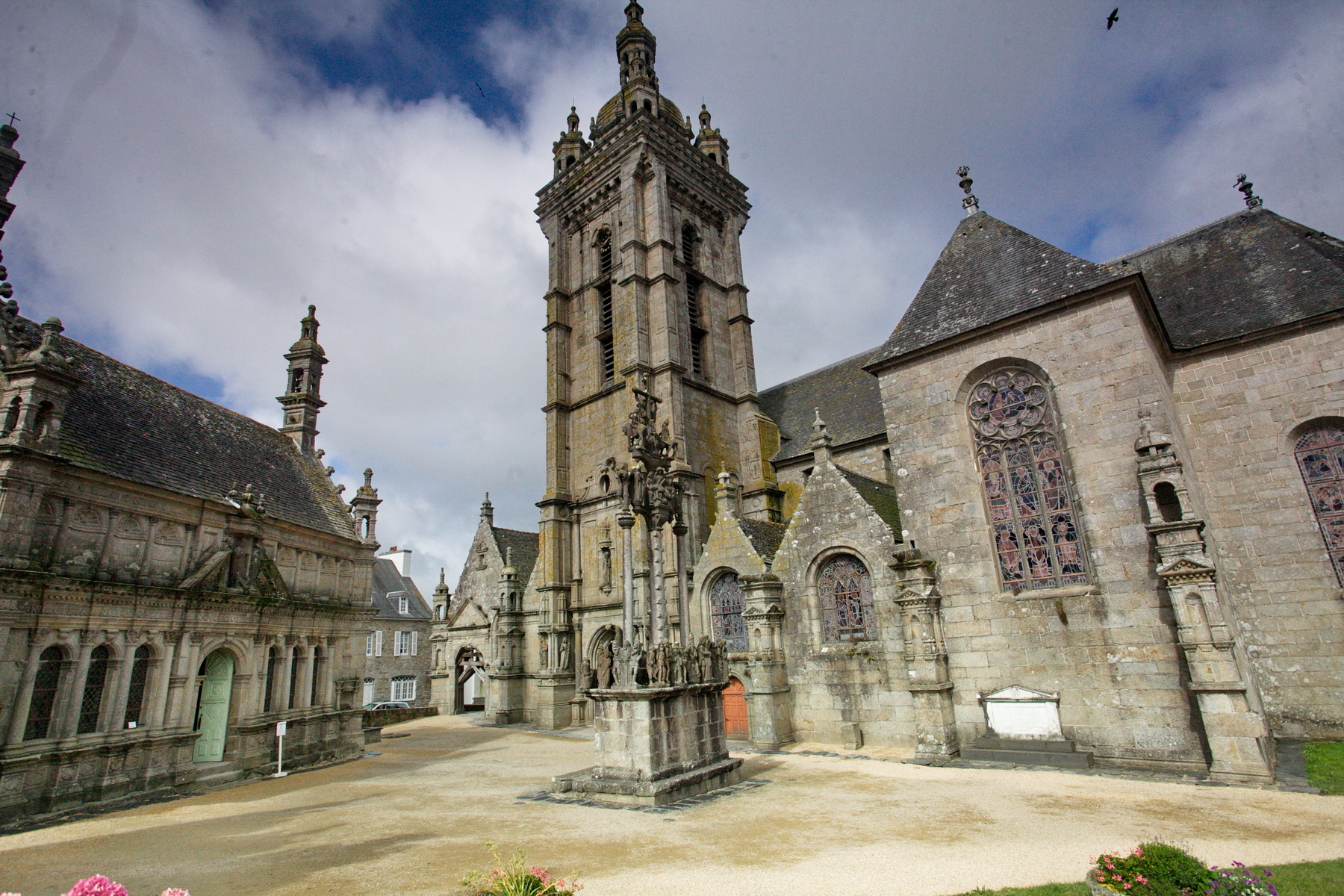
L'enclos paroissial de Saint-Thégonnec, concurrent du précédent, avec à gauche son ossuaire.
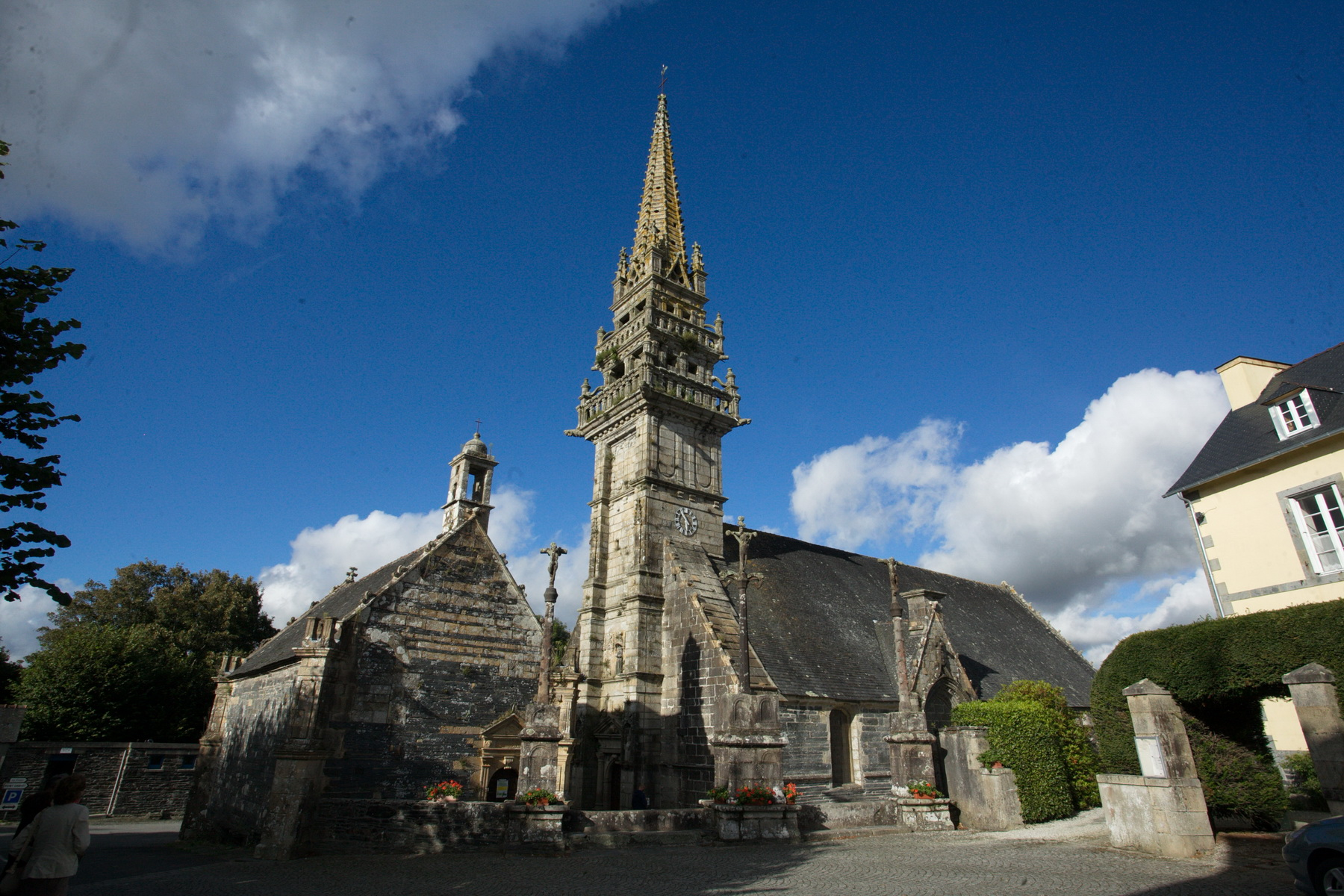
L'enclos de La Roche-Maurice et la chapelle Saint Yves des seigneurs de Léon.
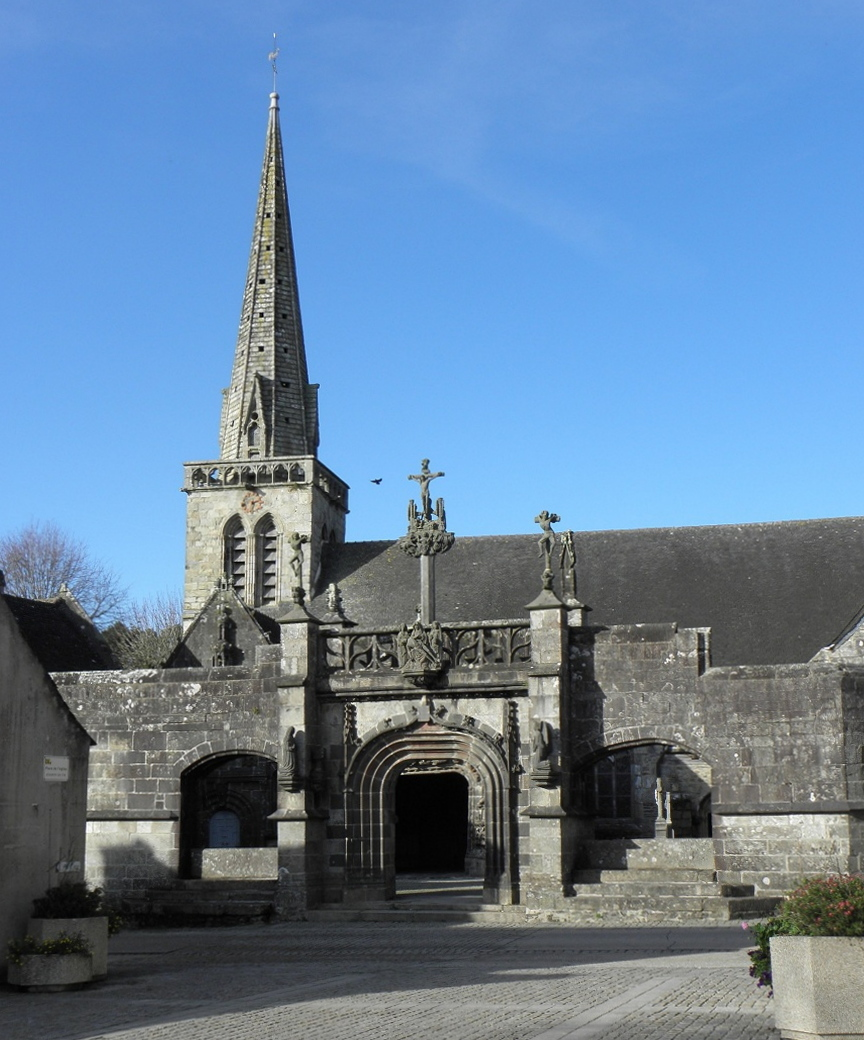
L'arc de triomphe de l'enclos de La Martyre commémore l'assassinat du Roi Salomon commis le 25 juin 874.
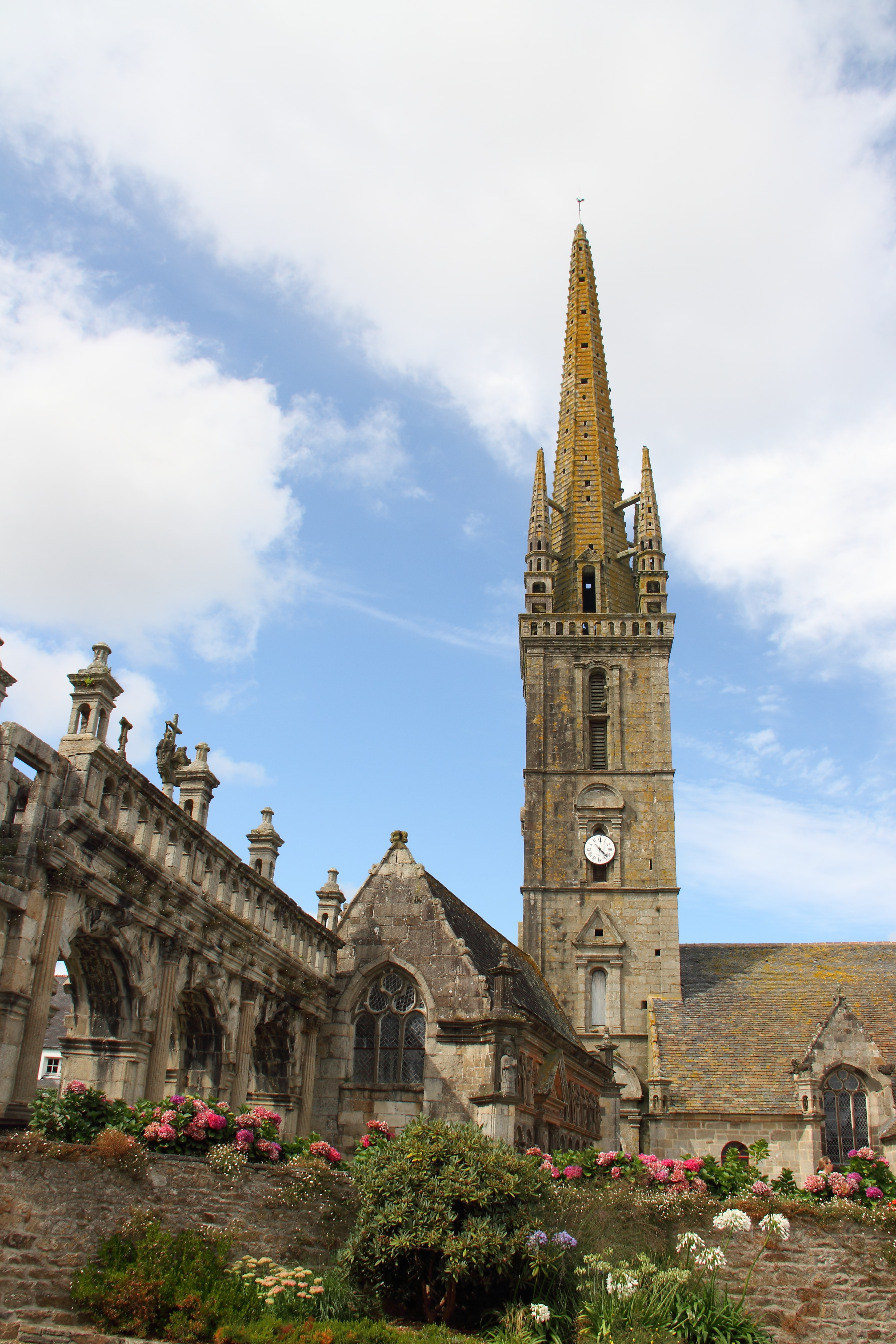
L'arc de triomphe et l'ossuaire de l'enclos de Sizun devant le clocher perpendiculaire de l'église Saint Sulio.

Comme dans le reste de la Bretagne, le Léon a conservé quelques ossuaires monumentaux, celui de Saint Yves de Plouarzel et celui de Notre Dame de Croaz Vaz à Roscoff. Les rares cimetières marins, tel celui de Penzé, ne sont pas mis en valeur à la différence de celui de Landévennec en Cornouaille. Ils sont parfois même menacés de destruction, tel le cimetière du Vil à Roscoff.

## Le Léon de nos jours

### Productions locales

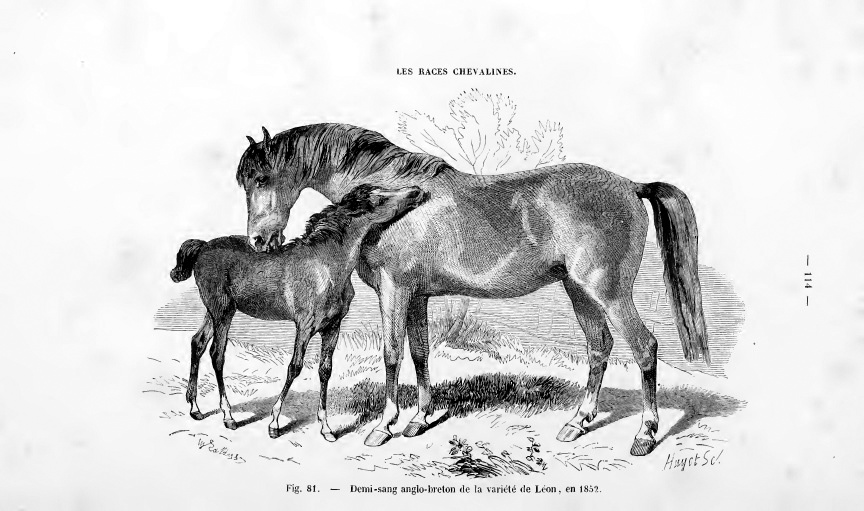
Anglo-breton, race chevaline léonaise.

Le Léon est surtout connu pour son activité agricole. La région entourant Saint-Pol-de-Léon, appelée la Ceinture Dorée, est une zone de terres sablonneuses, une sorte de lœss glaciaire pouvant atteindre jusqu'à huit mètres de profondeur, à la productivité agricole record, équivalente ou supérieure à celles qu'on trouve aux Pays-Bas. Il s'y trouve une bonne partie de la production maraîchère française connue principalement par les artichauts (no 1 en France), les choux-fleurs, les tomates ou les oignons roses AOC Roscoff et échalotes Jersey de Saint-Pol. Les techniques traditionnelles d'amendement par le goémon, et plus tard les techniques de maraîchage modernes où le tracteur remplace le cheval y ont été inventées. C'est également là que les coopératives avec vente au cadran ont été initiées sous l'impulsion du syndicaliste Alexis Gourvennec. La fortune agricole du Léon tient tant au soin de la terre qu'au dynamisme commercial, en particulier à l'export.

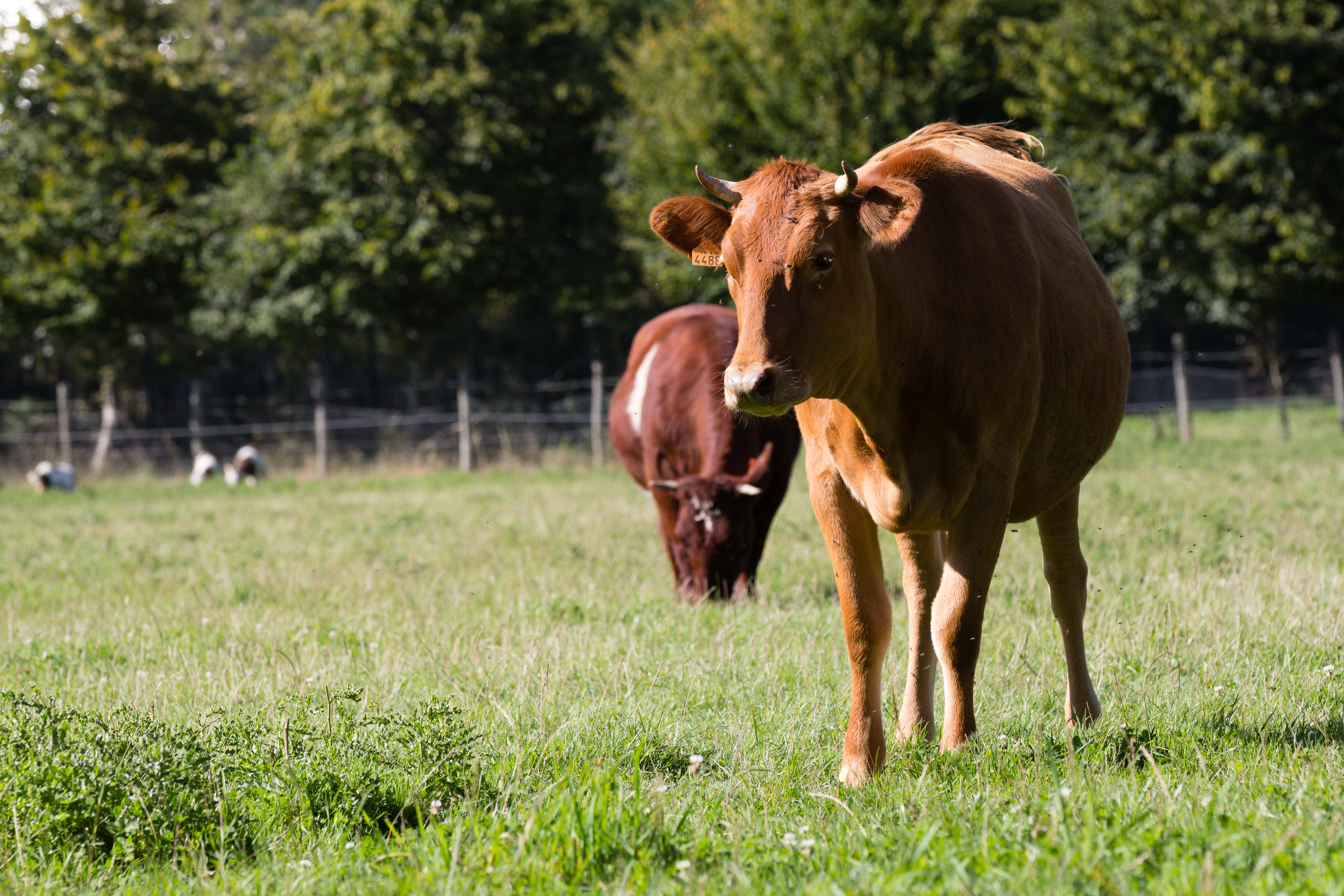
Froment du Léon, race bovine en péril (au second plan, une armoricaine).

La pêche, l'aquaculture et l'industrie agro-alimentaire, liée à celles-ci aussi bien qu'à la production agricole, sont aussi bien développées. Au milieu de l'aber-Wrac'h et de l'Aber Benoît sont élevées des huîtres. La baie de Morlaix sert de naissain aux belons. On trouve aussi des viviers à Roscoff. Les principaux ports de pêche sont Le Conquet (Konk Leon), Portsall et Moguériec, port spécialisé dans la pêche au homard, rentable à l'extrême. Lanildut est le premier port goémonier d'Europe.

### Tourisme
Le Léon est une région touristique structurée en quatre pôles. Le circuit des enclos paroissiaux présente des chefs-d’œuvre sculpturaux du XVIe siècle. À Brest, Océanopolis, les fêtes de vieux gréements ou de courses transatlantiques sont les principales attractions touristiques. La région des abers est un espace de randonnée. Le port de Roscoff et les communes alentour accueillent les yachtmen, pas seulement britanniques, lassés de Saint-Malo mais également, depuis que la thalassothérapie y a été inventée, les familles de grands malades aussi bien que celles des citadins avides de l'air le plus revigorant d'Europe. En effet, le vent s'y lave dans des eaux qui bénéficient de la plus grande richesse en algues de la côte atlantique.

### Infrastructures
Le Léon est traversé d'est en ouest par la route express qui tient lieu d'autoroute. Le TGV s'arrête à Morlaix, à Landerneau et à Brest.
L'aéroport de Brest-Bretagne, est un aéroport international, pouvant recevoir les plus gros porteurs. Il est entre autres desservi par Brit Air, filiale bretonne d'Air France dont le siège et le centre de formation et de maintenance se trouvent à Morlaix. L'aéroport de Landivisiau est une base militaire de la Royale.
Le port de Brest reste un centre de trafic marchand important, et, bien sûr, le cœur de la Royale. Roscoff et Morlaix se sont dotés d'un port en eau profonde, le port de Bloscon, qui permet aux Brittany Ferries, fondés par Alexis Gourvennec, d'offrir aux passagers et leurs voitures les dessertes régulières de Cork et Plymouth.
Trois marées noires majeures, celles des navires Torrey Canyon, Olympic Bravery et Amoco Cadiz, ainsi que les dégazages ont amené la préfecture maritime à mettre en place le rail d'Ouessant. Celui-ci est piloté par le Cross Corsen à partir de Brest.

### Recherche
La Station biologique de Roscoff est le premier pôle européen de recherches et d'enseignement en biologie marine. Brest abrite un centre de recherche océanographique majeur, le CNEXO devenu Ifremer, et Océanopolis, qui participe à des programmes internationaux d'études en zoologie marine.
À Brest également sont le Centre hospitalier universitaire de Brest, dont la tête est l'Hôpital Morvan, et l'Université de Bretagne occidentale.

### Presse et édition
- Le Télégramme.
- Skol Vreizh.

#### Histoire générale de Bretagne
- A. de La Borderie, Histoire de Bretagne, 1905.
- Henri Waquet & R. de Saint Jouan, Histoire de la Bretagne, PUF, "Que sais je" no 147, 1975.
- L. Fleuriot, Les Origines de la Bretagne, 1980.
- P. Galliou, L'Armorique romaine, Brasparts, les Bibliophiles de Bretagne, 1983 (BNF 34718364).
- Patrick Galliou, La Bretagne romaine : de l'Armorique à la Bretagne, Paris, J.-P. Gisserot, coll. « Les universels Gisserot » (no 4), 1991 (BNF 35483463).
- Georges Minois, Nouvelle histoire de la Bretagne, Fayard, 1992 (BNF 35542598).
- Joël Cornette, Histoire de la Bretagne et des bretons, Seuil, coll. « L'univers historique », 2005 (BNF 40064938).
- Yann Brekilien, La vie quotidienne des paysans bretons au XIXe siècle, Hachette, 1972.

#### Histoire du Léon
- P. Peyron, Actes du Saint-Siège concernant les évêchés de Quimper et de Léon des XIIIe, XIVe et XVe siècles, A. de Kerangal, Quimper, 1915, 266 p.
- N. Hamon, Le Minihy de Léon, Chronique géographique des Pays celtes, p. 5-20, 1942.
- J. Roincé, Au Pays de Léon, son histoire, ses légendes, ses pardons., H. Riou-Reuzé, Rennes, 1946.
- Chanoine Louis Kerbiriou, La Cité de Léon : notice historique, Quimper, Imprimerie Cornouaillaise, 1947 (BNF 34200527).
- F. Moal, Cléder et le Léon, des origines à 1789, Coop Breizh, Spézet, 1987, 158 p.
- M. Tanguy, Quand les champs avaient un nom : le Léon rural (1920-1950), Spézet, 1991, 170 p.
- Michel de Mauny, Le Pays de Léon. Bro Leon. Son histoire, ses monuments., Ed. régionale de l'Ouest, Mayenne, 1993 (2e éd.), 399 p.
- L. Elégoët, Le Léon, Palantines, 2007, 293 p.
- Jean-Paul Soubigou, « Le Léon dans la Bretagne des Xe – XIe siècles (Kemenet et vicomté) », dans Annales de Bretagne et des pays de l’Ouest, vol. 4, t. 120, PUR, 2013, 240 p. (ISBN 9782753533028, lire en ligne), p. 37-63

#### Sociologie
- J. F. Simon, Tiez. Le paysan breton et sa maison : Le Léon, Éditions de l'Estran, 1982, 304 p.
- P. Arzel, Les Goémoniers du Léon, ArMen, no 7, 1987.
- A. Guillou & N. Rozmor, ill. A. Pennec, Le Monde des Léonards, Le Télégramme, Morlaix, 2001, 111 p.
- P. Mellouet, Les Paysans léonards au travail. Évolution des techniques de culture de plein champ au XXe siècle, Blaz an douar, 2002 (2e éd.), 164 p.
- Louis Elégoët et Marthe Le Clech, La vie des paysans du Léon : 1800-1950, Plourin-lès-Morlaix, Éditions Bretagne d'hier, octobre 2006 (ISBN 978-2-9523019-0-9, BNF 40924401).
- C. Le Menn, Etonnants Léonards, t. I, Keltia Graphic, 2006, 190 p. ; t. II, éd. Montagnes Noires, 2011 ; t. III, éd. Montagnes Noires, 2014.

#### Témoignages
- F. Elégoët, Nous ne savions que le breton et il fallait parler français : mémoire d'un paysan du Léon, La Baule, 1978, 227 p.
- L. Priser, préf. P. J. Hélias, Une poignée d'ajoncs, coll. Mémoires du peuple, Éditions universitaires, Paris, 1984, 243 p.  (ISBN 2-7113-0259-8).
- (br) V. Seite, Ar marh reiz : e bro-Leon gwechall, 1985, 342 p.

#### Monographies
- J. M. Eléouet, Considérations générales sur la race équestre et sur la race bovine dans le Finistère, Morlaix, 1849.
- F. de. Beaulieu, Jardins exotiques du Léon, ArMen, no 94, 1998.
- (br) P. Pondaven, M. Madeg et Y. Riou, Anoioù famillhoù e Bro-Leon, Quimper, Emgleo Breiz, juin 2009 (ISBN 9782911210877).
- Martial Caroff, Bernard Le Gall, Curiosités géologiques du Léon, Apogée, 2013.

#### Personnalités léonardes
- Liste des évêques de Léon (jusqu'à 1802)
- Liste des évêques de Quimper et de Léon (depuis 1802)
- Familles de la noblesse bretonne subsistantes

### Personnalités religieuses
- Christophe du Châtel, évêque de Tréguier.
- Alain de Coëtivy, cardinal.
- Jean Divotou alias Santic Du.
- Louis-Alexandre Expilly de La Poipe.
- Vincent Favé, évêque auxiliaire de Quimper et Léon et écrivain.
- Michel Jaouen, jésuite.
- Yves Mahyeuc, confesseur d'Anne de Bretagne dont la canonisation a échoué.
- Édouard Mesguen, évêque de Poitiers.
- Christophe de Penmarc'h, évêque de Dol puis de Saint-Brieuc
- Jean-Marie Perrot, prêtre militant.
- Jean-Marie-Dominique de Poulpiquet de Brescanvel, évêque concordataire de Quimper et Léon.

### Personnalités politiques
XIXe siècle
- Paul Vincent Audren de Kerdrel, député du Morbihan, où il avait immigré.
- Joseph du Dresnay, député henriquinquiste durant la dernière législature de la monarchie de Juillet.
- Yves Gilart de Keranflech, député légitimiste durant la Seconde République.
- Marie Armande de Kerhorre, épouse en 1808 du préfet du département du Finistère Honoré-Gabriel de Miollis.
- Nathalie Lemel, syndicaliste communarde.
- Albert de Mun, député.
- Louis Julien Roujoux, maire de Landerneau puis accusateur public puis membre du Conseil des Anciens en 1796 puis du Tribunat en 1800, fait baron d'Empire.

XXe siècle
- Jacques de Menou, sénateur.
- Charles Miossec, député.
- Gabriel de Poulpiquet, maire de Coat-Méal.
- Jean-Louis Rolland, maire SFIO de Landerneau.

XXIe siècle
- Benoît Hamon, député et ministre.
- Marylise Lebranchu, députée et ministre.

### Militaires de la Royale
- Armand de Coëtnempren de Kersaint, vice amiral.
- Guy François de Coëtnempren de Kersaint, chef d'escadre, père du précédent et du suivant.
- Guy Pierre de Coëtnempren de Kersaint, contre amiral.
- François Julien du Dresnay, gouverneur de l'île de France en 1768, promu chef d'escadre en 1776.
- André Marie de Gouzillon de Bélizal, chef de division des armées navales.
- Jean-Marie Huon de Kermadec, capitaine de vaisseau au service de Louis XVI.
- Jean-Michel Huon de Kermadec, idem, cadet du précédent, célèbre explorateur.
- Claude Marie de Parcevaux, chef d'escadre de la Royale.
- César Bourayne, capitaine de vaisseau et baron d'Empire.

### Militaires des armées de terre
Guerre de Cent Ans
- Tanneguy du Chastel, lieutenant général des armées du prétendant Jean de Montfort.
- Tanneguy III du Chastel, chambellan de Charles VI, prévôt de Paris en 1415.

XVIIe siècle
- Guillaume de Penancoët de Keroual, major du Grand siècle.

XVIIIe siècle
- Vincent Audren de Kerdrel, capitaine de cavalerie puis maire de Lannilis.
- Ambroise du Dresnay, maréchal de camp qui s'est illustré dans l'Armée des émigrés.

XIXe siècle
- Raoul Vincent Audren de Kerdrel, zouave pontifical puis maire adjoint de Saint-Pol.* Édouard Bouët-Willaumez, amiral.

XXe siècle
- Henri Rol-Tanguy, résistant communiste, colonel des FTP de la région parisienne en novembre 1943, rétrogradé lieutenant-colonel après guerre.

### Fonctionnaires civils
- José Bellec, haut fonctionnaire français.
- Tanneguy du Chastel, vicomte de la Bellière, chambellan du roi Charles VII, grand maître d'hôtel du duc François II, grand sénéchal du roi René, conseiller du roi Louis XI.
- Louise Renée de Penancoët de Keroual, demoiselle d'honneur de Madame, aïeule de Lady Di.
- Lionel Radiguet, diplomate.

### Juristes et théologiens
- Ambroise de Poulpiquet, dominicain.
- Olivier Saladin, recteur de l'Université de Paris puis doyen du chapitre cathédral de Notre Dame de Paris, évêque de Nantes.
- Joseph de Tonquédec, philosophe jésuite.

### Géographes et peintres
- Guillaume Brouscon, cartographe du Conquet.
- Yan' Dargent.
- Charles de Kergariou.

### Historiens
- Jean-Marie Abgrall.
- Jean Maur Audren.
- Jehan Bazin.
- Joël Cornette.
- Jean Feutren.
- Per Pondaven.
- Pol Potier de Courcy.
- Prudence-Guillaume de Roujoux

### Hommes et femmes de lettres
XIe siècle & XIIe siècle
- Guillaume Le Breton, chapelain de Philippe Auguste et chroniqueur[163].

XVIIe siècle
- Michel Le Nobletz, auteur de cantiques.
- Albert Le Grand, hagiographe.

XIXe siècle
- Tristan Corbière, poète français.
- Édouard Corbière, romancier français.
- Claire de Duras, salonière et romancière, brestoise de naissance.
- Lan Inisan, romancier engagé.
- Ernest du Laurens de la Barre, traducteur de contes.
- Jean-François Le Gonidec, grammairien.
- Victor Segalen, romancier français.
- Pierre Zaccone, romancier léonard d'adoption.

XXe siècle
- Job An Irien, conférencier et monographiste breton.
- Herry Caouissin, éditeur engagé.
- François Falc'hun, linguiste.
- Xavier Grall, poète et essayiste.
- Gwenc'hlan Le Scouëzec, essayiste.
- Yves Miossec, romancier breton.
- Louis Priser, autobiographe.

XXIe siècle
- Hervé Bellec.
- Jean-Luc Coatalem
- Olivier Cousin.
- Goulc'han Kervella.
- Hervé Lossec.
- Mikael Madeg.
- Joël Raguénès
- Jean Rohou.

### Artistes de la scène
- Roger Abjean, maître de chapelle.
- Nolwenn Arzel, harpiste.
- Jean-Michel Caradec, auteur-compositeur-interprète.
- Éric Digaire, musicien, membre de Matmatah.
- Julien Guiomar, acteur.
- Brigitte Fontaine, chanteuse, auteur, écrivain, poète et actrice.
- Gérard Jaffrès, auteur-compositeur-interprète, musicien.
- Dominique Lavanant, actrice.
- Clarisse Lavanant, chanteuse.
- Yvan Le Bolloc'h, acteur et chanteur.
- Nolwenn Leroy, auteur-compositeur-interprète.
- Renan Luce, auteur-compositeur-interprète, musicien.
- Bernard Ménez, acteur, enfant de la diaspora léonaise.
- Christophe Miossec, auteur-compositeur-interprète.
- Miou-Miou, actrice, fille d'un plouénanais de Traon Hir.
- Denez Prigent, chanteur.

### Sportifs
- Jean Combot, footballeur.
- Henri Combot, idem, son aîné.
- Armel Le Cléac'h, navigateur.
- Louis Floch, footballeur.
- Jean Guéguen, coureur cycliste.
- Paul Le Guen, entraîneur de football.
- Yvon Le Roux, footballeur.

### Entrepreneurs
- Jérôme Berthomme, négociant devenu maire de Brest pendant la Révolution.
- Jean Coatanlem, corsaire.
- Nicolas Coetanlem, armateur.
- Alexis Gourvennec, directeur de coopérative et syndicaliste agricole.
- Louise de Kergariou, fondatrice en 1901 puis directrice du sanatorium héliomarin Perharidy à Roscoff.
- Édouard Leclerc, promoteur du discount.
- Romain Malassis, imprimeur devenu député puis maire de Brest pendant la Révolution.
- Pierre-Louis Mazurié de Pennanech, armateur devenu maire et député de Morlaix puis député du tiers-état aux États généraux de 1789.
- Hervé de Portzmoguer, capitaine.
- Pierre Quemeneur, marchand de bois, victime de l'affaire Seznec.